# 京阪電気鉄道
京阪電気鉄道株式会社（けいはんでんきてつどう、英: Keihan Electric Railway Co.,Ltd.）は、大阪府北東部から京都府南部、滋賀県大津市にかけて路線網を持つ鉄道会社。日本の大手私鉄の一つ。通称は京阪電鉄または京阪電車で、略称は京阪。京阪ホールディングスの子会社で、京阪グループの中核企業である。
本社所在地は大阪府枚方市岡東町19-1（ステーションヒル枚方オフィスA）。登記上の本店所在地は大阪府枚方市岡東町173番地の1（枚方市駅の所在地の地番表示）である。他に、天満橋事務所（大阪府大阪市中央区大手前一丁目7番31号 大阪マーチャンダイズ・マートビル（OMMビル内）・大津事務所（滋賀県大津市錦織2丁目7番16号）があるほか、東京事務所が東京都千代田区内幸町2丁目2番2号 富国生命ビル7階にある。

## 概要
1910年（明治43年）4月15日に天満橋駅 - 五条駅（46.57 km）で運輸営業を開始した、大阪市と京都市（京阪間）を結ぶ京阪本線を中心とした京阪線に加え、京都市と大津市を結ぶ京津線と大津市内にある石山坂本線から構成される大津線や、石清水八幡宮参道ケーブルを営業している。営業路線の総営業キロ程は91.1 km（2024年3月31日現在）ある。
スローガンは「こころまち つくろう」である。2008年4月15日までの京阪グループ共通スローガンは「街をつなぐ、心をむすぶ KEIHAN GROUP」であった。新スローガン導入と同時にテレビCMではサウンドロゴも併せて導入した。テレビCMではこれまで全国的に知名度の高いタレントを起用してきたが、2000年12月からは「京阪のる人、おけいはん。」をキャッチフレーズに各種キャンペーンを展開している（「歴代CM出演者・おけいはん」を参照）。
営業路線の京阪本線沿線に、グループ会社が運営する日本最古の遊園地である「ひらかたパーク（通称:ひらパー）」を持つ。
この会社の設立以来、大阪証券取引所第一部（2013年に現物株市場は東京証券取引所へ統合）に単独で株式を上場していたが、2006年3月22日には東京証券取引所第一部にも上場した。また、同年11月13日に開業100周年を迎える2010年を目処に純粋持株会社へ移行することが発表され、その傘下に置かれる運輸業・不動産業・流通業・レジャーサービス業の各事業会社を統括する形態になると説明していたものの、経済情勢の変化により、設立予定としていた2010年5月に持株会社への移行を見送ることを明らかにしていた。その後、経営の効率化により各事業の収支が改善したことから、2016年4月1日に「京阪ホールディングス株式会社」に社名変更した上で持株会社移行を目指すことが2015年1月29日と4月30日に発表された。4月30日の発表によると京阪ホールディングス傘下に鉄軌道事業などを継承する京阪電気鉄道株式会社、不動産販売業を継承する京阪電鉄不動産株式会社、その他の京阪グループ各社を置く体制で、2016年4月1日に持株会社体制に移行した。
2011年、JICAの第3回「協力準備調査（PPPインフラ事業）」に対し、社団法人海外鉄道技術協力協会と株式会社野村総合研究所との三者共同で、「ベトナム ハノイ5号線整備事業準備調査」について応募提案 して8月末に本契約を締結したり、日本国外の鉄道プロジェクトに対してコンサルティング事業を行う新会社「日本コンサルタンツ」への出資 や、中華人民共和国瀋陽市での複合開発プロジェクトに東京建物と参画するなど、事業の日本国外展開を始めている。
スルッとKANSAIでカードに印字される符号はKHである。

## 社章・グループシンボルマーク
社章（社紋）は1906年12月21日に制定された。大阪市章の澪標を6つ円形に配置して「京」の形を表現し、合わせて「京阪」としたものである。現在も正式な社章ではあるが、対外的には制帽以外にほとんど使用されておらず、専らグループ共通の京阪グループシンボルマーク（後述）が用いられる。
2008年4月に制定された京阪グループシンボルマークは、イニシャルの「K」を2つの三角形に図案化し、上はオレンジ色で「暖かさ、趣」を思わせる旗を、下はブルーグレー色で「安全安心、やさしさ、心のこもった」グループの基盤を表現し、風になびく旗と基盤が一体となって「人を思い、潤いのある“街と暮らし”を共に創る」というブランドコンセプトを表現している。
京阪グループシンボルマークの使用開始後から、車体や各媒体等に使用された複数の旧マークやエンブレム等は全て使用を順次終了し、現行シンボルマーク・シンボルロゴに統一された。

社章（社紋）
京阪グループ シンボルマーク
京阪グループ シンボルマーク （ロゴタイプと組み合わせたもの）

## 歴史

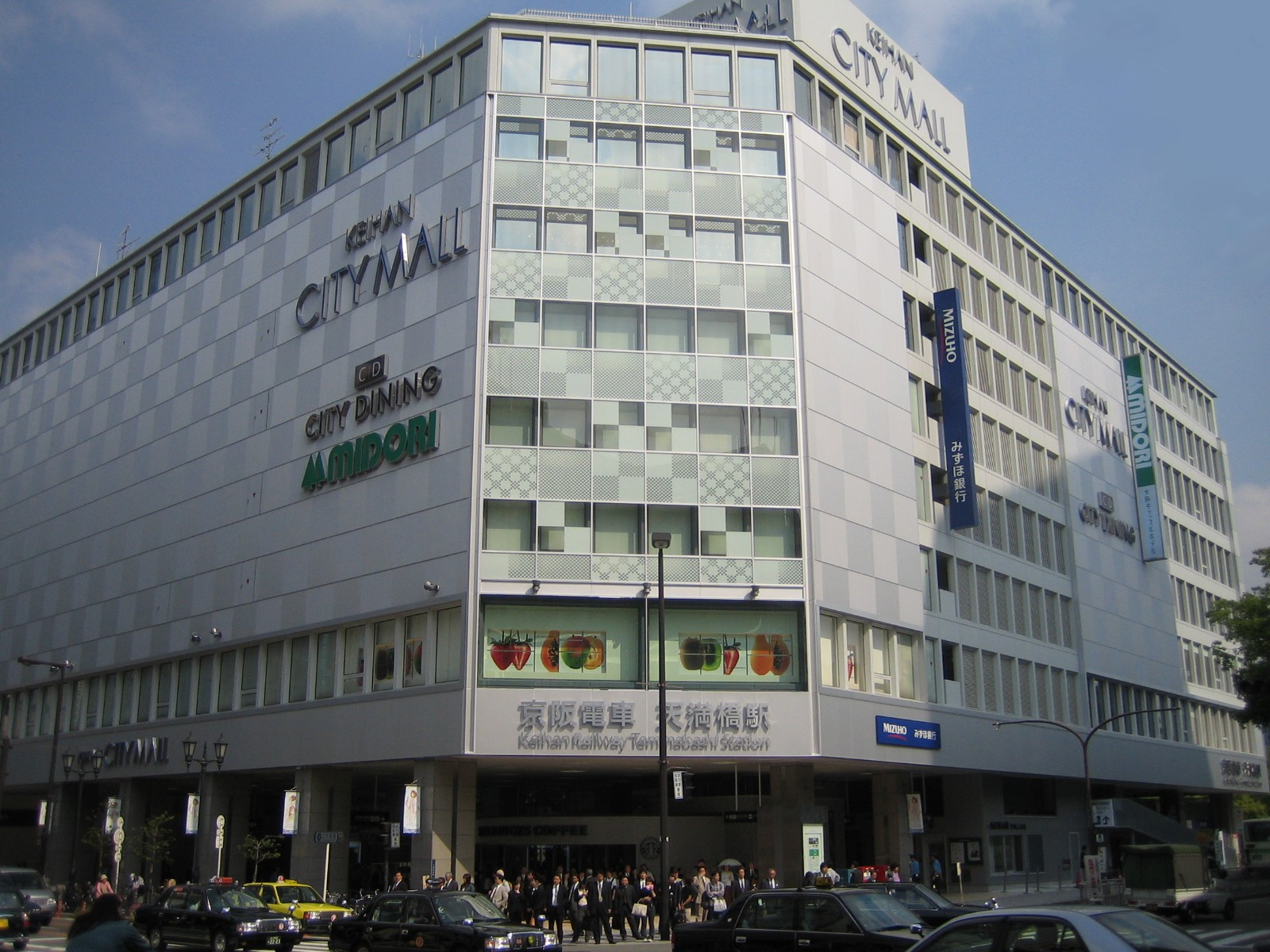
京阪天満橋駅（京阪シティモール）

大阪と京都の間には1876年（明治9年）、淀川右岸（西側）に官営鉄道（現・東海道本線〈JR京都線〉）が敷かれたが運賃が27銭と高く、上り12銭・下り10銭の淀川の蒸気船が貨客輸送の主力だった。そこで左岸（東側）の京街道沿いに大阪と京都を結ぶ電気鉄道を建設する計画として、東京の渋沢栄一、岡崎邦輔などの実業家グループの私設鉄道法による「京阪鉄道」と、村野山人や松本重太郎などの京阪神地区の財界人らの軌道条例による「畿内電気鉄道」の建設計画が同時期に立てられた。両派は競願のムダを避けて話し合いの末に一本化し、畿内電気鉄道株式会社として設立。1903年（明治36年）11月9日に改めて畿内電気鉄道として軌道条例による路線特許が申請された。その後、1905年（明治38年）8月30日の発起人会・設立委員会で京都 - 大阪を結ぶ鉄道ということを表す「京阪電気鉄道株式会社」に名称変更すること、運輸だけでなく電力供給事業・同関連事業を兼業することが決められた。1906年（明治39年）8月25日に軌道敷設の特許が下り、同年11月19日に東京商業会議所で創立総会を開催し京阪電気鉄道株式会社が設立された。
建設に当たり用地買収と路線の実測を開始すると、大阪市の行政指導（市営モンロー主義）や淀川沿いの軟弱地盤、用地買収の遅れ、京都での琵琶湖疏水の堤防上への変更などで十数か所にわたりルートの変更を余儀なくされた。1908年（明治41年）9月にようやく全路線の青写真ができ上がり、同年10月より4工区に分割され建設工事が開始された。そして1910年3月に軌道の敷設は完了した。
1910年（明治43年）4月15日に最初の路線として大阪・天満橋駅 - 京都・五条駅（現・清水五条駅）間が開業した。阪神電気鉄道などと同様に軌道特許で開業したため、当初は併用軌道や急曲線が至る所にあり、「京阪電鉄“カーブ”式会社」とも揶揄されたほどであったが、それを克服するため様々な技術開発が行われた。また集客策として10月から12月にかけて香里園にあった香里遊園地で『菊人形展』を開催、1912年からは大阪府枚方市に隣接する1万m2を買収（後のひらかたパーク）して10月6日から11月25日にかけて菊人形展が開催された。
1911年10月（明治44年）には森小路駅（現在の千林駅に相当） - 香里駅（現・香里園駅）間の沿線で電灯電力供給事業を開始。翌1912年には摂津電気を買収して淀川右岸への電力供給事業を手に入れ、1921年（大正10年）7月に和歌山水力電気を、1926年（大正15年）12月に日高川水力電気を合併し、京阪沿線だけでなく和歌山県の電力供給の約75パーセントを京阪が供給することとなった（詳細は「関西私鉄の電力供給事業」参照）。
1922年頃より営業エリアの滋賀県琵琶湖周辺への拡大を狙い京津電気軌道との合併交渉を開始するが、京津電気軌道の一部役員が京都電燈との合併を望み、話し合いの結果、電力供給は京都電燈へ売却、軌道部門は京阪電鉄に合併されることが決まり、1925年2月に京津電気軌道を合併。続けて湖南汽船から増資を引き受けて1926年7月に湖南汽船を子会社化した。これに対抗して大津電車軌道・湖南鉄道・太湖汽船は合併して琵琶湖鉄道汽船を設立。しかしこうした争いは「双方にマイナスになる」と、湖南汽船の社長の仲介により琵琶湖鉄道汽船との合併交渉が進められ、鉄道部門の大津電車軌道部分を京阪へ、湖南鉄道部分は別会社の八日市鉄道（後に近江鉄道に合併）として独立、船舶部門は湖南汽船に譲渡して（新）太湖汽船（後の琵琶湖汽船）となった。これにより琵琶湖を自社の営業エリアに収めた（京阪の社史では「湖上制覇」と表現している）。
また、並行線を他社によって敷設されることを阻止する企業防衛のために新京阪鉄道（現・阪急京都本線）を建設。奈良電気鉄道（奈良電、現在の近鉄京都線）および阪和電気鉄道（現・西日本旅客鉄道〈JR西日本〉阪和線）への関与、さらには和歌山県（阪和電気鉄道と和歌山軌道線）への進出など積極的な拡張策を展開した。しかし、投資が回収できないうちに昭和恐慌に見舞われ、債務処理のため1930年（昭和5年）5月和歌山地区の電力供給部門・軌道部門は合同電気株式会社へ譲渡され、同年9月に新京阪鉄道を合併して債務の圧縮を図るなど逼塞を余儀なくされる。
この時期は節電に大規模な投資が行われ、1932年（昭和7年）12月、正雀、守口、伏見の3変電所に大容量の蓄電池を設置、深夜電力を充電して電力使用ピーク時に放電する「ピークカット用蓄電池」が設置された。投資額は60万円で、電力料金を年間20万円削減でき、1934年の室戸台風では電力会社からの送電回復前に一部区間で列車の運転が再開できた。翌1933年（昭和8年）4月には日本初のコンパウンド（複巻）モーターによる回生ブレーキ付き電車50型4両が京津線に投入された。
1941年8月発布の配電統制令により電力供給事業を関西配電（後の関西電力）に現物出資の形で失い、太平洋戦争中には陸上交通事業調整法に基づき阪神急行電鉄と合併し、京阪神急行電鉄（後の阪急電鉄、現在の阪急阪神ホールディングス）となる。
戦後、1947年にやはり戦時体制で合併した旧・南海鉄道が近畿日本鉄道から南海電気鉄道として分離すると、京阪出身者からは京阪神急行電鉄からの再分離が強く唱えられるようになる。背景には旧京阪線が阪急に比べて復興が遅れていたという事情もあった。1949年12月、京阪神急行電鉄から京阪電気鉄道株式会社として再発足した。この分離に際しては新京阪の路線は阪急側に残ることとなり、京阪本線・交野線・宇治線・京津線・石山坂本線の5路線と子会社の太湖汽船（現・琵琶湖汽船）、京阪自動車（現・京阪バス）での再発足となった。京阪神急行電鉄社長の太田垣士郎は、分離を正式決定した1949年（昭和24年）9月27日の臨時株主総会後に「淀川西岸の各線（新京阪線と旧：阪急各線）は日本国有鉄道（国鉄）との競合が大きく、高速化や新車投入などを積極的に行う必要があるのに対し、東岸の各線（京阪線・大津線）は観光輸送面での特色を発揮する必要があり、双方のためにもこの地域ブロックによる分離を行うのが妥当」という旨をコメントしている。京阪側は新京阪線も手許に残す形での分離を望んだが、既に戦争中に新京阪線から宝塚線経由で梅田駅乗り入れが行われていたのに対して京阪線とは直接線路がつながっていなかったこと、加えて役員構成で数にまさる阪急側に「押し切られる形」になったことが、この結果につながったとされる。
また近畿日本鉄道（近鉄）との間で奈良電気鉄道をめぐって株式の争奪戦をしたが、1962年に当時の関西電力社長で京阪再発足時の京阪神急行社長であった太田垣士郎の仲介により、京阪の持つ奈良電気鉄道の株式を近鉄に譲渡、代わりに近鉄が持つ京福電気鉄道の株式を京阪に売却することになり、奈良電は近鉄に合併されて近鉄京都線に、京福電気鉄道は京阪の子会社になった。その前年（1961年）近鉄と西武鉄道が株式の買い集めをおこなっていた江若鉄道（現・江若交通）を子会社化している。
これらの経験が、他の関西大手私鉄と比べて事業の多角化に慎重で、本線の淀屋橋延長、複々線区間の延長、鴨東線の開通と本業を重視し、京阪沿線の不動産開発や京阪百貨店の開業など地域密着する傾向につながった。再発足から25年間社長を務めた村岡四郎は、就任時に「大阪中心部への乗り入れ」「京阪線曲線部の改良」「鴨東線の建設」を公約に掲げ、「当社の事業はどこまでも電気鉄道中心だ」「不動産事業もそれからデパートにしても、あるいはその他の雑多な事業でも、やはり鉄道というのが一つの大きな骨格になっている」と語っていたという証言が残されている。この時期には、南日本航空（現・かんこう）、宇治田原自動車（宇治京阪タクシー・京阪宇治交通の母体）などに出資し、子会社化した。
しかし、並行路線である大阪市営地下鉄谷町線の大日駅（大阪府守口市）への延長・京都市営地下鉄烏丸線の開業・JR東西線の開業と片町線の近代化などによる乗客数の減少、さらに少子高齢化により鉄道事業のみでは今後の発展は望めないとして、観光事業を強化することとした。1985年4月に福井県小浜市に「小浜フィッシャマンズ・ワーフ」を、1988年4月に瀬戸大橋のたもと与島に「瀬戸大橋京阪フィッシャマンズ・ワーフ」を開業した。だがバブル崩壊と瀬戸大橋の高額な通行料金により利用客が減少し、2003年3月末に若狭湾観光と京阪フィッシャマンズ・ワーフの全株式を売却して京阪グループから分離された。
その後、本業の鉄道事業では2001年に中之島新線の建設着手を決定し、建設主体となる第三セクター中之島高速鉄道を設立。2003年5月着工、2008年10月19日に中之島線として開業した。
開業100周年を2010年に迎えるにあたり、2006年には持株会社化の方針および関東地方を中心としたエリア外での事業多角化推進を表明し、京都への団体観光客誘致に関東・中部地方に進出した京阪交通社に続き、2003年に京阪電鉄不動産・ジューサーバーが関東に進出し、ホテル京阪や流通事業についても全国展開を進めている。2009年6月6日には北海道札幌市内にホテル京阪札幌が、同年11月21日には東京都台東区内にホテル京阪浅草も開業した。
京阪グループ全体の持株会社化に備えて、2007年6月より、社長/会長制度から、大手私鉄では初めてCEO/COO制度に移行している。2008年に中間持株会社の京阪タクシーシステムズを、2009年には京阪バスシステムズと不動産賃貸管理子会社の京阪ビルディングを京阪電鉄本体に吸収合併したほか、京阪建設を京阪エンジニアリングサービスへ合併し、京阪福井国際カントリーを売却した。2010年には京阪タクシーなど京阪タクシー関連7社を第一交通産業（福岡県北九州市）へ譲渡、2011年7月には旅行代理業務をJTBとの合弁会社であるJTB京阪トラベルへ移管（同時に関東・中部の営業所を閉鎖）した後、京阪交通社を解散するなど、子会社の整理統廃合も進められている。
2016年4月1日に京阪ホールディングスとして持株会社体制に移行した。引き続き子会社の整理統廃合が行われ、2017年から2018年にかけて京阪ライフサポートと文化財サービスの株式を他社に譲渡しグループから分離、2022年1月1日を効力発生日として京阪レストランの飲食事業を京阪グループの新系列リテール会社のカフェに譲渡し解散した。京阪ザ・ストアにおいては、2022年度から2023年度にかけ「アンスリー」32店舗のうち19店舗を新業態店舗「もより市」へ転換し、残りを賃貸店舗とする予定となっている。

### 年表
本年表で「客車」とあるのは電車（電動客車）のことである。

#### 畿内電気鉄道
- 1901年（明治34年）：渋沢栄一、成田鉄道社長佐分利一嗣らを中心とした関東の実業家、ならびに衆議院議員岡崎邦輔が、官設鉄道東海道本線のルートから外れた旧京街道（現在の国道1号に相当）大阪市 - 京都市間を結ぶ電気鉄道を私設鉄道法に基づく京阪鉄道として敷設することを計画。
- 1902年（明治35年）：村野山人、松本重太郎らを中心とした京阪神地区の財界人が、官設鉄道東海道本線のルートから外れた旧京街道に沿って大阪市 - 京都市間を結ぶ電気鉄道を軌道条例に基づく畿内電気鉄道として敷設することを計画。
- 1903年（明治36年）
  - 11月9日
    - 渋沢栄一、佐分利一嗣成ら関東の実業家、ならびに岡崎邦輔、村野山人、松本重太郎らを中心とした京阪神地区の財界人が合流し、畿内電気鉄道株式会社を創立。
    - 軌道条例に基づき、畿内鉄道 大阪市東区高麗橋詰町（現在の大阪市中央区東高麗橋付近） - 京都市下京区朱雀町五条大橋東詰（現在の京都市東山区朱雀町付近）間の電気軌道敷設の特許を内務省に請願。現在の京阪本線の起源。
- この間
  - 内務省が、逓信省鉄道作業局が運営する官設鉄道東海道本線 大阪 - 京都間の路線と競合することなどを理由に、畿内鉄道が計画する大阪市東区高麗橋詰町 - 京都市下京区朱雀町五条大橋東詰間の電気軌道敷設の特許下付に難色を示す。
  - 渋沢栄一、佐分利一嗣ら関東の実業家、ならびに岡崎邦輔が内務省および逓信省鉄道作業局との折衝を図る。
- 1906年（明治39年）
  - 8月25日：原敬内務大臣から大阪市東区高麗橋詰町 - 京都市下京区朱雀町五条大橋東詰間の電気軌道敷設の特許状、ならびに命令書が下付。
  - 8月30日：畿内電気鉄道株式会社起人総会が開催され、渋沢栄一が創立委員長に就任し、創立委員6名を選任。

#### 初代・京阪電気鉄道
- 1906年（明治39年）
  - 9月3日：畿内電気鉄道株式会社創立委員会が開催され、定款が決定されるとともに、商号を京阪電気鉄道株式会社と変更し、資本金700万円（現在の貨幣価値に換算して約189億4,500万円[要出典]。事業資金としては現在（2021年時点）のおよそ87億8,600万円に相当[注釈 8]。）、株式の額面（1株当たり）を50円、発行株式総数を14万株とすることが決定。
  - 11月19日：東京市麹町区有楽町一丁目（現・東京都千代田区有楽町一丁目）の東京商業会議所（現・東京商工会議所）において京阪電気鉄道株式会社（初代）創立総会が開催され、取締役に岡崎邦輔、桑原政、村野山人、佐分利一嗣、林謙吉郎、井上保次郎、渡邊嘉一が、監査役には田中源太郎、田辺貞吉、村井貞之助がそれぞれ就任し、その取締役会において専務取締役に渡辺嘉一が、相談役に渋沢栄一がそれぞれ就任。京阪電気鉄道株式会社の設立。
  - 12月19日：山縣伊三郎逓信大臣から電気鉄道事業経営の許可書、ならびに命令書が下付。
  - 12月21日：京阪電気鉄道株式会社設立の設立登記を完了。
- 1907年（明治40年）
  - 3月12日：職制を制定し、総務課、運輸課、建築課、電気課の4課を設置。
  - 4月20日：東京商業会議所において第1回定時株主総会を開催。
  - 春：専務取締役渡辺嘉一が有望な人材を探し出て引き抜くため、帝国鉄道庁を訪問し、同庁運輸部庶務課長の太田光凞にその人選を依頼する。
  - 7月16日：大阪事務所を大阪市東区北浜二丁目29番屋敷（現在の中央区北浜二丁目付近）から大阪市東区今橋三丁目2番地（現在の中央区今橋三丁目付近）に移転。
  - 7月28日：大阪府城北村毛馬（現・大阪市都島区毛馬町）において毛馬発電所の起工式を挙行。
- 1908年（明治41年）
  - 9月26日：大阪市電との調整を図るため、大阪市と市営電車軌道共用、ならびに市内乗入契約を締結。
  - 10月25日
    - 大阪市と市営電車軌道共用、ならびに市内乗入契約に基づき、電気軌道敷設計画の大阪市内における起点地を定めた定款第2条の「高麗橋東詰」を「京橋一丁目天満橋南詰」と改正。
    - 定款第2条の「一般運輸ノ業ヲ営ミ」以下を削除し、「前項ノ附帯事業トシテ電気ノ供給、娯楽機関ノ経営 及び土地家屋ノ賃貸営業ヲ為スコトヲ得」を加えて改正。

  - 11月：臨時株主総会において、電気軌道敷設計画の大阪市内における起点地を高麗橋東詰から天満橋南詰へ変更することが決議（承認）。
  - 12月8日：支配人に太田光凞が就任。
- 1909年（明治42年）
  - 4月：大阪市北区東野田網島（現・都島区網島町）に車両工場ならびに車庫の建設を開始。
  - 6月：大阪府北河内郡守口町（現・守口市）、大阪府北河内郡枚方町（現・枚方市）、京都府紀伊郡伏見町（現・京都市伏見区）に変電所の建設を開始。
  - 7月7日：渋沢栄一が相談役を辞任。
  - 9月24日：大阪事務所を大阪市東区今橋3丁目2番地大阪市北区東野田網島に移転。
- 1910年（明治43年）
  - 1月27日：大阪府下の各駅が竣工。
  - 2月9日：京都府下の各駅が竣工。
  - 3月11日：高崎親章大阪府知事から全線8区、1区間につき5銭。大阪市内区間、甲2銭、乙4銭。他に回数乗車券、普通定期乗車券、学生定期乗車券。往復運賃は大阪市内区間を除き1割引とする旅客運賃を認可。
  - 3月31日：大阪・天満橋駅 - 京都・五条駅（現・清水五条駅）間 46.57 kmの軌道敷設工事が竣工。
  - 3月：客車30両を新造。
  - 4月2日：守口変電所、枚方変電所、伏見変電所の建設工事がそれぞれ竣工。
  - 4月11日：大阪・天満橋駅 - 京都・五条駅間で試運転を開始。
  - 4月13日：天満橋駅 - 五条駅間の旅客営業の開始が認可。
  - 4月15日：現在の京阪本線、天満橋駅 - 五条駅間 46.57 kmが開業。当時の所要時間1時間40分。
  - 6月7日：取締役会長に渡辺嘉一が、専務取締役に桑原政がそれぞれ就任。
  - 6月25日：取締役井上保次郎が死去。
  - 7月12日：天満橋駅 - 五条駅間の所要時間を1時間30分に短縮。
  - 8月30日：電気供給事業兼営の許可状、ならびに命令書が下付。
  - 10月15日：第1回菊人形を香里遊園地（1912年3月閉園）で開催（12月10日まで）。後の「ひらかた大菊人形」の始まり。
  - 10月29日：株主配当を年間5分とすることを決定。
  - 11月19日：取締役に太田光熈が就任。
  - 11月22日：宇治電気鉄道株式会社が所有する中書島 - 宇治間の電気軌道敷設の特許状、ならびに命令書の譲受が認可。
  - 12月25日：本店所在地を大阪府北河内郡枚方町岡604番地（現在の枚方市岡東町付近）に移転。
  - 12月：客車19両を新造。
- 1911年（明治44年）
  - 1月17日：渡辺嘉一が取締役会長を、桑原政が専務取締役を、岡崎邦輔が取締役を、田辺貞吉が監査役をそれぞれ辞任し、専務取締役に太田光凞が就任。
  - 2月6日：社長、常務制を採用し、取締役社長に田辺貞吉元監査役が、常務取締役に太田光凞が、監査役に岡崎邦輔元取締役がそれぞれ就任。
  - 4月1日：350万円の増資を実施し、資本金を1050万円に増額。
  - 5月24日：電灯電力供給工事の施工認可が下付。
  - 10月8日：第2回菊人形を香里園遊園地で開催。
  - 10月13日：大阪地区での電気供給事業を開始。
  - 10月28日：定款第2条の末尾を「附帯事業トシテ電気ノ供給、娯楽機関ノ経営、貸家経営ノ資金ニスル目的ヲ以テ土地顔家屋抵当トスル金銭ノ貸付 及ビ土地家屋ノ賃貸経営ヲナスコトヲ得」と改正。
  - 12月28日：岡崎邦輔が監査役を辞任。
- 1912年（明治45年）
  - 2月14日：大阪市との市営電車軌道共用、ならびに市内乗入契約を解除[26]。
  - 1月13日：監査役に岡崎邦輔元監査役が就任。
  - 1月23日：大阪府東成郡城北村（現在の大阪市旭区 城北公園付近）、ならびに大阪府東成郡榎並村（現在のOsaka Metro谷町線野江内代駅付近）への電気供給を開始。
  - 3月3日：天満橋駅 - 五条駅間の所要時間を1時間28分に短縮。
  - 4月29日：株主配当を0.5分増配し、年間5分5厘と改定することを決定。
  - 5月1日：天満橋駅 - 五条駅間の所要時間を1時間25分に短縮。
- 1912年（大正元年）
  - 9月9日：取締役の桑原政が死去。
  - 9月11日：動力供給のため、京都電燈株式会社と電力供給契約を締結し、その送電工事を開始。
  - 9月13日：明治天皇大喪のため、23時00分から3分間、全線において電車の運転を停止し、敬悼遥拝。
  - 9月14日：京都電燈への電力供給を開始。
  - 9月末：動力供給のための京都電燈への送電工事が竣工。
  - 10月6日：菊人形を枚方遊園地（現・ひらかたパーク）に移して開催（11月25日まで）。
  - 10月29日
    - 株主配当を1分増配し、年間6分5厘と改定することを決定。
    - 摂津電気株式会社の株式買収を決定。
    - 田辺貞吉が取締役社長、ならびに佐分利一嗣が取締役を辞任し、取締役社長に土居通夫が、取締役に岡崎邦輔監査役、ならびに岩本栄之助が、監査役に秋岡義一がそれぞれ就任。

  - 11月21日：伏見変電所から京都電燈への高圧送電を開始。
  - 12月2日：天満橋駅 - 五条駅間の所要時間を1時間20分に短縮。
  - 12月20日：京都電気鉄道（後の京都市電）と京津電気軌道（現・京津線）との連絡運賃が認可。
- 1913年（大正2年）
  - 1月：宇治支線（現・宇治線） 中書島 - 宇治間の電気軌道敷設工事を着工。
  - 3月：200型貨車1両を新造。
  - 4月15日：『社報』第1号を発行。
  - 5月29日：京都市に対して三条 - 五条間の電気軌道敷設特許状、ならびに命令書が下付。
  - 5月：霧島人形を枚方遊園地で開催。
  - 6月1日
    - 宇治支線 中書島駅 - 宇治駅間開業。当時の所要時間20分。

  - 7月4日：貨物営業を開始。
  - 7月20日：宇治線 中書島駅 - 宇治駅間の所要時間を17分に短縮。
  - 9月13日：村野山人が取締役を辞任。
  - 10月1日：摂津電気株式会社を合併し、西国街道（現在の国道171号に相当）沿いの大阪府三島郡高槻町（現在の高槻市高槻町付近） - 大阪府三島郡千里村（現在の阪急電鉄千里線千里山駅付近）間の大阪府三島郡21町村、ならびに大阪府豊能郡豊津村（現在の吹田市豊津町付近）、西成郡西中島村（現在の大阪市淀川区西中島付近）ほか4村、合計27町村（いずれも大阪府北部）への電灯電力供給事業を継承。
- 1914年（大正3年）
  - 1月
    - 日本で初めての色灯三位式自動閉塞信号機をアメリカ合衆国に発注。1915年4月1日に使用開始。
    - 客車10両を新造。

  - 2月5日：電灯営業で炭素線電球に代わり、タングステン電球の使用を開始。
  - 5月15日：天満橋駅、五条駅をそれぞれ午前0時30分に発車する深夜1往復のノンストップ急行電車の運転を開始し、天満橋駅 - 五条駅間の所要時間を1時間に短縮。日本初の電車による急行運転の開始。
  - 7月10日：天満橋駅の新築拡張工事を竣工。
  - 9月18日：井上密京都市長と京都市電気軌道鴨東線 三条 - 五条間の軌道使用契約を締結。
  - 10月28日：株主配当を0.5分減配し、6分と改定することを決定。
  - 12月17日：京都市会において、京阪電気鉄道株式会社に対する京都市電気軌道鴨東線 三条 - 五条間の軌道貸与契約案が可決。
- 1915年（大正4年）
  - 2月6日：臨時株主総会において、京都市長と締結した京都市電気軌道鴨東線 三条 - 五条間の軌道使用契約が承認。
  - 3月16日：社債250万円の募集を決定。
  - 4月1日
    - 天満橋駅 - 五条駅間において日本初の色灯三位式自動閉塞信号機の使用を開始。
    - 午前と午後、上下それぞれ2本の急行電車を増発。

  - 4月28日：株主配当を1分減配し、年間5分と改定することを決定。
  - 7月23日：鴨川線 五条 - 三条間の電気軌道敷設工事が認可。
  - 8月10日：鴨川線 五条 - 三条間の電気軌道敷設工事を着工。
  - 10月20日：鴨川線 五条 - 三条間の電気軌道敷設工事を竣工。
  - 10月27日：鴨川線 五条駅 - 三条駅間 1.5 kmが開業。現在の京阪本線の一部区間。
- 1916年（大正5年）
  - 4月1日
    - 従来の急行電車を四条駅（現・祇園四条駅）にのみ停車し、天満橋駅 - 三条駅間を1時間で結ぶ最急行電車とする。
    - 枚方東口駅（現・枚方市駅）、八幡駅（現・石清水八幡宮駅）、中書島駅、伏見桃山駅、稲荷駅（現・伏見稲荷駅）、七条駅、五条駅、四条駅の8駅に停車し、天満橋駅 - 三条駅間を1時間10分で結ぶ急行電車を新設し、24分間隔で8分間隔の普通電車の2本後に運転）。

  - 4月28日：株主配当を1分増配し、年間6分と改定することを決定。
  - 7月16日：京津電気軌道との連絡乗車券の発売を開始。
  - 8月1日：最急行電車を廃止。
  - 10月1日：大阪電灯と大阪府東成郡鯰江町（現在のOsaka Metro蒲生四丁目駅付近）、ならびに大阪府東成郡榎並町の電灯供給区域の協定を締結。
  - 10月27日：岩本栄之助取締役が死去。
  - 10月29日：株主配当を0.5分増配し、年間6分5厘と改定することを決定。
- 1917年（大正6年）
  - 1月17日：午前4時50分、深草車庫内の車両から出火し、深草車庫の建物、および客車15両、貨車4両を焼失。
  - 4月：客車6両、貨車3両を新造。
  - 6月
    - 天満橋本社事務所の新築工事を着工。
    - 守口車庫の新築工事を着工。

  - 9月9日：土居通夫取締役社長が死去。
  - 9月18日：取締役社長に岡崎邦輔が就任。
  - 10月1日：「大正大洪水」河川堤防決壊などで京阪線・宇治線が不通に。
  - 11月28日：株主配当を1分増配し、年間7分5厘と改定することを決定。
  - 11月：100型客車1両を新造。
- 1918年（大正7年）
  - 1月20日：本社新事務所が大阪市東区京橋前ノ町3番地に竣工し、本社を移転。
  - 3月1日：守口駅（現・守口市駅）京都側に守口車庫（1972年、車庫は寝屋川車庫に移転。跡地は現在の京阪百貨店守口店）が竣工し、網島車庫を移転。
  - 4月16日：本線（現・京阪本線） 野江駅から分岐して淀川を渡り、大阪府三島郡の諸町村を経て京都府乙訓郡大山崎町に至り、同町を右折して久世郡淀町（現・京都市伏見区）付近で再び本線に合流する野江 - 淀間の淀川西岸支線（現在の阪急電鉄京都本線の一部）の敷設特許を請願。
  - 4月28日：取締役に浜崎健吉、篠野乙次郎がそれぞれ就任。
  - 9月：将棊島貨物駅の新設工事を竣工。
  - 10月28日：取締役に馬場斉吉が就任。
  - 12月2日：淀川支線の敷設特許、ならびに命令書を返上。
  - 12月27日
    - 淀川西岸支線延長線 大山崎 - 四条大宮間 15.2 kmの電気鉄道敷設特許を請願。
    - 守口第2変電所が竣工し、守口変電所 - 守口第2変電所間の送電を開始。
- 1919年（大正8年）
  - 4月1日
    - 安威川水力電気株式会社を合併し、電気供給事業を譲り受ける（3月5日認可）
    - 資本金550万円を増資し、1600万円となる。

  - 4月30日：大阪電灯からの受電（1万kW契約の一部）を開始。
  - 4月：100型客車2両を新造。
  - 5月16日：城北支線敷設の特許が下付。
  - 5月29日：城北支線延長線敷設の特許を請願。
  - 7月21日
    - 野江 - 淀間支線の敷設の特許状が下付。
    - 淀川西岸支線延長線の軌道敷設の特許状が下付。

  - 8月30日：淀川西岸支線建設の測量に着手。
  - 9月10日：淀川西岸支線特許線短縮の許可を出願。
  - 9月11日：北大阪電気鉄道に十三支線 十三 - 淡路間の電気鉄道敷設、ならびに淀川 - 吹田間の官設鉄道東海道本線の旧線跡の払下げ免許が下付。
  - 9月：淀川西岸線沿線の開発のため、吹田、茨木、高槻、山崎、桂付近で景勝地約24万坪を買収。
  - 10月29日：株式配当を0.5分増配し、年間8分とすることを決定。定款を変更し第2条に城北支線、淀川西岸線を追加。
  - 10月：枚方遊園地での菊人形の開催を中止し、宇治で開催。
  - 11月8日：木曽電気興業との共同出資で大阪送電株式会社（後の大同電力）を創立し、その取締役に太田光凞、林謙吉郎、岡崎邦輔が、監査役に渡辺嘉一、秋岡義一がそれぞれ就任。
  - 12月20日：城北支線の延長が特許。
- 1920年（大正9年）
  - 1月：100型客車10両を新造
  - 2月13日：野江 - 淀間の特許線の短縮が許可。
  - 2月21日：官設鉄道城東線（現在のJR西日本大阪環状線の大阪駅 - 天王寺駅間）の旧線跡一部敷地の払下げ願書を提出。
  - 3月：守口 - 伏見間の5万V送電線建設の工事を竣工。
  - 4月1日：城北支線延長路線の変更が許可。
  - 4月28日：株主配当を1分増配し、9分とすることを決定。
  - 5月20日：官設鉄道城東線の旧線跡一部敷地の払下げが許可。
  - 5月24日：淀川西岸線の起点を大阪市北区本庄葉村町に変更すことを請願。
  - 7月9日：支配人に三上真吾が就任。
  - 8月27日：取締役林謙吉郎が死去。
  - 10月19日：天満橋駅の拡張工事を完了。
  - 10月29日：株主配当を1分増配し、年間1割とすることを決定。
- 1921年（大正10年）
  - 3月： 旧形客車10両を急行用客車100型に改造。
  - 5月1日：資本金2000万円を増資し、3600万円となる。
  - 7月22日：天満橋京阪食堂を大阪市東区京橋一丁目に開設。
  - 10月26日：淀川西岸電気鉄道路線の一部変更が免許。
  - 10月28日：取締役に大原孫三郎、三上真吾がそれぞれ就任し、篠野乙次郎取締役が退任。
  - 10月：深草車庫内に機械工場、組立工場がそれぞれ竣工。
  - 12月：寝屋川運動場用地として、4万9,500 m2を買収。
- 1922年（大正11年）
  - 1月29日：和歌山水力電気の合併を決定。
  - 1月：寝屋川運動場の建設工事を着工。
  - 2月8日：運動場前臨時駅の設置が認可。
  - 3月23日
    - 大阪府北河内郡豊野村（現在の寝屋川市豊野町付近）の新設運動場を「京阪グラウンド」と命名。

  - 3月：旧形客車5両を急行用客車100型に改造。
  - 4月3日：監査役田中源太郎が死去。
  - 4月21日：京阪グラウンドに陸上競技場を竣工。
  - 4月24日：淀川西岸電気鉄道新線を地方鉄道法による経営変更が許可。
  - 5月10日：淀川西岸新線敷設免許の権利義務を新京阪鉄道株式会社発起人に譲渡する仮契約を締結。
  - 5月：京阪グラウンドの野球場、庭球場の建設工事を着工。
  - 6月28日：淀川西岸の高速新線建設のため、資本金2500万円の新京阪鉄道株式会社を設立し、社長に岡崎邦輔が、常務取締役に太田光熈が、取締役に渡辺嘉一、村井貞之助、永田仁助、井上周、大野盛郁が、監査役に浜崎健吉、島村安次郎、湯浅七衛門がそれぞれ就任。
  - 7月1日
    - 和歌山水力電気株式会社を合併し、和歌山地区の電気供給事業と軌道事業（後の南海電気鉄道和歌山軌道線。1971年4月1日全線廃止）を継承。電気供給事業は和歌山支店となる。
    - 資本金1152万円を増資し、4752万円となる。

  - 7月24日
    - 取締役に島村安次郎、監査役に津村紀陵がそれぞれ就任。
    - 資本金2000万円増資し、淀川西岸新線建設費、官設鉄道城東線 旧線跡払下げ代金その他に充当することを決定。

  - 8月1日：和歌山支店を和歌山市岡山町9番地に設置。
  - 8月12日：十三駅 - 千里山駅間の路線（後の十三線、ならびに千里山線。現在の阪急電鉄京都本線、ならびに阪急電鉄千里線の一部区間）の経営を行っていた北大阪電気鉄道の社長に秋岡義一が、取締役に太田光凞、竹田三七が、監査役に渡辺嘉一、篠野乙次郎がそれぞれ就任し、北大阪電気鉄道の経営権を握る。
  - 9月1日：和歌山水力電気合併による増資株（い号株式）23万400株を発行。
  - 10月9日：淀川西岸電気鉄道新線敷設権を新京阪鉄道に譲渡することが鉄道大臣から認可。
  - 11月12日：高槻変電所、ならびに高槻送電線がそれぞれ竣工。
  - 11月21日：新京阪鉄道と容量1万kWの電力需給契約を締結。
  - 11月27日：株主配当を1分増配し、年間1割1分とすることを決定。
  - 12月23日：和歌山支店 琴の浦火力発電所の建設工事が竣工。
  - 12月25日：新京阪鉄道に電気鉄道敷設権譲渡に伴う前期事業譲渡が逓信大臣から認可。
  - 12月28日：三条駅の拡張工事を完了。
  - 12月31日：和歌山支店 琴の浦火力発電所の使用を開始。
- 1923年（大正12年）
  - 1月24日：天満橋駅 - 守口駅間で2両連結の客車の運転が認可。
  - 2月1日：譲受代金370万1722円24銭とする北大阪電気鉄道から新京阪鉄道への電気鉄道事業譲受契約を締結。
  - 3月19日：旧形客車5両を急行用客車100型に改造。
  - 4月1日：北大阪電気鉄道が電気鉄道事業を新京阪鉄道に譲渡し、商号を京阪土地と改称。新京阪鉄道の開業。
  - 4月16日：和歌山軌道線の和歌浦支線終点延長の免許を請願。
  - 5月10日：旧形客車5両を急行用客車100型に改造。
  - 7月12日：和歌山支店 船津水力発電所の使用を開始。
  - 10月：菊人形を枚方遊園地で復帰開催。
  - 11月1日：旧形車両5両を急行用客車100型に改造。
  - 12月6日：旧形客車5両を急行用客車100型に改造。
- 1924年（大正13年）
  - 1月20日：新設の毛馬変電所が竣工。
  - 1月：天満橋駅で急行用客車100型客車1両を焼失。
  - 3月：旧形客車10両を急行用客車100型に改造。
  - 4月19日：天満橋 - 守口間2両連結運転に伴う駅改築が認可。
  - 4月：霧島人形を枚方遊園地で開催。
  - 6月25日：京阪電気鉄道同友交通労働組合が発足（6月28日承認）
  - 8月29日：1000型客車10両を新造。
  - 8月30日：京津電気軌道と合併に関する仮契約を締結。
  - 9月27日：京津電気軌道との合併に伴い定款を変更。
  - 10月1日：1000型2両連結運転を天満橋駅 - 守口駅間で開始。
  - 12月11日：蒲生駅 - 守口駅間の軌道工事方法の変更が認可。
  - 12月：新京阪鉄道 天神橋 - 淡路間が着工。
- 1925年（大正14年）
  - 1月27日：京津電気軌道との合併が鉄道大臣、ならびに内務大臣から認可。
  - 1月30日：京津電気軌道との合併が逓信大臣から認可。
  - 2月1日
    - 京津電気軌道株式会社を合併し、電気供給事業と三条大橋駅 - 札ノ辻駅間の軌道事業、ならびに札ノ辻駅 - 浜大津駅（現・びわ湖浜大津駅）間の軌道線延伸工事を継承。
    - 資本金325万円を増資し、5077万円となる。

  - 3月31日：監査役秋岡義一が死去。
  - 4月16日：岡崎邦輔が取締役社長を辞任。
  - 4月24日：取締役社長に太田光凞が就任。
  - 4月29日：高野山鉄道の敷設権および財産譲渡を決定。
  - 5月5日：京津電気軌道から継承事業であった札ノ辻 - 浜大津間の延伸工事が竣工し、開業。
  - 6月20日：大阪市電谷町寝屋川線 京阪東口 - 馬場町間（1968年12月18日廃止）の開業に伴い、野田橋交差点の使用を開始。
  - 7月7日：京阪線 守口駅 - 枚方駅間の2両連結運転が認可。
  - 7月27日：京阪線 旧形客車6両を急行用客車100型に改造し、急行用客車100型1両を新造。
  - 10月6日：島村安次郎取締役が死去。
  - 10月29日
    - 監査役に永田仁助が就任。
    - 日高川水力電気の合併を決定。
    - 京津電気軌道から継承した電気供給事業、ならびに水力発電所の京都電燈への譲渡を決定。

  - 11月3日：日高川水力電気と合併契約を締結。
- 1926年（大正15年）
  - 3月1日：日高川水力電気株式会社を合併。
  - 9月1日：京津線沿線の電気供給事業を京都電燈に譲渡。
  - 9月7日：京阪電鉄初の踏切警報機を古川橋府道に設置。
- 1926年（昭和元年）：京阪線の一部車両の集電装置にパンタグラフを採用[27]。トロリーポール式と混在するようになった。
- 1927年（昭和2年）
  - 2月1日：京阪自動車株式会社（現・京阪バス）の株式の77 %を取得し、子会社化。
  - 8月31日：日本初の全鋼製ロマンスカー（1550型）を新造。
  - 10月28日：京都府紀伊郡堀内村（六地蔵） - 大津市馬場町間軌道（六地蔵線）敷設特許[28]。
- 1928年（昭和3年）
  - 3月1日：京阪土地（元の北大阪電気鉄道）を合併。
  - 10月1日：貴賓車16号（2代目）を新造。
  - 12月27日：六地蔵線六地蔵 - 2哩（マイル）72鎖（チェーン）地点（宇治郡醍醐村）間工事施行認可を申請（翌年8月26日認可）[28]。
- 1929年（昭和4年）
  - 4月11日：琵琶湖鉄道汽船株式会社を合併。船舶部門（旧太湖汽船）は湖南汽船に譲渡。鉄軌道路線のうち石山駅 - 浜大津駅（現・びわ湖浜大津駅） - 坂本駅（現・坂本比叡山口駅）間を京阪に編入するが、それ以外は八日市鉄道に売却。
  - 4月25日：六地蔵線宇治郡醍醐村 - 大津市上関寺町間工事施行認可を申請[28]。
- 1930年（昭和5年）
  - 4月25日：六地蔵線大津市上関寺町 - 同市馬場町間工事施行認可を申請[28]。
  - 5月10日；合同電気株式会社に和歌山支店管内の電気供給事業と軌道事業を譲渡。
  - 9月15日：新京阪鉄道株式会社を合併し、天神橋駅 - 西院駅間の路線を新京阪線、十三駅 - 淡路駅間の路線を十三線、淡路駅 - 千里山駅間の路線を千里山線、桂駅 - 嵐山駅間の路線を嵐山線とする。
- 1931年（昭和6年）
  - 3月31日：新京阪鉄道からの継承事業であった新京阪線の西院駅 - 京阪京都駅（現・阪急大宮駅）を延伸開業（関西初の地下鉄道）。
  - 10月14日：京阪本線の蒲生信号所 - 守口駅（現・守口市駅）間の併用軌道（通称「野江の七曲り」）を廃止。同区間の線路を移設の上、立体交差化。
- 1932年（昭和7年）
  - 9月：京阪線の車両の集電装置をトロリーポールからパンタグラフへ変更[29]。
  - 10月15日：京阪線の全車両のパンタグラフ化が竣工[30]。
  - 11月15日：白木屋などと共同出資で京阪デパートを設立（資本金100万円）。
  - 11月19日：毛馬発電所設備を撤去。
  - 12月1日：食堂事業を京阪デパートへ譲渡。
  - 12月：当時世界最大の尖頭裁除（せんとうせつじょ）用蓄電池を正雀・守口・伏見の3変電所に設置。
- 1933年（昭和8年）
  - 2月1日：日本初のコンパウンドモーターによる回生ブレーキ付き車両50型4両を新造（末尾55 - 58）。
  - 12月29日：京阪本線の蒲生信号所 - 守口駅（現・守口市駅）間を複々線化。
- 1934年（昭和9年）
  - 3月19日：日本初の連接車「びわこ号」60型竣工。
  - 4月2日：三条駅（三条大橋駅）経由、天満橋駅（京阪本線） - 浜大津駅（京津線）間直通の特急「びわこ号」の営業運転を開始（戦時中に一時休止）。
  - 9月21日：室戸台風が関西に来襲。守口車庫など50棟以上が全半壊など建物被害・牧野付近の浸水、路盤の流失をはじめ全線で大きな被害を受ける。同月24日に京阪線運転再開、同月27日より全線平常運転。
- 1935年（昭和10年）
  - 6月29日：鴨川大水害により、三条駅 - 七条駅間で浸水、路盤倒壊など大きな被害を受ける。この災害を受け、鴨川の河川改修（鴨川の掘り下げと拡幅）に合わせて京阪線を地下化する計画が策定される。
  - 8月11日：水害（宇治川氾濫）で中書島駅 - 枚方東口駅（現・枚方市駅）間、宇治線が運転不能、同月13日復旧。
- 1936年（昭和11年）10月28日：太田光凞が取締役会長、有田邦敬が取締役社長に就任。
- 1937年（昭和12年）
  - 2月26日：六地蔵線起業廃止許可[28]。
  - 9月28日：新京阪鉄道からの継承事業であった山科線起業廃止許可[28]。
- 1939年（昭和14年）
  - 3月1日：大阪陸軍兵器支廠禁野倉庫の爆発事故で被災、香里園駅 - 樟葉駅間運転休止。
  - 9月30日：太田光凞が取締役会長を辞任し、相談役に就任（10月14日死去）。
- 1941年（昭和16年）
  - 7月9日：子会社として宇治交通（現・京阪タクシー）を設立。
  - 12月21日：取締役社長の有田邦敬死去。
- 1942年（昭和17年）
  - 1月26日：取締役会長に大槻信治、取締役社長に喜多市松が就任。
  - 4月1日：電力統合政策により電気供給事業を関西配電（関西電力の前身）に現物出資。
- 1943年（昭和18年）
  - 4月9日：取締役社長の喜多市松が「一身上の事情」を理由に辞職届を提出（12日の役員会で承認）。以後、後述の合併まで、社長は置かれなかった。

#### 京阪神急行電鉄
- 1943年（昭和18年）10月1日：戦時企業統合政策（陸上交通事業調整法）による政府からの勧奨を受け、阪神急行電鉄株式会社と合併し、京阪神急行電鉄株式会社（後の阪急電鉄株式会社・法人としては現在の阪急阪神ホールディングス株式会社）が発足（書類上の存続会社は阪神急行電鉄株式会社）。
- 1945年（昭和20年）
  - 1月25日：近江神宮での「大化の改新1300年祭」に天満橋駅から京阪線・京津線を経由、石山坂本線の近江神宮前駅へ直通列車が運転される（60型63号使用）。
  - 5月1日：交野電気鉄道株式会社の事業を譲り受け、交野線とする。
  - 12月21日：奈良電気鉄道（現・近鉄京都線）が京阪本線の丹波橋駅 - 三条駅間に乗り入れ開始。
- 1947年（昭和22年）4月1日：京阪線の電車が奈良電気鉄道の丹波橋駅 - 京都駅間に乗り入れ開始。
- 1948年（昭和23年）日時不明：運輸省規格電車1300系10両を導入。
- 1949年（昭和24年）
  - 8月7日：京津線四宮車庫で火災。車庫・変電設備と車両22両を焼失。
  - 11月25日：京津線三条大橋駅を京阪線三条駅に統合。

#### 2代・京阪電気鉄道
- 1949年（昭和24年）
  - 12月1日：京阪神急行電鉄より、京阪本線・交野線・宇治線・京津線・石山坂本線の各路線が分離譲渡される形で京阪電気鉄道株式会社（2代）が発足[注釈 9]。京阪神急行電鉄副社長の村岡四郎が社長に就任。
- 1950年（昭和25年）
  - 9月1日：京阪本線の天満橋駅 - 三条駅間に特急の運行を開始。所要時間53分。
  - 10月11日：宇治川の志津川発電所への資材運搬軽便鉄道を利用して天ヶ瀬 - 大峯間 3.2 kmに「おとぎ電車」が開業（遊戯施設の扱い）。
  - 11月16日：子会社として京阪国際観光自動車設立（資本金800万円・1998年6月30日会社解散）。
- 1951年（昭和26年）
  - 3月30日：特急専用車1700系10両を新造。特急電車の「マンダリン・オレンジ」と「カーマイン・レッド」のツートンカラーがこの車両から始まる。
  - 12月22日：琵琶湖汽船とタイアップ、天満橋駅 - 浜大津駅間に直通スキー列車を運転開始（浜大津で湖北地方のマキノ行きの船に連絡）。
- 1952年（昭和27年）
  - 4月1日：日本初のスーパーマーケット「京阪スーパーマーケット」を京阪本線の旧京橋駅構内に開店。
  - 7月11日：子会社として大阪京阪タクシーを設立。
  - 7月17日：特急列車の先頭エンブレム（鳩マーク）の使用を開始。
- 1953年（昭和28年）
  - 7月10日：若狭湾観光が設立（1962年に京阪の出資を受け傘下となり、2003年6月に株式売却により京阪グループより離脱）。
  - 7月22日：1800系特急用電車2両を新造。
  - 9月25日：台風13号で京都府南部に被災。宇治川の堤防決壊・山科川への逆流などで京阪線・宇治線・おとぎ電車で浸水・築堤倒壊・路盤流失など大きな被害を受ける（京阪線・宇治線は同年10月1日仮復旧、おとぎ電車は翌年3月末に復旧）。
- 1954年（昭和29年）
  - 9月3日：京阪線の特急でテレビを設置したテレビカーの運行を開始。
  - 10月1日：奈良電気鉄道京都駅から丹波橋駅経由で枚方公園駅まで臨時急行「ひらかた号」が運転。
  - 11月18日：子会社として滋賀京阪タクシーを設立。
- 1955年（昭和30年）
  - 6月25日：京阪線天満橋駅 - 塩小路駅間の貨物営業を廃止、塩小路貨物駅も廃止。
  - 12月3日：鋼索線 八幡市駅 - 男山山上駅間開業。
  - 12月23日：子会社として、ひらかた園芸企画（現・京阪園芸）設立、資本金100万円。
- 1956年（昭和31年）
  - 1月10日：線路名称制定。
  - 6月20日：日本初の電車用空気ばね台車「KS-50」を1759号に取り付け試運転開始。
- 1957年（昭和32年）
  - 3月9日：「KS-50」台車を1885号に付け換えて営業運転開始（後に寝屋川車庫と、大阪市の弁天町駅にあった交通科学博物館に1台ずつ保存・展示）。
  - 3月27日：子会社として樟葉パブリック・ゴルフ・コース設立（資本金800万円・同年9月1日営業開始）。
  - 12月31日：京阪線と鋼索線で大晦日の終夜運転を開始[31]。
- 1958年（昭和33年）
  - 2月7日：子会社として京阪土地興業（現・京阪産業）を設立。
  - 3月19日：子会社として比叡山自動車道を設立（資本金8000万円、4月19日に営業開始）。
  - 12月1日：寝屋川車庫の使用を開始。
- 1959年（昭和34年）
  - 6月25日：宇治田原自動車に出資、京阪宇治交通に商号変更のうえ子会社化（2006年3月末に京阪バスに合併）。
  - 8月6日：日本初の平坦線回生ブレーキを常用した2000系電車の運用を開始。
- 1960年（昭和35年）
  - 5月31日：「おとぎ電車」休止、廃線跡のほとんどは大峰ダムとともに天ヶ瀬ダム湖に沈む。
  - 8月15日：南日本航空（現・かんこう）に出資、関西航空に改称のうえ子会社化（1976年に関西航空測量と改称）
- 1961年（昭和36年）
  - 7月：江若鉄道（現・江若交通）に出資して子会社化。
  - 8月12日：京津線で各停用回生ブレーキ車80型の使用を開始。
- 1962年（昭和37年）
  - 4月27日：奈良電気鉄道の株式を近畿日本鉄道（近鉄）へ譲渡。
  - 5月17日：天満橋に本社ビルが竣工し、業務開始。
  - 7月31日：京福電気鉄道の発行済み株式の37.9パーセントを取得して子会社化。
  - 12月22日：京阪最初の自動券売機を京橋・天満橋の両駅に設置。
- 1963年（昭和38年）
  - 4月15日：京阪本線淀屋橋駅 - 天満橋駅間の地下新線が延伸開業。同時に、駅名標を「天滿橋」→「天満橋」、「三條」→「三条」のように、旧字体から新字体に変更。
  - 7月9日：子会社として敦賀京阪タクシー（現・敦賀第一交通）を設立。
  - 9月16日：子会社として京阪レストラン設立（10月1日営業開始）。
  - 11月29日：京阪電鉄初の不動産賃貸ビル、京阪淀屋橋ビル竣工。
- 1964年（昭和39年）
  - 3月12日：子会社としてケーテー自動車工業設立。
  - 5月8日：子会社として京阪ビルディング設立（2009年10月1日付で京阪電鉄本体に吸収合併）。
  - 7月7日：日本初の駅冷房を京阪本線の淀屋橋駅で開始。
  - 7月20日：子会社として宇治パワーステションサービスを「天ヶ瀬ダム周辺の観光開発」を目的に京阪電鉄70 %、関西電力30 %の出資で設立。1987年に会社解散。
- 1965年（昭和40年）4月21日：ダイヤ改正。朝ラッシュ時に宇治駅発三条駅行の直通急行を新設。
- 1966年（昭和41年）
  - 4月23日：「京阪レークセンター」竣工。
  - 8月3日：蒲生信号所前で列車追突事故が発生。これをきっかけに自動列車停止装置 (ATS) 導入が決まる。
  - 10月8日：子会社として宇治京阪タクシーを設立。京阪宇治交通よりタクシー部門を譲受、1967年1月1日より営業開始。
- 1967年（昭和42年）
  - 6月15日：日本初の官民一体型のニュータウン「くずはローズタウン」造成工事起工式。
  - 8月1日：淀屋橋駅 - 大和田駅間（複々線区間の緩行線を除く）にATSの地上設備を設置完了、特急列車のATS使用開始。関西私鉄初のATS設置・運用開始。9月28日までに京阪本線の全区間でATS地上設備の設置を完了。
- 1968年（昭和43年）
  - 1月29日：宇治線ATS使用開始。
  - 7月16日：交野線ATS使用開始。
  - 9月12日：京阪本線全列車にATS車上装置を搭載完了。
  - 12月20日：近鉄京都線（旧奈良電気鉄道）との相互乗り入れを廃止。
- 1969年（昭和44年）
  - 11月17日：電子計算機を導入し、稼動開始。
  - 11月30日：京橋駅が移転高架化。
- 1970年（昭和45年）
  - 4月15日：京橋駅ビルに京阪ショッピングモール（現・京阪モール）が開業。
  - 5月15日：通勤冷房車（2400系）の営業運転での冷房装置使用開始。
  - 11月1日：京阪本線の天満橋駅 - 野江駅間を複々線化。
  - 12月22日：日本初の5ドア車両5000系が竣工。京阪電鉄初のアルミ車両。
- 1971年（昭和46年）
  - 3月6日：男子寮「黎明寮」竣工。
  - 7月1日：京阪電鉄初の冷房付き特急専用車3000系（初代）の運用を開始。
- 1972年（昭和47年）
  - 2月2日：寝屋川車両工場竣工。守口車両工場・守口車庫廃止。
  - 4月1日：樟葉駅前にくずはモール街が開業。
  - 7月1日：鴨川電気鉄道株式会社設立。
- 1973年（昭和48年）
  - 3月24日： 京阪レンタサイクル開業（三条、嵐山、宇治、浜大津、京都パレスサイドホテルに営業所開設）。
  - 4月2日：子会社として株式会社大山レークホテル設立（1999年10月1日付でホテル京阪に吸収合併）。
- 1974年（昭和49年）
  - 2月25日：鴨川電気鉄道が鴨東線の地方鉄道敷設免許取得。
  - 8月3日：びわこローズタウンの第一期分譲を開始（向陽地区50区画）。
- 1975年（昭和50年）
  - 5月28日：村岡四郎社長死去（6月6日に青木精太郎が社長に就任）。
  - 7月1日：社員に対して週休2日制を実施。
  - 11月15日： 全車両に「優先座席」を設定。
- 1976年（昭和51年）
  - 3月: 駅置きの月刊広報誌『くらしの中の京阪』創刊（2000年4月より『K PRESS』に統合）。
  - 9月12日： 京阪本線の守口市駅 - 門真市駅間高架複々線化。
  - 11月20日：京阪で初めて駅に点字ブロックを設置（香里園駅）。以後、各駅に順次設置へ。
- 1977年（昭和52年）
  - 9月1日：子会社としてホテル京阪設立（資本金5000万円）。
  - 11月22日：取締役会で株式配当を年1回から年2回とすることを決議。
- 1978年（昭和53年）
  - 3月1日：子会社として京阪ビルサービス（現・京阪カインド）を資本金300万円で設立。
  - 3月30日：京阪電鉄初の分譲マンション「ローズマンション藤森」（戸数225）が竣工。
  - 3月31日：第1回物上担保附1号転換社債50億円発行。
  - 7月30日：京阪本線の門真市駅 - 寝屋川信号所間の高架複線を使用開始[32]。
  - 8月8日：2600系電車が運用を開始。
  - 9月1日：社員に対して給与振り込み制度を実施。
- 1979年（昭和54年）
  - 1月20日：主要12駅に京阪電鉄初の点字運賃表を設置。
  - 6月20日：第2回物上担保附1号転換社債50億円発行。
  - 8月10日：子会社として京阪建設設立（2008年3月末に京阪エンジニアリングサービスへ合併）。
- 1980年（昭和55年）
  - 2月20日：磯島曲線（枚方市駅 - 御殿山駅間）で京都行急行電車が置き石により脱線、転覆する事故が発生（京阪電気鉄道置石脱線事故）。
  - 3月16日：京阪本線の土居 - 寝屋川信号所間が高架複々線化。京阪本線の天満橋 - 寝屋川信号所間 12.6 kmが私鉄最長（当時）の複々線区間となる。淀車庫竣工、深草車庫廃止。
  - 3月23日：ダイヤ改正で土曜ダイヤを日本で初めて導入。
  - 5月28日：最初の『京阪時刻表』を刊行。
- 1981年（昭和56年）
  - 4月12日：京津線と石山坂本線の浜大津駅駅舎を統合。
  - 12月16日：季刊広報誌『グラフ京阪』創刊[33]。
- 1982年（昭和57年）
  - 3月29日：京阪本線の土居駅 - 寝屋川信号所間が高架複々線化工事竣工。淀屋橋駅 - 寝屋川信号所間 14.1 kmの立体交差化が完了。
  - 4月1日：適格退職年金制度と社員持ち株制度を導入。
- 1983年（昭和58年）
  - 3月17日：6000系電車の運用を開始。
  - 4月15日：株式会社京阪百貨店設立。
  - 10月1日：大阪水上バス営業開始（同年8月11日に会社設立）。
  - 12月4日：京阪本線・宇治線・交野線の架線電圧を直流600 Vから1500 Vに昇圧[34]。
- 1984年（昭和59年）
  - 4月1日：京津線ATS設置完了。
  - 6月27日：京阪線で弱冷房車を導入。
  - 7月29日：6000系が鉄道友の会よりローレル賞を京阪電鉄で初めて受賞。
  - 11月12日：子会社として京阪エンジニアリング設立（資本金1千万円）。
- 1985年（昭和60年）
  - 4月22日：京阪本線の淀屋橋駅 - 樟葉駅間で朝夕ラッシュ時に8両編成の急行列車を運転開始。
  - 4月25日：子会社の若狭湾観光が福井県小浜市に「若狭フィッシャーマンズ・ワーフ」を開業。
  - 9月18日：社員女子寮「こがね寮」廃止。
  - 10月12日：守口市駅前（旧守口車庫跡地）に京阪百貨店が開業。
- 1986年（昭和61年）
  - 4月1日：第4回物上担保附1号転換社債50億円発行。
  - 12月1日：全駅で朝夕ラッシュ時に「禁煙タイム」を実施。
- 1987年（昭和62年）
  - 2月26日：第1回米ドル建てワラント債7000万ドルを発行。
  - 3月9日：資本金200億円を突破。
  - 5月24日：京阪本線の東福寺駅 - 三条駅間が地下化（総工費580億円）。
  - 12月10日：京阪線で自律分散式列車運行管理システム (ADEC) の使用を全面的に開始。
- 1988年（昭和63年）
  - 4月1日：京阪社員へ完全週休2日制を実施。
  - 4月11日：子会社の京阪フィッシャーマンズ・ワーフ（1987年8月20日設立）が香川県坂出市与島に「瀬戸大橋京阪フィッシャーマンズ・ワーフ」を開業。
  - 5月18日：第2回米ドル建てワラント債、1億5000万ドルを発行。
  - 7月16日：京阪社員の保養所「京阪つるが荘」開設。
  - 9月1日：地下線の7駅が終日禁煙化。
  - 10月1日：株式事業を三井信託銀行（現・三井住友信託銀行）へ委託。
  - 10月11日：資本金300億円を突破。
- 1989年（平成元年）
  - 4月1日：鴨川電気鉄道株式会社を合併。京阪線の車両冷房化率100 %達成。
  - 7月4日：電力指令所の更新工事が竣工。
  - 9月4日：京阪初のVVVFインバーター制御電車7000系竣工、同月11日より運行開始。
  - 9月27日：鴨東線完成に併せたダイヤ改正で京阪線の特急が全て7両編成化（3000系の一部の6両編成に新特急車8000系中間車を組み込む）。
  - 10月1日：プリペイドカード「Kカード」の発売を開始。
  - 10月5日：鴨川電気鉄道からの継承事業であった鴨東線の三条駅 - 出町柳駅間開業（総工費650億円）。8000系特急用電車運用開始。
- 1990年（平成2年）
  - 3月23日：資本金が400億円を超える。
  - 4月1日：運輸関係従事者の制服制帽を更新。
  - 6月20日：回数乗車券を磁気カード化した「Kカード回数券」発売。
- 1991年（平成3年）
  - 7月22日：本社機能を大阪ビジネスパークの「クリスタルタワー」へ移転、業務開始。
  - 11月29日：京福電気鉄道の100 %出資子会社であった叡山電鉄の増資分を出資。株式の60 %を取得して筆頭株主となる。
- 1992年（平成4年）
  - 2月15日：七条駅 - 出町柳駅の「京都地下駅の色彩計画」が、第7回「公共の色彩賞-環境色彩10選」に選ばれる（主催「公共の色彩を考える会」（財）日本色彩研究所。表彰状のレプリカが三条駅コンコースに設置されている）。
  - 5月12日：京阪東ローズタウン街開き。
  - 11月5日：第1回スイスフラン建てワラント債、1億スイスフランを発行。
- 1993年（平成5年）
  - 2月22日：ユーロ建て普通社債を発行。
  - 7月1日：会社組織改編。運輸、まちづくり、流通、ビジターの4つの事業本部制を導入。
- 1994年（平成6年）
  - 5月1日：全駅で喫煙所を除き、全面禁煙化。
  - 6月13日：黎明寮（男子寮）全面改修竣工。
- 1995年（平成7年）
  - 1月17日：阪神・淡路大震災が発生。目立った被害がなかったため午前8時頃から運転を再開[35]。なおこの震災を契機に様々な地震対策や設備の耐震補強が行われる。
  - 9月1日：時差割引回数券（オフピークチケット）と土曜休日割引回数券（サンキューチケット）の発売開始。
  - 11月1日：Kカード回数券で自動改札を利用可能にすると同時に指定駅のみに認められていた途中下車制度を廃止。
  - 12月25日：京阪線の特急専用車に2階建車両を連結開始。
- 1996年（平成8年）
  - 2月21日：長期経営計画『ACT21』策定。
  - 3月28日：京阪線に地震計測・制御システム導入。
  - 9月12日：資本金500億円突破。
  - 10月1日：宇治駅が京阪初のグッドデザイン賞を受賞。
- 1997年（平成9年）
  - 4月1日：京阪線の駅構内でワゴン販売「プラットボーイ」を開始（同年10月1日にグッドデザイン賞選定）。
  - 4月21日：コンビニエンスストア「アンスリー」1号店が樟葉駅構内に開業。
  - 7月31日：芙蓉寮（香里女子寮）を廃止。
  - 9月30日：石山坂本線の穴太駅 - 坂本駅間が複線化され、鋼索線を除く鉄・軌道線全線の複線化を達成（一部は複々線）。
  - 10月12日：京都市営地下鉄東西線の開通に伴い京津線の京津三条駅 - 御陵駅間を廃止。京都市営地下鉄東西線御陵駅 - 京都市役所前駅間に乗り入れ開始。それに伴い乗り入れ対応車800系電車の運行開始。大津線の架線電圧を直流600 Vから1500 Vに昇圧。「京阪電車の冷房車率100 %」と「大津線電車の回生ブレーキ車率100 %」を達成（大津線に在籍していた非冷房車および吊り掛け駆動車両の全廃によるもの）。
- 1998年（平成10年）
  - 4月1日：ボランティア休暇制度を新設。
  - 4月29日：京阪線の特急専用車への2階建車両連結と8両編成化を完了。
  - 10月1日：浜大津アーカスグランドオープン。
- 1999年（平成11年）
  - 4月1日：京阪線（鴨東線・宇治線・交野線も含む）でスルッとKANSAI共通磁気カードシステムを導入し、「スルッとKANSAI Kカード」の発売を開始。
  - 10月23日：けいはんな公園都市の街開き。
  - 12月3日：子会社として京阪エバーナイス社設立。
- 2000年（平成12年）
  - 4月1日：開業90周年記念乗車券を発売。
  - 4月3日：子会社として京阪ザ・ストア・京阪レジャーサービス設立。
  - 6月21日：子会社として京阪電鉄不動産株式会社設立（10月1日付で「まちづくり事業本部」を京阪電鉄不動産へ移管）。
  - 7月24日：本社事務所をOMMビルに移転し、業務開始。
  - 9月19日：「第1回近畿の駅百選」に宇治駅と坂本駅が認定。
  - 9月22日：「ひらかたパーク」がISO14001の認証を受ける（遊園地として日本初）。
- 2001年（平成13年）
  - 3月23日：取締役会で中之島新線の建設事業着手を決定。
  - 5月9日：鋼索線 初代車両が運行終了[36]。
  - 7月11日：鋼索線 2代目車両が運行開始[37]。
  - 8月31日：個人向け社債（愛称「おけいはんボンド」）100億円を発行。
  - 9月21日：「第2回近畿の駅百選」に萱島駅と枚方市駅が認定。
- 2002年（平成14年）
  - 2月19日：『京阪グループ新生計画Re Born21』を発表。同年7月1日計画推進のために組織改正して事業本部制を廃止。
  - 3月1日：京津線にも「スルッとKANSAI」システムを導入。
  - 3月29日：京福電気鉄道より叡山電鉄の全株式を取得して完全子会社とする。
  - 4月15日：交野線・宇治線で10000系電車の運用を開始。
  - 6月3日：子会社として京阪ライフサポート設立（10月1日京阪宇治交サービスより営業譲受）。
  - 6月15日：使用済み乗車券をリサイクルして作ったお香「チケット セラピー」発売。
  - 11月30日：京津線の全列車をワンマン運転化。
- 2003年（平成15年）
  - 3月31日：子会社である京阪フィッシャーマンズ・ワーフの全株式を売却。「瀬戸大橋京阪フィッシャーマンズ・ワーフ」の運営より撤退。
  - 5月28日：中之島新線起工式。
  - 10月4日：石山坂本線の全列車をワンマン運転化。
- 2004年（平成16年）
  - 3月15日：鉄道会社では日本初となる「ISO14001」認証を会社全体で取得。
  - 4月 : 京都銀行との共同事業「スーテーションATM『エキバンク』」をスタート。淀屋橋・天満橋・京橋・門真市・寝屋川市・枚方市の6駅に京都銀行のATMを設置[38]。
  - 6月18日：子会社である若狭湾観光の全株式を売却、若狭湾での観光船事業「若狭フィッシャーマンズ・ワーフ」の運営より撤退。
  - 8月1日：スルッとKANSAI共通ICカードシステムPiTaPa導入（ただし、この時点では大津線には導入されず。また鋼索線は導入対象外）し、「e-kenet PiTaPa」発行。
- 2005年（平成17年）
  - 4月1日：比叡山自動車道より「ガーデンミュージアム比叡」の施設を購入、比叡山自動車道へ貸し出す。
  - 12月4日：ひらかた大菊人形の歴史に幕が下りる。
- 2006年（平成18年）
  - 1月21日：JR西日本のICカードICOCAの利用が可能に（他のPiTaPa導入各社も同時実施）。
  - 3月22日：東京証券取引所第一部に上場。
- 2007年（平成19年）
  - 4月1日：大津線にもPiTaPaが導入（乗り入れ先の京都市交通局の地下鉄路線も同時導入）され、鋼索線を除く京阪全線でPiTaPaの使用が可能となった。
  - 6月16日：全線に早期地震警報システム導入。
  - 6月17日：京阪線の列車運行管理システム (ADEC) を更新。
  - 9月22日：交野線でワンマン運転開始。
- 2008年（平成20年）
  - 1月16日：京都市営地下鉄東西線の路線延長により京津線の乗り入れ区間を京都市役所前駅から太秦天神川駅まで延長。
  - 4月15日：新シンボルマークとスローガンを導入。
  - 10月1日：子会社の株式会社京阪タクシーシステムズを吸収合併。
  - 10月19日：中之島線 中之島駅 - 天満橋駅間が開業。3000系電車（2代）の運用を開始。
- 2009年（平成21年）
  - 3月30日：大手町北東急ビル（東京）を購入して「京阪大手町ビル」とし、首都圏での不動産賃貸を開始[注釈 10]。
  - 6月15日：3000系電車（2代）が鉄道友の会よりローレル賞を受賞（1984年の6000系以来2度目）。
  - 8月26日：子会社である京阪福井国際カントリー株式会社（福井県あわら市）の全株式を売却し、運営より撤退。
  - 10月1日：子会社の京阪ビルディングと京阪バスシステムズを吸収合併。
  - 10月1日：3000系電車（2代）と中之島線の4駅（中之島駅、渡辺橋駅、大江橋駅、なにわ橋駅）がグッドデザイン賞を受賞。
  - 12月15日：2010年5月から、JR西日本との間でICOCAによる連絡定期券の販売を、JR西日本の定期券販売箇所で発売し、2011年6月1日より、京阪線でのICOCAの販売および、京阪線のICOCA定期券（JRとの連絡定期券を含む）の販売を開始すると発表[39]。
- 2010年（平成22年）
  - 4月15日：開業100周年を迎え、中之島線中之島駅で記念発車式挙行。
  - 9月3日：近畿運輸局バリアフリー化推進功労者表彰を受賞。
  - 10月1日：タクシー子会社4社（京阪タクシー、宇治京阪タクシー、大阪京阪タクシー、汽船タクシー）の全株式を第一交通産業（北九州市）に売却。京阪タクシーの100 %子会社のトラベル京阪、滋賀京阪タクシー、敦賀京阪タクシーも京阪グループから離脱し、タクシー事業から撤退。
  - 10月1日：京阪線で列車防護無線装置の使用開始。
- 2011年（平成23年）
  - 5月28日：淀駅の上り線が高架化。
  - 6月1日：京阪線各駅でICOCA、およびICOCA定期券（京阪線内定期券、およびJR連絡定期券）を発売。
  - 7月25日：経営破綻した林原グループから京都センチュリーホテルを譲受、10月13日株式交換により完全子会社化[40]。
  - 8月31日：社団法人海外鉄道技術協会・野村総合研究所との共同で応募した「ベトナムハノイ5号線整備事業準備調査」が採用され本契約成立[41]。
  - 10月22日：京阪線で京橋駅 - 七条駅間ノンストップの臨時快速特急「ノンストップ京阪特急」を運行開始。同年12月4日まで運行。2012年春の運行から「洛楽」の愛称が付く。
- 2012年（平成24年）
  - 1月27日：イースタン興業の全株式を購入して子会社化[42]。
  - 4月14日：京阪線で13000系電車の運用を開始。
  - 12月1日：近鉄のICOCAおよびICOCA定期券発売開始に伴い、京阪 - 近鉄の2社連絡・京阪 - JR西日本 - 近鉄の3社連絡（JRは発売せず）の各連絡定期券発売開始（SMART ICOCAはJR西日本のみ、KIPS ICOCAは近鉄のみ取扱い）[43]。
- 2013年（平成25年）
  - 3月23日：Kitaca・Suica・PASMO・manaca・TOICA・nimoca・はやかけん・SUGOCAがIC乗車カード全国相互利用開始で利用可能になる。
  - 3月31日：京阪線特急専用車8000系30番台（旧3000系）が運用終了。
  - 4月：京阪線の全ての編成に列車防護無線装置の設置を完了[44]。
  - 6月：京阪線全車両の塗色変更が完了[45]。
- 2014年（平成26年）
  - 3月12日：くずはモールの大規模リニューアル工事が完成。
  - 10月1日：株式会社ビオ・マーケットを完全子会社化。株式会社京阪エンジニアリングサービスを分社化、商号を京阪ビルテクノサービス株式会社に変更。子会社として株式会社京阪エンジニアリングサービスを設立。
  - 12月19日：淀屋橋駅と北浜駅にホーム異常通報装置を設置、全駅への整備が完了[46]。
- 2015年（平成27年）
  - 4月1日：持株会社体制移行時に京阪電気鉄道の鉄軌道事業・レジャー事業を継承する子会社として京阪電気鉄道分割準備株式会社を設立[12]。
  - 5月29日：株式会社大阪マーチャンダイズ・マートを完全子会社化。
  - 12月5日：京阪本線 深草駅（現・龍谷大前深草駅） - 三条駅間と鴨東線でK-ATS使用開始[47]。
- 2016年（平成28年）
  - 3月19日：快速特急「洛楽」の定期運転開始。
  - 3月24日：淀車庫遊休地に建設していた物流倉庫「京阪淀ロジスティックスヤード」が竣工、同年4月1日より日本通運・つばめ急便が使用開始[48]。

#### 3代・京阪電気鉄道
- 2016年（平成28年）4月1日：京阪電気鉄道・京阪電鉄不動産・京阪百貨店・ホテル京阪などの各社を直轄する持株会社、京阪ホールディングスに移行。同日付で鉄軌道事業・レジャー事業は会社分割によって京阪電気鉄道分割準備株式会社に継承させた上で同社を京阪電気鉄道株式会社（3代）に商号変更、不動産販売事業は会社分割によって京阪電鉄不動産株式会社に継承、旧京阪電気鉄道を京阪ホールディングス株式会社に商号変更[12]。
- 2017年（平成29年）
  - 4月1日：京津線と石山坂本線で「ICOCA定期券」の販売開始[49]。あわせて京阪線でのICOCAによる連絡定期券の発売を阪急電鉄や大阪モノレール・京都市交通局に拡大[50]。
  - 5月1日：関西の大手私鉄5社では初めて、電気の購入先を関西電力から新電力のエネットに変更[51]。
  - 8月20日：京阪線で有料座席指定特別車両「プレミアムカー」の営業運転[52]、並びに前照灯の終日点灯を開始。
  - 8月21日：京阪線で全車両座席指定「ライナー」を平日朝に運転開始[52]。
- 2018年（平成30年）
  - 2月 : 2次元レーザーを用いた踏切障害物検知装置の実証実験を京阪線丹波橋通り踏切で開始。2020年6月より本使用開始[53]
  - 9月4日 : 台風21号の接近に備え京阪線・大津線全線で計画運休を初めて実施。同月30日にも台風24号の接近に伴い計画運休を実施。
- 2019年（平成31年/令和元年）
  - 3月29日：南海電気鉄道とのIC連絡定期券の発売範囲がJR大阪環状線経由や御堂筋線経由に加えて堺筋線経由にも拡大。
  - 6月19日：鋼索線の車両1・2号（2代）をリニューアル。それぞれ「あかね」「こがね」の愛称が付く。
  - 10月1日：鋼索線の愛称を「男山ケーブル」から「石清水八幡宮参道ケーブル」に改称。
  - 10月31日 : ドライブレコーダーを京阪線・大津線の全編成に設置完了[54]。
- 2020年（令和2年）
  - 3月：2次元レーザーを用いた踏切障害物検知装置の本使用を京阪線丹波橋近くの京町踏切で開始。
  - 10月27日：京都市北郊への周遊を促す「奥京都MaaS」実証実験を京都市や東日本旅客鉄道（JR東日本）などと協力して開始[55]。
  - 12月30日：全線の普通回数乗車券（障がい者割引回数券・通学割引回数券を除く）の発売を終了。
- 2021年（令和3年）
  - 1月31日：ダイヤ改定。3000系（2代）にも「プレミアムカー」を導入。駅配布の「ポケット時刻表」を廃止[56]。
  - 9月4日：5ドア車両5000系が運用終了[57]。
  - 9月25日：ダイヤ改定。テレワークの普及や不要不急の外出自粛、深夜時間帯の利用減少等を踏まえ、運転本数を見直し。最終列車を最大20分程度繰り上げ。
- 2024年（令和6年）9月13日：本社を「ステーションヒル枚方（枚方市駅周辺地区第一種市街地再開発事業第3工区）オフィスAの7 - 11階に移転[2][58]。

### 沿革
| ＼     | 企業                                            | 企業                                   | 企業                                          | 企業                                   | 企業                                   | 企業                                   | 企業                                                    | 企業                                                    | 企業                                                    | 企業                                                    | 企業                                                    | 企業                                                    | 企業                                                    | 企業                                                    | 企業                                                    | 企業                                                    | 企業                                                    | 企業                                                    | 企業                                                       | 企業                                                       | 企業                                 | 企業                                 |
| 時系列 |                                                 |                                        |                                               |                                        |                                        |                                        |                                                         |                                                         |                                                         |                                                         |                                                         |                                                         |                                                         |                                                         |                                                         |                                                         |                                                         |                                                         |                                                            |                                                            |                                      |                                      |
| ------ | ----------------------------------------------- | -------------------------------------- | --------------------------------------------- | -------------------------------------- | -------------------------------------- | -------------------------------------- | ------------------------------------------------------- | ------------------------------------------------------- | ------------------------------------------------------- | ------------------------------------------------------- | ------------------------------------------------------- | ------------------------------------------------------- | ------------------------------------------------------- | ------------------------------------------------------- | ------------------------------------------------------- | ------------------------------------------------------- | ------------------------------------------------------- | ------------------------------------------------------- | ---------------------------------------------------------- | ---------------------------------------------------------- | ------------------------------------ | ------------------------------------ |
| 時系列 |                                                 |                                        | 箕面有馬電気鉄道 明治40年10月19日 創立        |                                        |                                        |                                        |                                                         |                                                         | 日高電灯 明治44年2月27日 設立                           | 田辺電灯 明治43年4月7日 設立                            | 高野山電灯 明治44年12月4日 設立                         | 和歌山電灯 明治29年5月 設立                             | 粉河電灯 明治43年7月 設立                               | 大川水力電気 明治39年9月 設立                           | 摂津電気 明治43年12月 設立                              | 京阪電気鉄道 明治39年11月19日 創立                      | 京津電気軌道 明治43年3月28日 創立                       | 大津電車軌道 明治44年1月8日 創立                        | 太湖汽船 明治15年5月1日 創立                               | 湖南鉄道 明治45年4月18日 創立                              | 湖南鉄道 明治45年4月18日 創立        | 湖南汽船 明治19年12月23日 創立       |
| 時系列 | 日高川水力電気 大正5年8月25日 設立              | 和歌山水力電気 明治38年5月25日 設立    | 箕面有馬電気鉄道 明治40年10月19日 創立        | 安威川水力電気 明治44年10月 創立       | 京阪電気鉄道 大正2年10月1日 合併       | 京阪電気鉄道 大正2年10月1日 合併       |                                                         |                                                         | 日高電灯 明治44年2月27日 設立                           | 田辺電灯 明治43年4月7日 設立                            | 高野山電灯 明治44年12月4日 設立                         |                                                         | 粉河電灯 明治43年7月 設立                               |                                                         |                                                         |                                                         | 京津電気軌道 明治43年3月28日 創立                       | 大津電車軌道 明治44年1月8日 創立                        | 太湖汽船 明治15年5月1日 創立                               | 湖南鉄道 明治45年4月18日 創立                              | 湖南鉄道 明治45年4月18日 創立        | 湖南汽船 明治19年12月23日 創立       |
| 時系列 | 生駒電気鉄道 大正10年7月15日 創立               | 信貴生駒電気鉄道 大正8年12月6日 創立   | 阪神急行電鉄 大正7年2月4日 社名変更           | 大阪住宅経営 大正9年3月10日 創立       |                                        | 北大阪電気鉄道 大正7年11月24日 創立    | 北大阪電気鉄道 大正7年11月24日 創立                     | 日高川水力電気 大正5年11月15日 合併                     | 日高川水力電気 大正5年11月15日 合併                     | 日高川水力電気 大正5年11月15日 合併                     | 高野山電灯 明治44年12月4日 設立                         | 和歌山水力電気 明治44年5月20日 合併                     | 和歌山水力電気 明治44年5月20日 合併                     | 京阪電気鉄道 大正8年4月1日 合併                         | 京阪電気鉄道 大正8年4月1日 合併                         | 京阪電気鉄道 大正8年4月1日 合併                         | 京津電気軌道 明治43年3月28日 創立                       | 大津電車軌道 明治44年1月8日 創立                        | 太湖汽船 明治15年5月1日 創立                               | 湖南鉄道 明治45年4月18日 創立                              | 湖南鉄道 明治45年4月18日 創立        | 湖南汽船 明治19年12月23日 創立       |
| 時系列 | 生駒電気鉄道 大正10年7月15日 創立               | 信貴生駒電気鉄道 大正8年12月6日 創立   | 阪神急行電鉄 大正7年2月4日 社名変更           | 大阪住宅経営 大正9年3月10日 創立       | 新京阪鉄道 大正11年6月28日 創立        | 北大阪電気鉄道 大正7年11月24日 創立    | 北大阪電気鉄道 大正7年11月24日 創立                     | 日高川水力電気 大正5年11月15日 合併                     | 日高川水力電気 大正5年11月15日 合併                     | 日高川水力電気 大正5年11月15日 合併                     | 高野山電灯 大正10年2月 合併                             | 高野山電灯 大正10年2月 合併                             | 高野山電灯 大正10年2月 合併                             | 京阪電気鉄道 大正11年7月1日 合併                        | 京阪電気鉄道 大正11年7月1日 合併                        | 京阪電気鉄道 大正11年7月1日 合併                        | 京津電気軌道 明治43年3月28日 創立                       | 大津電車軌道 明治44年1月8日 創立                        | 太湖汽船 明治15年5月1日 創立                               | 湖南鉄道 明治45年4月18日 創立                              | 湖南鉄道 明治45年4月18日 創立        | 湖南汽船 明治19年12月23日 創立       |
| 時系列 | 信貴生駒電気鉄道 大正13年7月6日 合併            | 信貴生駒電気鉄道 大正13年7月6日 合併   | 阪神急行電鉄 大正7年2月4日 社名変更           | 大阪住宅経営 大正9年3月10日 創立       | 新京阪鉄道 大正11年6月28日 創立        | 北大阪電気鉄道 大正7年11月24日 創立    | 北大阪電気鉄道 大正7年11月24日 創立                     | 日高川水力電気 大正11年8月 合併                         | 日高川水力電気 大正11年8月 合併                         | 日高川水力電気 大正11年8月 合併                         | 日高川水力電気 大正11年8月 合併                         | 日高川水力電気 大正11年8月 合併                         | 日高川水力電気 大正11年8月 合併                         | 京阪電気鉄道 大正14年2月1日 合併                        | 京阪電気鉄道 大正14年2月1日 合併                        | 京阪電気鉄道 大正14年2月1日 合併                        | 京阪電気鉄道 大正14年2月1日 合併                        | 大津電車軌道 明治44年1月8日 創立                        | 太湖汽船 明治15年5月1日 創立                               | 湖南鉄道 明治45年4月18日 創立                              | 湖南鉄道 明治45年4月18日 創立        | 湖南汽船 明治19年12月23日 創立       |
| 時系列 | 信貴生駒電鉄 大正14年11月5日 創立               | 信貴生駒電鉄 大正14年11月5日 創立      | 阪神急行電鉄 大正7年2月4日 社名変更           | 大阪住宅経営 大正9年3月10日 創立       | 新京阪鉄道 大正12年4月1日 事業譲受     | 新京阪鉄道 大正12年4月1日 事業譲受     | 京阪土地 大正12年4月1日 社名変更                        | 京阪電気鉄道 大正15年3月1日 合併                        | 京阪電気鉄道 大正15年3月1日 合併                        | 京阪電気鉄道 大正15年3月1日 合併                        | 京阪電気鉄道 大正15年3月1日 合併                        | 京阪電気鉄道 大正15年3月1日 合併                        | 京阪電気鉄道 大正15年3月1日 合併                        | 京阪電気鉄道 大正15年3月1日 合併                        | 京阪電気鉄道 大正15年3月1日 合併                        | 京阪電気鉄道 大正15年3月1日 合併                        | 京阪電気鉄道 大正15年3月1日 合併                        | 大津電車軌道 明治44年1月8日 創立                        | 太湖汽船 明治15年5月1日 創立                               | 湖南鉄道 明治45年4月18日 創立                              | 湖南鉄道 明治45年4月18日 創立        | 湖南汽船 明治19年12月23日 創立       |
| 時系列 | 信貴生駒電鉄 大正14年11月5日 創立               | 信貴生駒電鉄 大正14年11月5日 創立      | 阪神急行電鉄 大正7年2月4日 社名変更           | 大阪住宅経営 大正9年3月10日 創立       | 新京阪鉄道 大正12年4月1日 事業譲受     | 新京阪鉄道 大正12年4月1日 事業譲受     | 京阪土地 大正12年4月1日 社名変更                        | 京阪電気鉄道                                            | 京阪電気鉄道                                            | 京阪電気鉄道                                            | 京阪電気鉄道                                            | 京阪電気鉄道                                            | 京阪電気鉄道                                            | 京阪電気鉄道                                            | 京阪電気鉄道                                            | 京阪電気鉄道                                            | 9月1日 京津線管内の電気供給事業を京都電灯へ譲渡         | 琵琶湖鉄道汽船 昭和2年1月21日 合併により設立            | 琵琶湖鉄道汽船 昭和2年1月21日 合併により設立               | 湖南鉄道 明治45年4月18日 創立                              | 湖南鉄道 明治45年4月18日 創立        | 湖南汽船 明治19年12月23日 創立       |
| 時系列 | 信貴生駒電鉄 大正14年11月5日 創立               | 信貴生駒電鉄 大正14年11月5日 創立      | 阪神急行電鉄 大正7年2月4日 社名変更           | 新京阪鉄道 昭和3年11月 合併            | 新京阪鉄道 昭和3年11月 合併            | 新京阪鉄道 昭和3年11月 合併            | 京阪電気鉄道 昭和3年3月1日 合併                         | 京阪電気鉄道 昭和3年3月1日 合併                         | 京阪電気鉄道 昭和3年3月1日 合併                         | 京阪電気鉄道 昭和3年3月1日 合併                         | 京阪電気鉄道 昭和3年3月1日 合併                         | 京阪電気鉄道 昭和3年3月1日 合併                         | 京阪電気鉄道 昭和3年3月1日 合併                         | 京阪電気鉄道 昭和3年3月1日 合併                         | 京阪電気鉄道 昭和3年3月1日 合併                         | 京阪電気鉄道 昭和3年3月1日 合併                         |                                                         | 琵琶湖鉄道汽船 昭和2年5月28日 合併                      | 琵琶湖鉄道汽船 昭和2年5月28日 合併                         | 琵琶湖鉄道汽船 昭和2年5月28日 合併                         | 琵琶湖鉄道汽船 昭和2年5月28日 合併   | 太湖汽船 昭和4年3月30日 社名変更     |
| 時系列 | 信貴生駒電鉄 大正14年11月5日 創立               | 信貴生駒電鉄 大正14年11月5日 創立      | 阪神急行電鉄 大正7年2月4日 社名変更           | 新京阪鉄道 昭和3年11月 合併            | 新京阪鉄道 昭和3年11月 合併            | 新京阪鉄道 昭和3年11月 合併            | 京阪電気鉄道 昭和3年3月1日 合併                         | 京阪電気鉄道 昭和3年3月1日 合併                         | 京阪電気鉄道 昭和3年3月1日 合併                         | 京阪電気鉄道 昭和3年3月1日 合併                         | 京阪電気鉄道 昭和3年3月1日 合併                         | 京阪電気鉄道 昭和3年3月1日 合併                         | 京阪電気鉄道 昭和3年3月1日 合併                         | 京阪電気鉄道 昭和3年3月1日 合併                         | 京阪電気鉄道 昭和3年3月1日 合併                         | 京阪電気鉄道 昭和3年3月1日 合併                         | 琵琶湖鉄道汽船                                          | 八日市鉄道 昭和4年3月29日 設立                          | 琵琶湖鉄道汽船                                             | 琵琶湖鉄道汽船                                             |                                      | 太湖汽船 昭和4年3月30日 社名変更     |
| 時系列 | 信貴生駒電鉄 大正14年11月5日 創立               | 信貴生駒電鉄 大正14年11月5日 創立      | 阪神急行電鉄 大正7年2月4日 社名変更           | 新京阪鉄道 昭和3年11月 合併            | 新京阪鉄道 昭和3年11月 合併            | 新京阪鉄道 昭和3年11月 合併            | 京阪電気鉄道 昭和4年4月11日 軌道事業（螢谷 - 坂本）譲受 | 京阪電気鉄道 昭和4年4月11日 軌道事業（螢谷 - 坂本）譲受 | 京阪電気鉄道 昭和4年4月11日 軌道事業（螢谷 - 坂本）譲受 | 京阪電気鉄道 昭和4年4月11日 軌道事業（螢谷 - 坂本）譲受 | 京阪電気鉄道 昭和4年4月11日 軌道事業（螢谷 - 坂本）譲受 | 京阪電気鉄道 昭和4年4月11日 軌道事業（螢谷 - 坂本）譲受 | 京阪電気鉄道 昭和4年4月11日 軌道事業（螢谷 - 坂本）譲受 | 京阪電気鉄道 昭和4年4月11日 軌道事業（螢谷 - 坂本）譲受 | 京阪電気鉄道 昭和4年4月11日 軌道事業（螢谷 - 坂本）譲受 | 京阪電気鉄道 昭和4年4月11日 軌道事業（螢谷 - 坂本）譲受 | 京阪電気鉄道 昭和4年4月11日 軌道事業（螢谷 - 坂本）譲受 | 京阪電気鉄道 昭和4年4月11日 軌道事業（螢谷 - 坂本）譲受 | 八日市鉄道 昭和4年4月11日 新八日市 -近江八幡間鉄道事業譲受 | 八日市鉄道 昭和4年4月11日 新八日市 -近江八幡間鉄道事業譲受 | 太湖汽船 昭和4年4月11日 船舶事業譲受 | 太湖汽船 昭和4年4月11日 船舶事業譲受 |
| 時系列 | 信貴生駒電鉄 大正14年11月5日 創立               | 信貴生駒電鉄 大正14年11月5日 創立      | 阪神急行電鉄 大正7年2月4日 社名変更           | 新京阪鉄道 昭和3年11月 合併            | 新京阪鉄道 昭和3年11月 合併            | 新京阪鉄道 昭和3年11月 合併            | 京阪電気鉄道                                            | 京阪電気鉄道                                            | 京阪電気鉄道                                            | 京阪電気鉄道                                            | 京阪電気鉄道                                            | 京阪電気鉄道                                            | 京阪電気鉄道                                            | 京阪電気鉄道                                            | 京阪電気鉄道                                            | 京阪電気鉄道                                            | 京阪電気鉄道                                            | 5月10日 和歌山支店の事業を合同電気へ譲渡                | 八日市鉄道 昭和4年4月11日 新八日市 -近江八幡間鉄道事業譲受 | 八日市鉄道 昭和4年4月11日 新八日市 -近江八幡間鉄道事業譲受 | 太湖汽船 昭和4年4月11日 船舶事業譲受 | 太湖汽船 昭和4年4月11日 船舶事業譲受 |
| 時系列 | 信貴生駒電鉄 大正14年11月5日 創立               | 信貴生駒電鉄 大正14年11月5日 創立      | 阪神急行電鉄 大正7年2月4日 社名変更           | 京阪電気鉄道 昭和5年9月15日 合併       |                                        |                                        |                                                         |                                                         |                                                         |                                                         |                                                         |                                                         |                                                         |                                                         |                                                         |                                                         |                                                         |                                                         | 八日市鉄道 昭和4年4月11日 新八日市 -近江八幡間鉄道事業譲受 | 八日市鉄道 昭和4年4月11日 新八日市 -近江八幡間鉄道事業譲受 | 太湖汽船 昭和4年4月11日 船舶事業譲受 | 太湖汽船 昭和4年4月11日 船舶事業譲受 |
| 時系列 | 信貴生駒電鉄 昭和39年10月1日 近畿日本鉄道と合併 | 交野電気鉄道 昭和14年4月24日 創立      | 阪神急行電鉄 大正7年2月4日 社名変更           | 京阪電気鉄道                           | 京阪電気鉄道                           | 京阪電気鉄道                           | 京阪電気鉄道                                            | 京阪電気鉄道                                            | 京阪電気鉄道                                            | 京阪電気鉄道                                            | 京阪電気鉄道                                            | 京阪電気鉄道                                            | 京阪電気鉄道                                            | 京阪電気鉄道                                            | 京阪電気鉄道                                            | 京阪電気鉄道                                            | 4月1日 電気供給事業を関西配電へ譲渡                     |                                                         | 八日市鉄道 昭和4年4月11日 新八日市 -近江八幡間鉄道事業譲受 | 八日市鉄道 昭和4年4月11日 新八日市 -近江八幡間鉄道事業譲受 | 太湖汽船 昭和4年4月11日 船舶事業譲受 | 太湖汽船 昭和4年4月11日 船舶事業譲受 |
| 時系列 | 信貴生駒電鉄 昭和39年10月1日 近畿日本鉄道と合併 | 交野電気鉄道 昭和14年4月24日 創立      | 京阪神急行電鉄 昭和18年10月1日 合併・社名変更 |                                        |                                        |                                        |                                                         |                                                         |                                                         |                                                         |                                                         |                                                         |                                                         |                                                         |                                                         |                                                         |                                                         |                                                         | 八日市鉄道 昭和4年4月11日 新八日市 -近江八幡間鉄道事業譲受 | 八日市鉄道 昭和4年4月11日 新八日市 -近江八幡間鉄道事業譲受 | 太湖汽船 昭和4年4月11日 船舶事業譲受 | 太湖汽船 昭和4年4月11日 船舶事業譲受 |
| 時系列 | 信貴生駒電鉄 昭和39年10月1日 近畿日本鉄道と合併 | 京阪神急行電鉄 昭和20年5月1日 事業譲受 | 京阪神急行電鉄 昭和20年5月1日 事業譲受        | 京阪神急行電鉄 昭和20年5月1日 事業譲受 | 京阪神急行電鉄 昭和20年5月1日 事業譲受 | 京阪神急行電鉄 昭和20年5月1日 事業譲受 | 京阪神急行電鉄 昭和20年5月1日 事業譲受                  | 京阪神急行電鉄 昭和20年5月1日 事業譲受                  | 京阪神急行電鉄 昭和20年5月1日 事業譲受                  | 京阪神急行電鉄 昭和20年5月1日 事業譲受                  | 京阪神急行電鉄 昭和20年5月1日 事業譲受                  | 京阪神急行電鉄 昭和20年5月1日 事業譲受                  | 京阪神急行電鉄 昭和20年5月1日 事業譲受                  | 京阪神急行電鉄 昭和20年5月1日 事業譲受                  | 京阪神急行電鉄 昭和20年5月1日 事業譲受                  | 京阪神急行電鉄 昭和20年5月1日 事業譲受                  | 八日市鉄道 昭和19年3月1日 近江鉄道と合併                | 八日市鉄道 昭和19年3月1日 近江鉄道と合併                |                                                            |                                                            | 太湖汽船 昭和4年4月11日 船舶事業譲受 | 太湖汽船 昭和4年4月11日 船舶事業譲受 |
| 時系列 | 信貴生駒電鉄 昭和39年10月1日 近畿日本鉄道と合併 | 京阪神急行電鉄                         | 京阪神急行電鉄                                | 京阪神急行電鉄                         | 京阪神急行電鉄                         | 京阪神急行電鉄                         | 京阪神急行電鉄                                          | 京阪電気鉄道 昭和24年12月1日 分離・設立                 | 京阪電気鉄道 昭和24年12月1日 分離・設立                 | 京阪電気鉄道 昭和24年12月1日 分離・設立                 | 京阪電気鉄道 昭和24年12月1日 分離・設立                 | 京阪電気鉄道 昭和24年12月1日 分離・設立                 | 京阪電気鉄道 昭和24年12月1日 分離・設立                 | 京阪電気鉄道 昭和24年12月1日 分離・設立                 | 京阪電気鉄道 昭和24年12月1日 分離・設立                 | 京阪電気鉄道 昭和24年12月1日 分離・設立                 |                                                         |                                                         |                                                            | 太湖汽船                                                   |                                      |                                      |
| 時系列 | 信貴生駒電鉄 昭和39年10月1日 近畿日本鉄道と合併 | 阪急電鉄                               | 阪急電鉄                                      | 阪急電鉄                               | 阪急電鉄                               | 阪急電鉄                               | 阪急電鉄                                                | 京阪電気鉄道 昭和24年12月1日 分離・設立                 | 京阪電気鉄道 昭和24年12月1日 分離・設立                 | 京阪電気鉄道 昭和24年12月1日 分離・設立                 | 京阪電気鉄道 昭和24年12月1日 分離・設立                 | 京阪電気鉄道 昭和24年12月1日 分離・設立                 | 京阪電気鉄道 昭和24年12月1日 分離・設立                 | 京阪電気鉄道 昭和24年12月1日 分離・設立                 | 京阪電気鉄道 昭和24年12月1日 分離・設立                 | 京阪電気鉄道 昭和24年12月1日 分離・設立                 | 鴨川電気鉄道 昭和47年7月1日 設立                        | 琵琶湖汽船                                              | 琵琶湖汽船                                                 |                                                            |                                      |                                      |
| 時系列 | 京阪電気鉄道 平成元年4月1日 合併                | 阪急電鉄                               | 阪急電鉄                                      | 阪急電鉄                               | 阪急電鉄                               | 阪急電鉄                               | 阪急電鉄                                                |                                                         |                                                         |                                                         |                                                         |                                                         |                                                         |                                                         |                                                         |                                                         |                                                         | 琵琶湖汽船                                              | 琵琶湖汽船                                                 |                                                            |                                      |                                      |

## 路線
京阪本線・鴨東線・中之島線・交野線・宇治線を京阪線、京津線・石山坂本線を大津線と総称している。京阪線、大津線のほかに鋼索線（通称、石清水八幡宮参道ケーブル）がある。決算資料などによると、京阪線の運輸収入が500億円弱、大津線が17億円前後と、大きな開きがある。関西大手私鉄の中で唯一、キタ（梅田）やミナミ（難波）に拠点を持たない。

### 営業区間
- 京阪線
  - ■ 京阪本線：淀屋橋 - 三条間
  - ■ 鴨東線：三条 - 出町柳間
  - ■ 中之島線：中之島 - 天満橋間（京阪電鉄が第二種鉄道事業者として旅客運送、中之島高速鉄道が第三種鉄道事業者として施設保有）
  - ■ 交野線：枚方市 - 私市間
  - ■ 宇治線：中書島 - 宇治間
- 大津線
  - ▼ 石山坂本線：石山寺 - 坂本比叡山口間
  - ▲ 京津線：御陵 - びわ湖浜大津間（御陵から京都市営地下鉄東西線に乗り入れて太秦天神川まで直通運転。詳細は「他社線との直通運転」の節を参照）
- 鋼索線
  - 鋼索線：ケーブル八幡宮口 - ケーブル八幡宮山上間

1997年9月30日に石山坂本線の穴太駅 - 坂本駅（現在の坂本比叡山口駅）間が複線化されたことで、鋼索線を除いて保有路線はすべて複線（一部複々線）となった。大手私鉄では東京地下鉄（東京メトロ）とともに保有路線が全線複線である。

路線図

### 廃止区間
- 大津線
  - 京津線：京津三条（三条） - 御陵間 （京都市営地下鉄東西線開業に伴い1997年10月12日廃止）

### 未成区間
- 梅田線
- 六地蔵線
  - 大阪から大津への短絡ルートとして六地蔵線（六地蔵 - 醍醐 - 大津市馬場間 12.5 km）が京阪の手で1926年（大正15年）7月14日出願され、翌1927年（昭和2年）10月28日特許されるが、1937年（昭和12年）2月26日付で「六地蔵線起業の廃止」が許可されている[28]。当時の計画では六地蔵駅を西側へ移設、奈良街道沿いに北上する計画だった。線路敷設予定地の一部が伏見区石田合場橋 - 伏見・山科両区の区境付近で「新奈良街道（京都府道36号大津宇治線）」として利用され、新京阪山科線と接続予定であった山科駅の予定地が京阪バス山科営業所（山科区大宅）となっている[59]。
- 大津市内
  - 大津電車軌道時代に石山坂本線の現・坂本比叡山口駅から北に400 mの延長および、三井寺駅から現・JR大津駅への1.7 kmの支線を特許出願し、大津から堅田への延長を計画していた。[要出典]

このほか、1952年11月に大和田駅から分岐して森ノ宮駅との間を結ぶ10.8 kmの新線の特許を申請している。これは大阪市営地下鉄4号線（現・Osaka Metro中央線）との間での需要を見込んだもので、相互乗り入れも画策された。また1971年に表明した京都市伏見区三栖（中書島 - 淀間）から分岐する「第2京阪線」構想や、寝屋川信号所 - 交野市（約7 km）の新線計画など京阪本線のバイパスとなる路線を立案したことがあったが、いずれも具体化せずに終わっている。
また、次節に述べる和歌山水力電気を合併していた当初は、同社が保有していた高野下駅 - 高野山駅の免許をそのまま保持したが、1925年8月1日付で、同年3月に新設された高野山電気鉄道に譲渡している。この区間は同社が開通させた後、南海高野線の一部となった。

### 他社への譲渡路線
- 新京阪線
  - 新京阪線：天神橋 - 京阪京都間
  - 千里山線：淡路 - 千里山間
  - 十三線：十三 - 淡路間
  - 嵐山線：桂 - 嵐山間

京阪子会社の新京阪鉄道が経営していた路線を1930年に同社の合併で直営としたものである。戦中の1943年に京阪が阪神急行電鉄（現:阪急電鉄）と合併して、京阪神急行電鉄の路線となり、戦後京阪が再分離する際に阪急側に残存した。
- 和歌山線（路面電車）
  - 市駅 - 内海間
  - 和歌浦口 - 新和歌浦間

1922年に和歌山水力電気を買収したことで直営路線（京阪和歌山支社）となったものである。すなわち京阪が本来の営業エリアではなく飛地（和歌山県）で路線を持っていた。事業整理の一環で1930年には合同電気へ譲渡された。なお、この路線はその後も変遷を遂げ、南海電気鉄道の路線（和歌山軌道線）となった後、1971年までに廃止された。

## 他社線との直通運転
京阪電鉄自身は京都市営地下鉄東西線に直通運転している。ただし、過去には京阪線で近鉄京都線（旧奈良電気鉄道）と相互直通運転を行っていた。
- 京都市交通局 - 1997年10月12日より京阪の車両にて地下鉄東西線へ片乗り入れを開始。当初は御陵駅から京都市役所前駅までの乗り入れだったが、2008年1月16日より乗り入れ区間を太秦天神川駅まで拡大した。これは烏丸御池駅や二条駅などにおける他路線との連絡の強化および嵐山 - 大津間の利便性の向上を目的としている。

### 過去の事例
- 近畿日本鉄道 - 京阪本線・宇治線が丹波橋駅で近鉄京都線と相互直通運転を行っていた（1968年12月まで。詳細は奈良電気鉄道を参照）。
- 江若鉄道 - 石山坂本線の浜大津 - 膳所間で1947年1月25日から1965年6月10日まで江若鉄道の気動車が乗り入れていた（国鉄貨物支線との重複区間であり、江若鉄道の軌間も1067 mmの国鉄規格であったため、厳密には京阪への乗り入れとみなさない。この区間は石山坂本線の電車が走行する標準軌と国鉄・江若鉄道の列車が走行する1067 mm軌間の三線軌条となっていた）。

### 直通運転構想
- 江若鉄道 - 浜大津駅で江若鉄道線に乗り入れ近江今津駅まで直通する構想があった。詳細は「京阪60型電車#京津間直通運転をめぐるその他の構想」を参照。
- 叡山電鉄 - 鴨東線で出町柳までに乗り入れ、京福電鉄叡山本線との直通運転が行われる予定であったが、計画の変更により実現しなかった。詳細は「京阪鴨東線#歴史」を参照。

## 路線の形成過程
- 地方鉄道線 - 地方鉄道法に基づく免許を受けた路線。
- 鉄道線 - 鉄道事業法に基づく免許（2001年からは許可）を受けた路線。2001年の鉄道事業法改正で免許制から許可制に変更。
- 軌道線 - 軌道条例・軌道法に基づく特許を受けた路線。

### 現有路線の免許（特許）・開業日
| 開業区間                                              | キロ程  | 特許年月日    | 開業年月日     | 備考                                                                                               |
| ----------------------------------------------------- | ------- | ------------- | -------------- | -------------------------------------------------------------------------------------------------- |
| 天満橋 - 五条間                                       | 46.2 km | 1906年8月25日 | 1910年4月15日  | 1931年10月13日まで蒲生（現在の京橋付近） - 守口（現・守口市）間は併用軌道区間 五条は現在の清水五条 |
| 五条 - 三条間                                         | 1.5 km  | 1913年5月29日 | 1915年10月27日 | 京都市が所有する特許線を借用 五条は現在の清水五条                                                  |
| 中書島 - 宇治間                                       | 7.8 km  | 1907年1月26日 | 1913年6月1日   | |
| 京阪神急行電鉄と改称                                  | …       | …             | 1943年10月1日  | 阪神急行電鉄との合併による社名変更（書類上京阪電気鉄道は一旦消滅）                                 |
| 京阪神急行電鉄から分離                                | …       | …             | 1949年12月1日  | （2代目）京阪電気鉄道設立（現在の京阪ホールディングス）                                            |
| 地方鉄道線への変更 天満橋 - 東福寺間、中書島 - 宇治間 | …       | …             | 1978年3月10日  | 東福寺 - 三条間は除く                                                                              |
| 鉄道線への変更 東福寺 - 三条間                        | …       | …             | 2013年12月20日 | 京阪本線の全線が鉄道線となる                                                                       |

| 開業区間               | キロ程  | 特許年月日     | 開業年月日    | 備考                                                                 |
| ---------------------- | ------- | -------------- | ------------- | -------------------------------------------------------------------- |
| 古川町 - 札ノ辻間      | 10.0 km | 1907年1月24日  | 1912年8月15日 | 古川町は後の東山三条 札ノ辻は現在の上栄町 - びわ湖浜大津間にあった駅 |
| 古川町 - 三条大橋間    | 0.6 km  | 1912年12月13日 | 1923年2月20日 | 三条大橋は後の京津三条                                               |
| 札ノ辻 - 浜大津間      | 0.4 km  | 1924年5月8日   | 1925年5月5日  | 浜大津は現在のびわ湖浜大津                                           |
| 浜大津 - 湊町間        | …       | …              | 1928年9月11日 |                                                                      |
| 京阪電気鉄道に吸収合併 | …       | …              | 1924年2月1日  |                                                                      |

| 開業区間               | キロ程 | 特許年月日    | 開業年月日    | 備考                                                                                          |
| ---------------------- | ------ | ------------- | ------------- | --------------------------------------------------------------------------------------------- |
| 大津 - 膳所間          | 3.0 km | 1907年9月21日 | 1913年3月1日  | 大津は現在のびわ湖浜大津。膳所は現在の膳所本町 1965年までは国鉄東海道本線貨物支線との二重線籍 |
| 石山駅 - 粟津間        | 0.9 km | 1907年9月21日 | 1914年1月12日 | 石山駅は現在の京阪石山                                                                        |
| 石山駅 - 唐橋前間      | 0.7 km | 1907年9月21日 | 1914年1月17日 |                                                                                               |
| 唐橋前 - 蛍谷間        | 0.8 km | 1907年9月21日 | 1914年2月15日 | 蛍谷は現在の石山寺                                                                            |
| 唐橋前 - 蛍谷間        | 0.8 km | 1907年9月21日 | 1914年6月4日  | 蛍谷は現在の石山寺                                                                            |
| 膳所 - 粟津間          | 1.4 km | 1907年9月21日 | 1914年5月1日  |                                                                                               |
| 浜大津 - 三井寺間      | 0.4 km | 1907年9月21日 | 1922年5月7日  | 浜大津は現在のびわ湖浜大津                                                                    |
| 三井寺 - 兵営前間      | 0.6 km | 1907年9月21日 | 1927年5月15日 | 兵営前は現在の別所                                                                            |
| 兵営前 - 山上間        | 0.4 km | 1907年9月21日 | 1927年9月10日 |                                                                                               |
| 山上 - 松ノ馬場間      | 5.3 km | 1907年9月21日 | 1927年5月15日 |                                                                                               |
| 松ノ馬場 - 坂本間      | 0.6 km | 1907年9月21日 | 1927年8月13日 | 坂本は現在の坂本比叡山口                                                                      |
| 琵琶湖鉄道汽船に改称   | …      | …             | 1927年1月21日 |                                                                                               |
| 京阪電気鉄道に吸収合併 | …      | …             | 1927年4月11日 |                                                                                               |

| 開業区間             | キロ程 | 免許年月日    | 開業年月日    | 備考                                                       |
| -------------------- | ------ | ------------- | ------------- | ---------------------------------------------------------- |
| 私市 - 枚方東口間    | 6.9 km | 1920年9月27日 | 1929年7月10日 | 枚方東口は現在の枚方市 1931年7月以降京阪電気鉄道に経営委託 |
| 交野電気鉄道に譲渡   | …      | …             | 1939年5月1日  |                                                            |
| 京阪神急行電鉄に譲渡 | …      | …             | 1945年5月1日  |                                                            |

| 開業区間           | キロ程 | 特許年月日    | 開業年月日    | 備考         |
| ------------------ | ------ | ------------- | ------------- | ------------ |
| 淀屋橋 - 天満橋間  | 1.3 km | 1959年2月23日 | 1963年4月16日 | 全区間地下線 |
| 地方鉄道線への変更 | …      | …             | 1978年3月10日 |              |

| 開業区間            | キロ程 | 免許年月日   | 開業年月日    | 備考                       |
| ------------------- | ------ | ------------ | ------------- | -------------------------- |
| 八幡町 - 男山山上間 | 0.4 km | 1955年4月8日 | 1955年12月3日 | （旧）男山鉄道の路盤を転用 |

| 開業区間        | キロ程 | 免許・許可年月日 | 開業年月日     | 備考 |
| --------------- | ------ | ---------------- | -------------- | --- |
| 三条 - 出町柳   | 2.3 km | 1974年2月25日    | 1989年10月5日  | 子会社の鴨川電気鉄道が取得。1989年4月1日合併。 この区間は京都電燈（京福電気鉄道の前身）が1924年に免許を取得、工事着手していたが、1974年2月20日に失効させた。 全区間地下線 |
| 中之島 - 天満橋 | 2.3 km | 2001年11月7日    | 2008年10月19日 | 京阪電気鉄道は第二種鉄道事業者。 中之島高速鉄道が第三種鉄道事業者（許可日同じ）。                                                                                         |

### 過去の運営路線の免許（特許）・開業日
| 開業区間               | キロ程 | 特許年月日     | 開業年月日     | 備考                                                                                   |
| ---------------------- | ------ | -------------- | -------------- | -------------------------------------------------------------------------------------- |
| 和歌山 - 県庁前間      | 4.7 km | 1904年12月14日 | 1909年1月23日  |                                                                                        |
| 県庁前 - 和歌山市間    | 2.0 km | 1904年12月14日 | 1909年2月12日  |                                                                                        |
| 和歌浦 - 紀三井寺間    | 1.5 km | 1904年12月14日 | 1909年11月25日 |                                                                                        |
| 紀三井寺 - 琴ノ浦間    | 3.0 km | 1904年12月14日 | 1911年11月3日  |                                                                                        |
| 琴ノ浦 - 黒江間        | 0.6 km | 1904年12月14日 | 1912年4月17日  |                                                                                        |
| 和歌浦 - 新和歌浦間    | 1.2 km | 1904年12月14日 | 1913年9月30日  |                                                                                        |
| 黒江 - 日方口間        | 0.9 km | 1904年12月14日 | 1918年6月21日  |                                                                                        |
| 日方 - 海南駅前間      | 0.7 km | 1916年10月7日  | 1929年6月1日   |                                                                                        |
| 京阪電気鉄道に吸収合併 | …      | …              | 1922年7月1日   |                                                                                        |
| 合同電気に譲渡         | …      | …              | 1930年5月10日  | 東邦電力、和歌山電気軌道を経て南海電気鉄道和歌山軌道線となり、1971年4月1日に全線廃止。 |

| 開業区間                 | キロ程  | 免許年月日    | 開業年月日     | 備考                                                                          |
| ------------------------ | ------- | ------------- | -------------- | ----------------------------------------------------------------------------- |
| 十三 - 淡路間            | 4.2 km  | 1919年9月12日 | 1921年4月1日   | 路盤の一部は官営鉄道東海道本線の旧線跡を転用                                  |
| 淡路 - 千里山間          | 5.1 km  | 1916年9月1日  | 1921年10月26日 | 路盤の一部は官営鉄道東海道本線の旧線跡を転用                                  |
| 天神橋 - 淡路間          | 3.3 km  | 1916年9月1日  | 1915年10月15日 | 免許は北大阪電気鉄道が取得                                                    |
| 淡路 - 上新庄間          | 1.9 km  | 1923年6月18日 | 1928年1月16日  |                                                                               |
| 上新庄 - 高槻町間        | 14.4 km | 1922年4月24日 | 1928年1月16日  | 免許は京阪電気鉄道が取得 高槻町は現在の高槻市                                 |
| 高槻 - 京都西院間        | 21.4 km | 1922年4月24日 | 1928年11月1日  | 京都西院は現在の西院                                                          |
| 桂 - 嵐山間              | 4.1 km  | 1924年5月13日 | 1928年11月9日  | 免許（松尾 - 桂 - 海印寺間）は京都電燈（京福電気鉄道の前身）が取得            |
| 京都西院 - 京阪京都間    | 1.4 km  | 1922年4月24日 | 1931年3月31日  | 全線地下線で関西初の地下鉄道線 京阪京都は現在の大宮                           |
| 新京阪鉄道に譲渡         | …       | …             | 1923年4月1日   |                                                                               |
| 京阪電気鉄道に吸収合併   | …       | …             | 1930年9月15日  |                                                                               |
| 京阪神急行電鉄に吸収合併 | …       | …             | 1943年10月1日  | 1949年12月1日の（現）京阪電気鉄道設立後も京阪神急行電鉄（現・阪急電鉄）に残留 |

### 営業廃止日
| 開業区間          | キロ程 | 許可年月日    | 廃止年月日     | 備考 |
| ----------------- | ------ | ------------- | -------------- | ---- |
| 京津三条 - 御陵間 | 3.9 km | 1997年9月10日 | 1997年10月12日 |      |

### 未成区間の免許（特許）・失効日
経由地の地名は免特許取得時のもの。郡は省略。
| 区間                                          | キロ程  | 特許年月日     | 失効年月日     | 備考                                                        |
| --------------------------------------------- | ------- | -------------- | -------------- | ----------------------------------------------------------- |
| 大阪市北区空心町 - 同市東野田町間             | 1.5 km  | 1910年9月15日  | 1919年1月21日  | 京阪電気鉄道の大阪市域延長線                                |
| 大阪府清水村 - 城北村赤川 - 城北村友淵間      | 2.9 km  | 1919年5月16日  | 1942年9月26日  | 京阪電気鉄道の城北支線                                      |
| 大阪府城北村友淵 - 豊崎村北長柄間             | 0.8 km  | 1919年12月20日 | 1942年9月26日  | 京阪電気鉄道の城北支線延長線                                |
| 豊崎村北長柄 - 大阪市北区川崎町間             | 0.4 km  | 1919年12月20日 | 1926年10月27日 | 京阪電気鉄道の城北支線延長線                                |
| 野江 - 京都府大山崎村 - 淀間                  | 30.4 km | 1919年7月21日  | …              | 新京阪線の原型 1922年4月24日 鉄道免許へ変更                 |
| 京都府大山崎村 - 四条大宮間                   | 15.1 km | 1919年7月21日  | …              | 新京阪線の原型 1922年4月24日 鉄道免許へ変更                 |
| 京都府堀内村（六地蔵） - 滋賀県大津市馬場町間 | 12.5 km | 1927年10月28日 | 1937年2月26日  | 六地蔵線                                                    |
| 滋賀県大津市地内                              | 1.7 km  | 1922年5月25日  | 1930年6月25日  | 大津電車軌道が取得 石山坂本線三井寺付近から大津駅前への支線 |
| 滋賀県大津市地内                              | 0.4 km  | 1926年5月5日   | 1930年6月25日  | 大津電車軌道が取得 石山坂本線坂本駅からの延長線             |

| 区間                                      | キロ程 | 免許年月日     | 失効年月日    | 備考                                   |
| ----------------------------------------- | ------ | -------------- | ------------- | -------------------------------------- |
| 連絡線                                    | 0.6 km | …              | 1942年9月25日 | 城北支線と梅田支線の赤川付近での接続線 |
| 城北村赤川（赤川町） - 大阪市北区中野町間 | 2.4 km | 1922年4月24日  | 1942年9月25日 | 京阪電気鉄道、新京阪鉄道の梅田支線     |
| 大阪市北区中野町 - 同区葉村町間           | 1.5 km | 1922年4月24日  | 1942年9月25日 | 京阪電気鉄道、新京阪鉄道の梅田支線     |
| 大阪市北区葉村町 - 同区角田町間           | 0.8 km | 1928年8月7日   | 1942年9月25日 | 葉村町からの大阪駅付近延長線           |
| 千里山 - 大阪府山田村間                   | 2.3 km | 1931年12月23日 | 1936年12月2日 | 千里山線の延長                         |

| 区間                            | キロ程  | 免許年月日     | 失効年月日    | 備考 |
| ------------------------------- | ------- | -------------- | ------------- | --- |
| 上新庄 - 城北村赤川（赤川町）間 | 3.2 km  | 1922年4月24日  | 1942年9月25日 | 新京阪線 城北京都線の未成区間 |
| 東長岡 - 奥海印寺間             | 2.1 km  | 1924年5月13日  | 1930年2月27日 | 京都電燈が取得 |
| 京阪京都 - 河原町間             | 2.0 km  | 1927年10月18日 | …             | 全区間地下線 京阪京都は現在の大宮 1949年12月1日の（現）京阪電気鉄道設立以降も京阪神急行電鉄（現・阪急電鉄）に所属 1963年6月17日に京阪神急行電鉄によって開業 |
| 西向日町 - 山科間               | 12.1 km | 1928年11月6日  | 1937年9月28日 | 深草谷口町から山科大宅付近の計画線は省線東海道本線の旧線跡とほぼ一致                                                                                        |

## 乗降人員上位20駅
- 数値は2023年 (令和5年) 度の一日平均乗降人員。2023年度は『移動等円滑化取組報告書（鉄道駅）』[66]、2008年（平成20年）度は『大阪府統計年鑑』[67]および『京都市統計書』[68]に掲載された統計資料による。

一日平均乗降人員の算出方法が異なるので、2008年度の順位はあくまで目安である。
- は2008年 (平成20年) 度と比較して増 () 減 () 増減なし () を表す。
- 増減率は小数第2位を四捨五入した値である。

| 順位 | 駅名       | 人数    | 2008年度比 （%） | 2008年度 順位 | 2008年度 人数 | 路線            | 所在地             |
| ---- | ---------- | ------- | ---------------- | ------------- | ------------- | --------------- | ------------------ |
| 1    | 京橋駅     | 129,938 | 29.3             | 1             | 183,788       | 京阪線          | 大阪府大阪市都島区 |
| 2    | 淀屋橋駅   | 81,442  | 26.8             | 2             | 111,276       | 京阪線          | 大阪府大阪市中央区 |
| 3    | 枚方市駅   | 70,819  | 21.2             | 3             | 89,849        | 京阪線 交野線   | 大阪府枚方市       |
| 4    | 樟葉駅     | 47,388  | 23.3             | 6             | 61,823        | 京阪線          | 大阪府枚方市       |
| 5    | 祇園四条駅 | 46,778  | 1.2              | 9             | 47,363        | 京阪線          | 京都府京都市東山区 |
| 6    | 寝屋川市駅 | 46,297  | 33.4             | 4             | 69,476        | 京阪線          | 大阪府寝屋川市     |
| 7    | 香里園駅   | 44,082  | 29.2             | 5             | 62,230        | 京阪線          | 大阪府寝屋川市     |
| 8    | 天満橋駅   | 41,460  | 30.9             | 7             | 60,011        | 京阪線 中之島線 | 大阪府大阪市中央区 |
| 9    | 丹波橋駅   | 32,293  | 42.5             | 8             | 56,134        | 京阪線          | 京都府京都市伏見区 |
| 10   | 三条駅     | 32,953  | 10.5             | 13            | 36,803        | 京阪線 (鴨東線) | 京都府京都市東山区 |
| 11   | 出町柳駅   | 32,140  | 18.3             | 11            | 39,342        | 京阪線 (鴨東線) | 京都府京都市左京区 |
| 12   | 北浜駅     | 27,391  | 26.2             | 12            | 37,132        | 京阪線          | 大阪府大阪市中央区 |
| 13   | 守口市駅   | 27,063  | 39.7             | 10            | 44,910        | 京阪線          | 大阪府守口市       |
| 14   | 門真市駅   | 25,044  | 30.7             | 14            | 36,123        | 京阪線          | 大阪府門真市       |
| 15   | 萱島駅     | 20,921  | 24.8             | 15            | 27,833        | 京阪線          | 大阪府寝屋川市     |
| 16   | 牧野駅     | 16,761  | 33.4             | 18            | 25,148        | 京阪線          | 大阪府枚方市       |
| 17   | 古川橋駅   | 15,806  | 36.6             | 19            | 24,944        | 京阪線          | 大阪府門真市       |
| 18   | 枚方公園駅 | 15,618  | 16.8             | 21            | 18,767        | 京阪線          | 大阪府枚方市       |
| 19   | 光善寺駅   | 15,236  | 33.6             | 20            | 22,938        | 京阪線          | 大阪府枚方市       |
| 20   | 大和田駅   | 15,058  | 41.2             | 17            | 25,614        | 京阪線          | 大阪府門真市       |

## 車両
日本でも希少なダブルデッカーや、座席指定特別車両「プレミアムカー」を連結した京阪特急専用車をはじめ、日本初の多扉車となった5000系、ホームドア付き地下鉄区間から急勾配急カーブの連続の山岳区間に大津市内の併用軌道といった極端に性格の異なる区間の直通運転に対応して設計された800系（2代）など、個性的な車両が多い関西私鉄の象徴的存在として知られる。1954年、大阪でのテレビ放送開始と同時に特急専用車両に設置された関西初の「テレビカー」は、当時「走る街頭テレビ」としてもてはやされ、京阪特急の代名詞ともなり、2013年（平成25年）の廃止まで約60年にわたり親しまれた。「プレミアムカー」は平成末期から令和にかけて設定例が増加した有料座席サービスで、自由席のみであった列車での新たな設定例となった。
京阪電鉄においては、以前は単一車両の形式呼称に「型」を使用していたが、鉄道事業法の施行の際に監督官庁への届出様式に従って「形」に変更している 。また、車両竣工図表などの社内の公式文書では創業時に「号型」という呼称も使用され、京阪1000型電車 (2代)まで（「型」との併用が）確認できるという。形式は京阪線が4桁または5桁、大津線が3桁の数字のみで、「モハ」「クハ」「サハ」といった用途記号は使われていない。
京阪線用車両においては、車体製造後35年以上を経過した車両が全体の約半数を数える状態であるが、高水準の車両の保守技術をもって大きなトラブルもなく運用されている。1959年（昭和34年）から製造された2000系の車体および一部機器を流用した2600系0番台（書類上の製造初年は1978年）は2021年まで運用されており、製造から50年またはそれ以上が経過した2200系（製造初年は1964年）や2400系（製造初年は1969年）、旧700系の車体流用車である1000系（製造初年は1977年）は今でも幅広く運用されている。近年でも廃車から発生した部品を流用することも多く、パンタグラフやエアコンプレッサーなどが新造車の10000系・13000系やグループ会社の叡山電鉄で再利用されている。
京阪線用車両の塗装は2008年（平成20年）の3000系（2代）投入を皮切りに、2013年（平成25年）6月までに全車の新塗装化が施行された。「車両カラー」の節を参照のこと。
ラッピング車両は石山坂本線で盛んに運行されている。2006年（平成18年）からは不定期に交野線（年によっては京阪本線・石山坂本線）で、「きかんしゃトーマス」のラッピング列車が運行されている。主に支線用の10000系にラッピングが施されており、2020年（令和4年）までに9回にわたり運行されている。
自社での廃車後に他社へ転出した車両は極めて少なく、近年では初代3000系の車体が富山地方鉄道・大井川鐵道に譲渡されたのが数少ない事例である。

### 製造メーカー・装備等
車体は2200系以降の新系列車は川崎重工業（川崎車輌→川崎重工業車両カンパニー→川崎車両）製である。以前は日本車輌、ナニワ工機（1970年にアルナ工機に改称、後のアルナ車両）、帝國車輛工業（後の東急車輛製造大阪、現在の総合車両製作所）、田中車両（およびその後身の近畿車輛、戦後は大津線区のみ）、日立製作所（初代鋼索客車・大津線の260形の一部）製もあった。6000系以降の車体は8000系ダブルデッカー車や800系（2代）を除いてアルミニウム合金製となっており、大手私鉄では阪急電鉄と共にステンレス車の導入実績が無い。
電装品は一部の例外（350形では日立製作所の電装品も使用）を除き東洋電機製造製が一貫して用いられているが、これは同社が京阪出身者などによって創設されたという経緯によるものである（戦後の高性能車の一部には三菱電機製WNカルダンを使用した時期もあり、1900系の一部において使用されていた。なお、同社の製品は現在は冷房装置と換気扇で採用されている）。加えて、阪急京都線の車両が東洋電機製造の電装品を用いているのもこれに由来する。なお京阪や阪急京都線以外で電装品をほぼ東洋電機としているのは京成電鉄（主電動機は三菱製も多い）程度しかない。
台車は川崎重工業と日本製鉄（旧・住友金属工業）から供給を受けている。川崎重工業とは吸収合併された汽車製造会社の時代から共同で台車の研究をおこなった時期があり、日本最初の空気ばね台車もそこから誕生した。ボルスタレス台車については、試用は行われたが曲線の多い同社線では性能が満足いくものではないとされ、採用は見送られた。
VVVFインバータ制御車は全669両中314両（2024年時点）に留まるものの、抵抗制御車の界磁位相制御や界磁添加励磁制御への改造を進め、2023年に最後まで残っていた抵抗制御車の2200系2本が廃車になったことで、関西大手私鉄で初めて省エネルギー車両率の100%を達成した。なお、関西の大手私鉄では唯一、チョッパ制御車の導入実績がない。また、IGBTインバータ制御機器の導入は大津線では1997年（平成9年）に導入の800系で初採用されたものの京阪線は2002年（平成12年）の10000系で初導入とかなり遅めだった。
パンタグラフは京阪線・大津線ともに東洋電機製造製で、3000系（2代）と13000系の5次車以降にシングルアーム型の「PT-7163A」、それ以外は下枠交差形の「PT-4805A」と、その改良型 が使われている。大津線系統では、京都市営地下鉄に乗り入れる800系に「PT-7201」シングルアーム型を、それ以外は菱形の「PT-4303A」を採用している。シングルアーム型に関しては、1971年（昭和46年）に2000系の2000型にフランス・フェブレ社製のシングルアーム型を日本で初めて試験的に装着したが、採用には至らなかった。
2014年（平成28年）より、8000系を皮切りに京阪線・大津線の在来車各系列の前照灯が順次シールドビームからLEDに換装され、2018年9月の2600系のLED化により、京阪線の営業車両全編成のLED化が完了した。
自動放送装置は1900系特急車で初搭載され、鋼索線・大津線にも拡大した。京阪線通勤車では開扉時のみの自動放送（閉扉時の発車ブザーを含む）が6000系で初搭載され、2600系を除く全車両に装備された。また、交野線・宇治線のワンマン化や6000系のリニューアルなどにより車載型自動放送装置搭載車両が大幅に増えたほか、車掌のタブレット操作による簡易型の多言語自動放送が京阪線全車両に導入されている。
車掌スイッチは、3000系・10000系と13000系は乗務員ドア横の胸の位置あたりに、それ以外は乗務員ドア上部に設置されている。スイッチは握った手が滑り落ちないよう「逆T字型」になっており、客用扉を開扉するときはスイッチを上から下へ引き出し、閉扉するときはスイッチを下から上へ押し戻す。ただし、ワンマン化改造された大津線の600形、700形はスイッチの形・設置場所が異なる。
また、安全装置としてデッドマンブレーキを標準装備、京阪線では自動列車停止装置 (ATS) も京阪型速度照査ATSと2015年度（平成27年度）から順次使用しているK-ATSの両方を搭載、列車防護無線の設置が進み、ホームの無い場所で誤開扉を防止する「ホーム検知装置」の搭載が大津線では2017年（平成29年）3月に完了、京阪線でも3000系・10000系・13000系に搭載が完了し、6000系・8000系に順次搭載が進んでいる。また、旅客乗降時に列車が動かないようにする「転動防止ブレーキ」の搭載が大津線では完了、2021年度（令和3年度）中に京阪線の全車両にも搭載される。その他、すべての編成にドライブレコーダーが搭載されている。 
京阪本線香里園駅から南東1 kmの場所に京阪が勧請した成田山大阪別院明王院があり、全車両に成田山の御守札が飾られている。京阪本線の車両の先頭と後方を北と南にすると、御守札は北東と南西の方向に設置されている。これは鬼門と裏鬼門から遮断するために設置されたという一説もある。鋼索線（石清水八幡宮参道ケーブル）には石清水八幡宮の御守札が飾られている。
一部の車両では「ばねで跳ね上がるタイプの吊り手」をドアスペースに設置している（「つり革#ドアスペース上のつり革」を参照）。

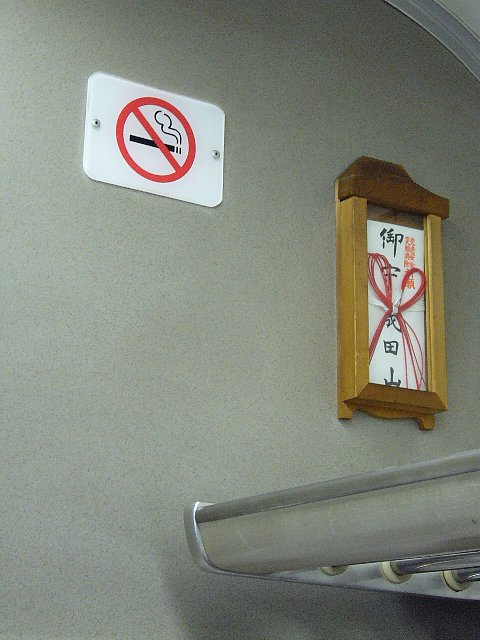
成田山大阪別院明王院の御守札が車内に飾られている。
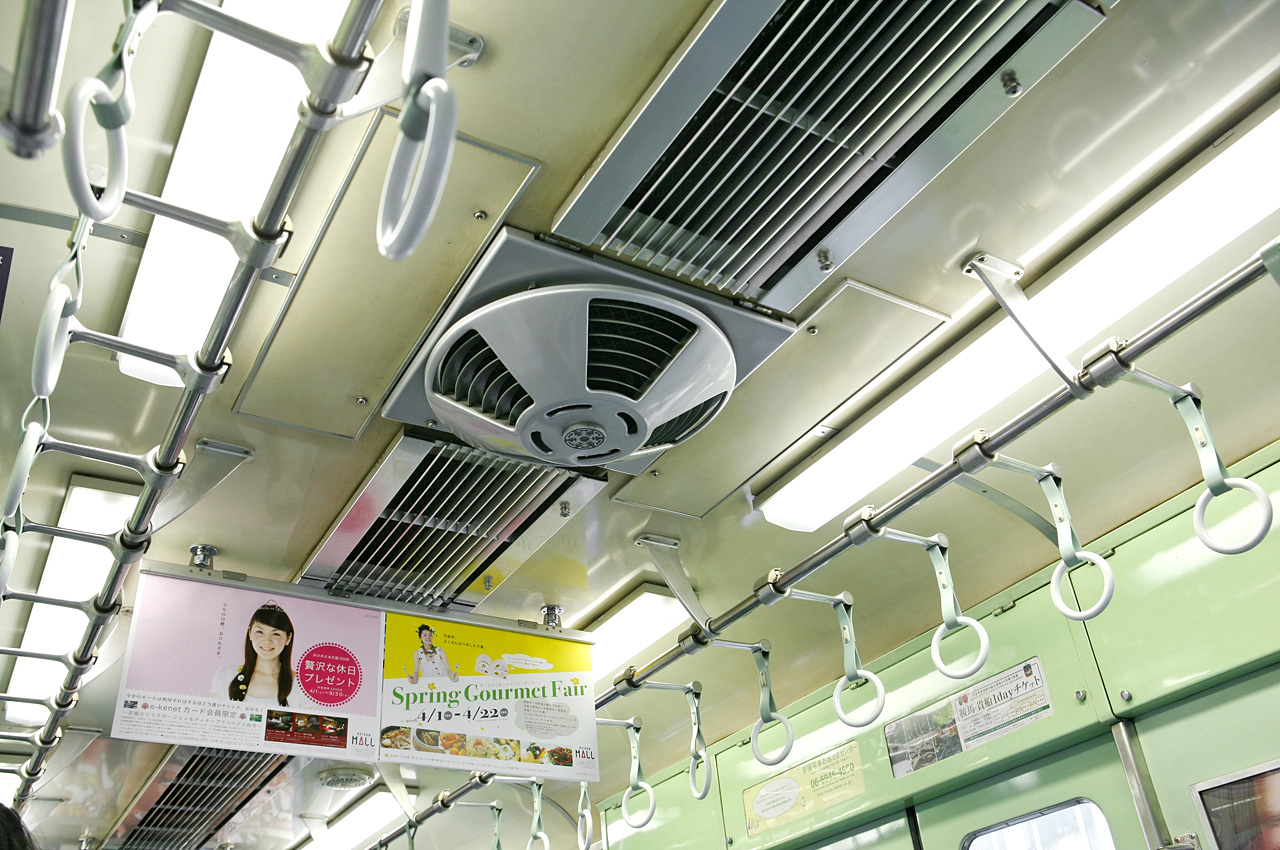
京阪式跳ね上げ吊り手。天井には京阪独特の回転グリル式吹出口（吹出口中央に社章）

### 編成
編成両数は、京阪本線・中之島線・鴨東線では8両・7両・4両が混在する。宇治線・交野線・京津線は4両、石山坂本線は2両に統一されている。京阪本線の中書島駅 - 七条駅間には、ホーム有効長が7両分しかなく8両編成の旅客扱いが不可能な駅があり、一般車の8両編成車には識別のため運転台窓の進行方向右側に緑地に白文字の「8」ステッカーが貼られている。
需要に応じて車両または編成を増解結する運用の減少・廃止に伴い、6000系から10000系までの京阪線一般車両は車体前面にオフセットした大型非常扉を採用し、5000系以前の車両では改修工事により前面の貫通扉は外開きの非常扉となった。
列車運用面から省エネを図るため電力回生率の高い車両を高効率で運用すべく、かつては2200系回生ブレーキ車を8連から7連に、近年では7連で運用された6000系を8連に戻して、回生ブレーキの電力回生効率の高い7200系・9000系の一部を8連から7連に減車し、両系から減車された車両を同じく電力回生効率の高い10000系に編入させ、同系の一部を4連から7連に増車させて京阪線全線で運用している。2003年の2600系の編成替えにより、6両編成の運行を休止していたが、2021年の13000系5次車の導入により再開された。しかし2024年に13000系5次車全編成が4両編成に組み替えられ、再度6両編成が消滅した。

### 現有車両

#### 京阪線
特記なければ、主に京阪本線・中之島線・鴨東線（本線系統）で運用、車体塗装（カラーリング）は2008年から採用の新塗装。
| 系列          | 画像   | 摘要 |
| ------------- | ------ | --- |
| 8000系        |        | 特急専用車両。1989年（平成元年）登場。1998年より4号車に2階建て車両（ダブルデッカー）を連結。2008年の中之島線開業を機にカラーリングを一新、「エレガント・サルーン」の愛称が付けられる。2017年より6号車に有料座席指定特別車両「プレミアムカー」を導入。                             |
| 3000系（2代） |        | 2008年（平成20年）、中之島線開業のシンボルとして新造。2009年「ローレル賞」受賞。初代3000系特急車の形式を受け継いだ優等列車用車両で、「コンフォート・サルーン」の愛称を持つ。車両デザインコンセプトは「風流の今様」。2021年1月に8000系に続いて「プレミアムカー」を新造のうえ導入。 |
| 13000系       |        | 2012年（平成24年）に登場。4両編成を全線で、7・8両編成を京阪本線・中之島線・鴨東線で運用。先頭部の半月のモチーフ（スラッシュ・ムーン）が特徴的。以下、通勤車「シティ・コミューター」。                                                                                             |
| 10000系       |        | 2002年（平成14年）登場。4両編成で主に交野線・宇治線で運用。バリアフリー化のため床面高さを20mm下げている。登場時の車体カラーはターコイズグリーン。一部は2016年から7200系・9000系を編入した7両編成で京阪本線ほかで運用。                                                            |
| 9000系        |        | 1997年（平成9年）登場。7200系ベースの特急から普通までこなせる汎用車両で、登場時は2人掛け固定クロスシートを備えていた。 |
| 7200系        |        | 1995年（平成7年）登場。7000系をベースにブラッシュアップした車両で、車内カラーリングを一新。京阪で初めて車内案内表示器を設けた。京阪線では最少の21両が在籍。 |
| 7000系        |        | 1989年（平成元年）登場。6000系をベースにVVVFインバータ制御を本採用した車両。6000系VVVF試作車は本系列に編入されている。 |
| 6000系        | 7200系 | 1983年（昭和58年）に同年の架線電圧昇圧に対応できない車両を置き換える目的で登場。「21世紀にも通ずる電車」として京阪スタイルを一新、1984年「ローレル賞」受賞。 |
| 2600系        |        | モノコック構造のいわゆる卵型電車系列群の一つ。0番台は1959年（昭和34年）登場の2000系を界磁位相制御により昇圧対応、冷房改造した車両（書類上の製造初年は1978年）。1981年（昭和56年）登場の30番台は純新造車（写真の車両）。0番台は2021年をもって運用終了。                            |
| 2400系        |        | 1969年（昭和44年）登場。モノコック構造のいわゆる卵型電車系列群の一つで2200系の改良型。関西地区初の通勤冷房車。当初から複電圧仕様の電装品を装備し、京阪で初めて中間に運転台のない7両固定編成となった。                                                                             |
| 2200系        |        | モノコック構造のいわゆる卵型電車系列群の一つで1964年（昭和39年）登場。2000系を急行仕様とした車両で、付随車を組み込み経済性にも優れたオールマイティーの高性能車。 |
| 1000系        |        | 吊り掛け駆動方式だった旧700系を昇圧対応、カルダン駆動化、冷房改造した車両（書類上の製造初年は1977年）。箱型車体・窓配置などに旧700系時代の特徴を残す。 |

#### 大津線
| 系列         | 画像 | 摘要 |
| ------------ | ---- | --- |
| 800系（2代） |      | 1997年（平成9年）に、京都市営地下鉄東西線開業に伴う直通運転用に登場。地下鉄東西線開業に伴う京津線一部区間廃止と架線電圧昇圧で廃車となる旧型車を置き換えた。京津線・地下鉄東西線で運用。 |
| 700形（3代） |      | 1992年（平成4年）に登場。石山坂本線用。地下鉄東西線開通前は京津線でも運用。 |
| 600形（3代） |      | 1984年（昭和59年）に登場。石山坂本線用。地下鉄東西線開通前は京津線でも運用。 |

#### 鋼索線
| 系列          | 画像 | 摘要                                                             |
| ------------- | ---- | ---------------------------------------------------------------- |
| 1・2号（2代） |      | 2001年（平成13年）に登場。鋼索線（石清水八幡宮参道ケーブル）用。 |

#### 非営業用
以下の車両は、かつて営業用として運用されていたが、現在は寝屋川車庫内で車籍の無い「機械扱い」で使用されている。
| 系列 | 画像 | 摘要 |
| ---- | ---- | --- |
| 70型 |      | かつて京津線で使用された70型のうち72号車が、車籍はないが寝屋川車庫内で「構内入換車」として使用されている。2014年9月には「ワガヤネヤガワ号」の愛称が付けられ、外観の復元がなされた。 |

| 系列   | 画像 | 摘要 |
| ------ | ---- | --- |
| 2600系 |      | 2609号車・2825号車の2両が、新塗装で寝屋川車庫内で車籍のない「教材車」として使用されている。2021年9月までは2615号車・2820号車（画像）の2両が使用され、共に元2000系1次車・京阪線最後の旧⼀般塗装車であった。 |

### 過去の車両

#### 京阪線
- 1型
- 100型
- 200型
- 300型（初代） - 初代1000型
- 500型（初代） - 旧1500型
- 600型（初代） - 旧1550型
- 700型（初代） - 旧1580型
- 16型 - 貴賓車
- 1000型（2代）・1100型・1200型・1500型（2代）
- 250型
- 1300系
- 1700系 - 元特急用、初代特急車
- 1800系（初代） - 元特急用、2代目特急車
- 1810系 - 元特急用、3代目特急車、1900系に編入
- 1650型
- 2000系 - 高加速・高減速の「スーパーカー」の愛称を持つ、モノコック構造のいわゆる卵形電車系列群の一つ。のちの改造で2600系0番台となる。
- 600系（2代）
- 700系（2代）
- 1800系（2代）
- 1900系 - 元特急用、4代目特急車
- 3000系（初代） - 8000系30番台に改番、5代目特急車[75]
- 5000系 - 5扉車（日本最初の多扉車）

#### 大津線
- 80型（初代）
- 10型
- 20型
- 30型
- 50型
- 60型 - 「びわこ号」
- 70型
- 80形
- 800型（初代）
- 260形
- 300型（2代）
- 350形
- 500形（2代）

#### 鋼索線
- 1・2号（初代）

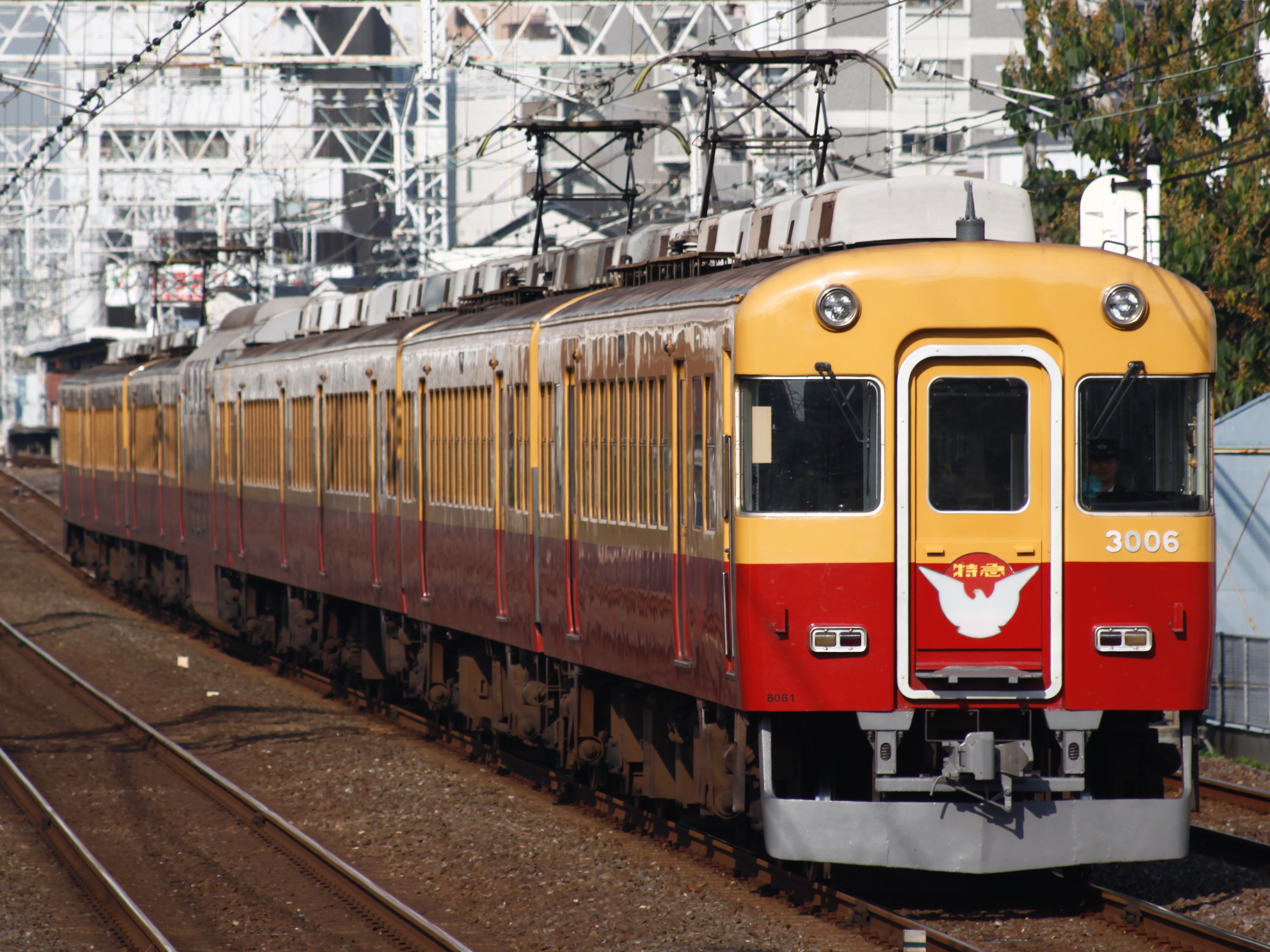
初代3000系
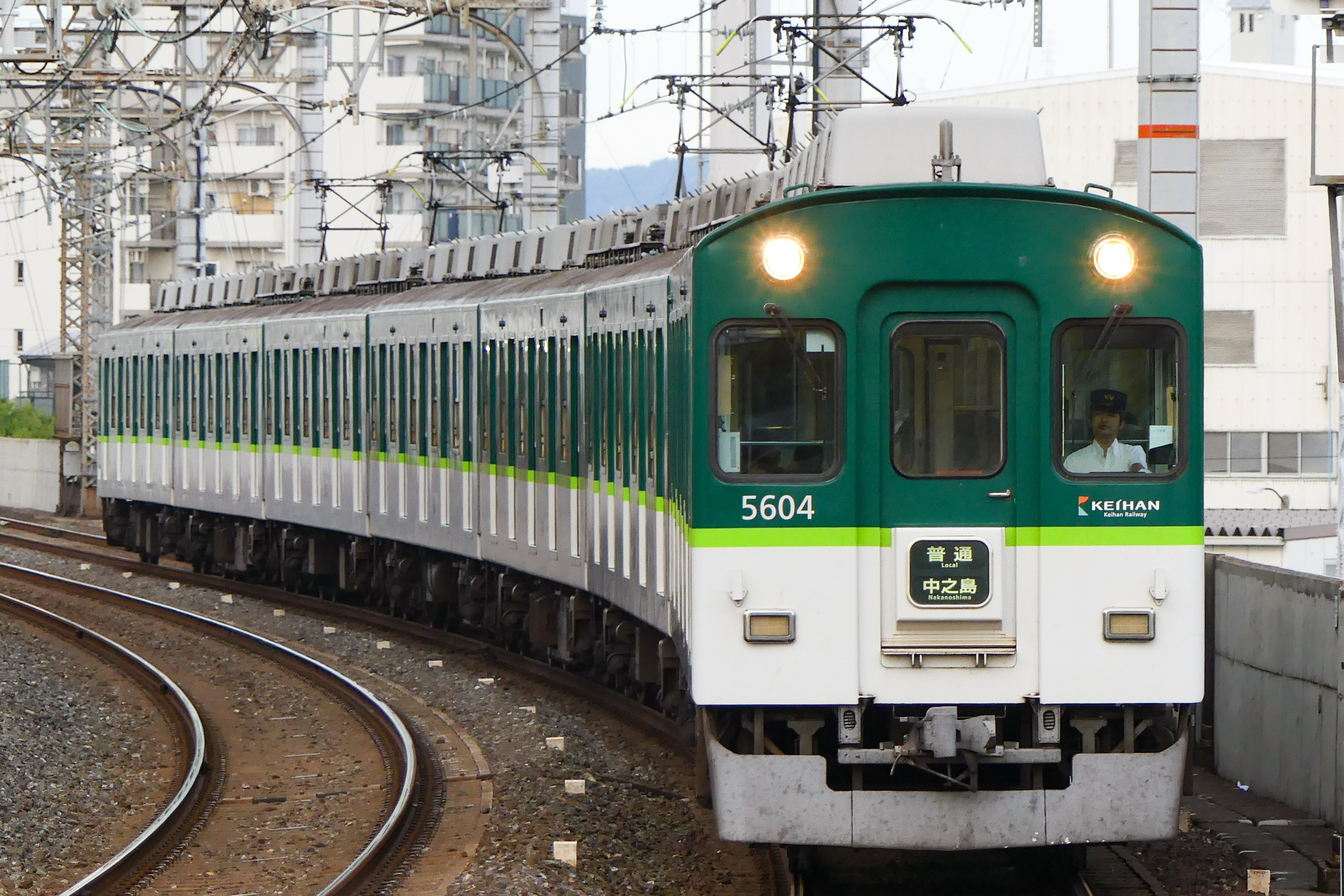
5000系
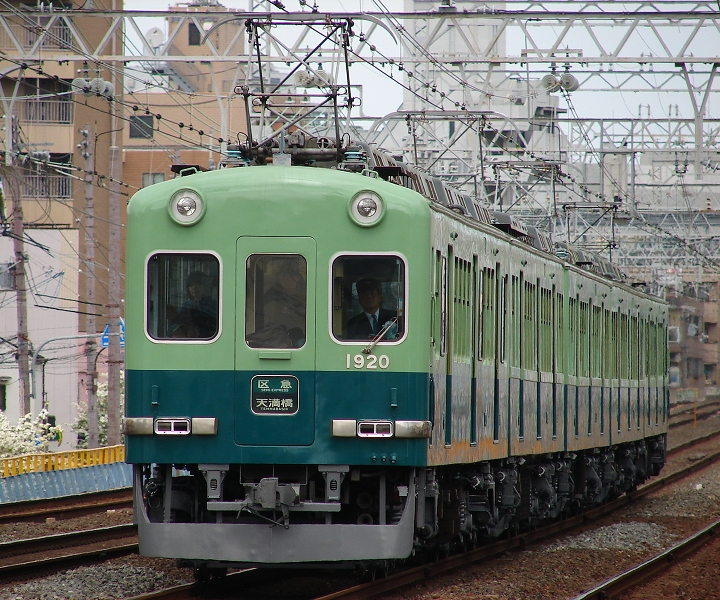
1900系千林駅にて
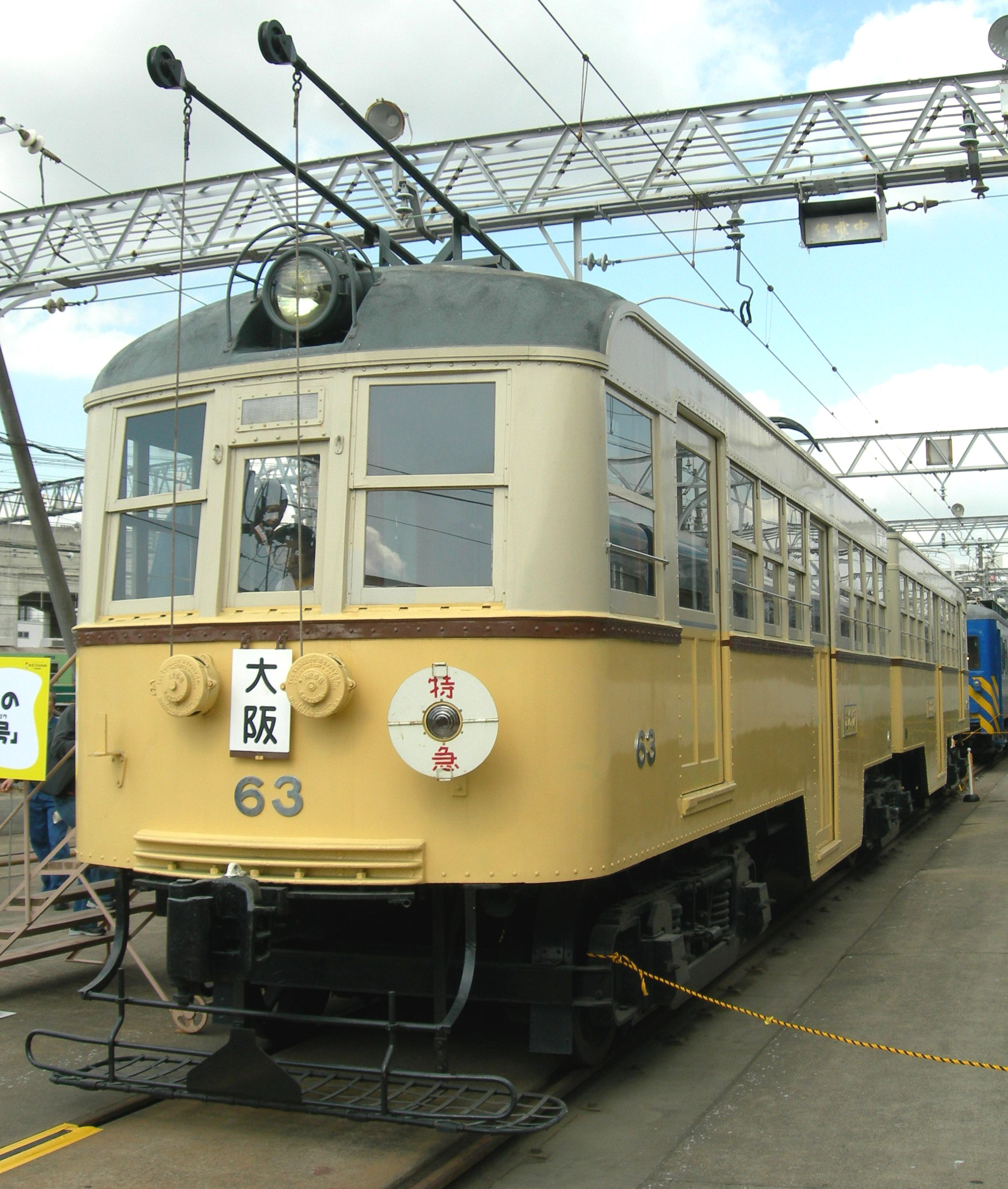
60型「びわこ号」寝屋川車庫保存車

#### 営業用貨車
京阪では、1913年（大正2年）7月4日から1955年（昭和30年）6月25日まで、約42年にわたって貨物輸送が行われていた。
- 201・202 - 1912年9月竣工、後に魚菜車に改造、また2度の改番を受け、1945年（昭和20年）に休車、1949年（昭和24年）11月8日付で廃車。
- 204・205 - 京阪1型を改造して造られた。204は300に改番され廃車、205は301→2001と改番され1934年（昭和9年）10月廃車。
- 302・303・304・305 - 京阪1型を100形に改造の際、旧車体を流用して1923年（大正12年）8月に造られた。302は1939（昭和14年）年1月に守口駅構内での追突事故で廃車、残りは1934年（昭和9年）10月までに廃車になった。
- 2003・2004 - 304・305の代替として1933年（昭和8年）5月・1934年（昭和9年）11月に竣工、2004は2002に改番され、1945年（昭和20年）6月の大阪大空襲で天満橋駅構内で全焼、翌年11月に復旧された。この2両が貨物輸送の廃止まで営業貨車として使用された。貨物輸送廃止後は2003は守口車庫の牽引車をへて京阪線の救援車3021号に、2002は大改造され大津線事業用貨車3022号（後の122号）となった。

#### 事業用貨車

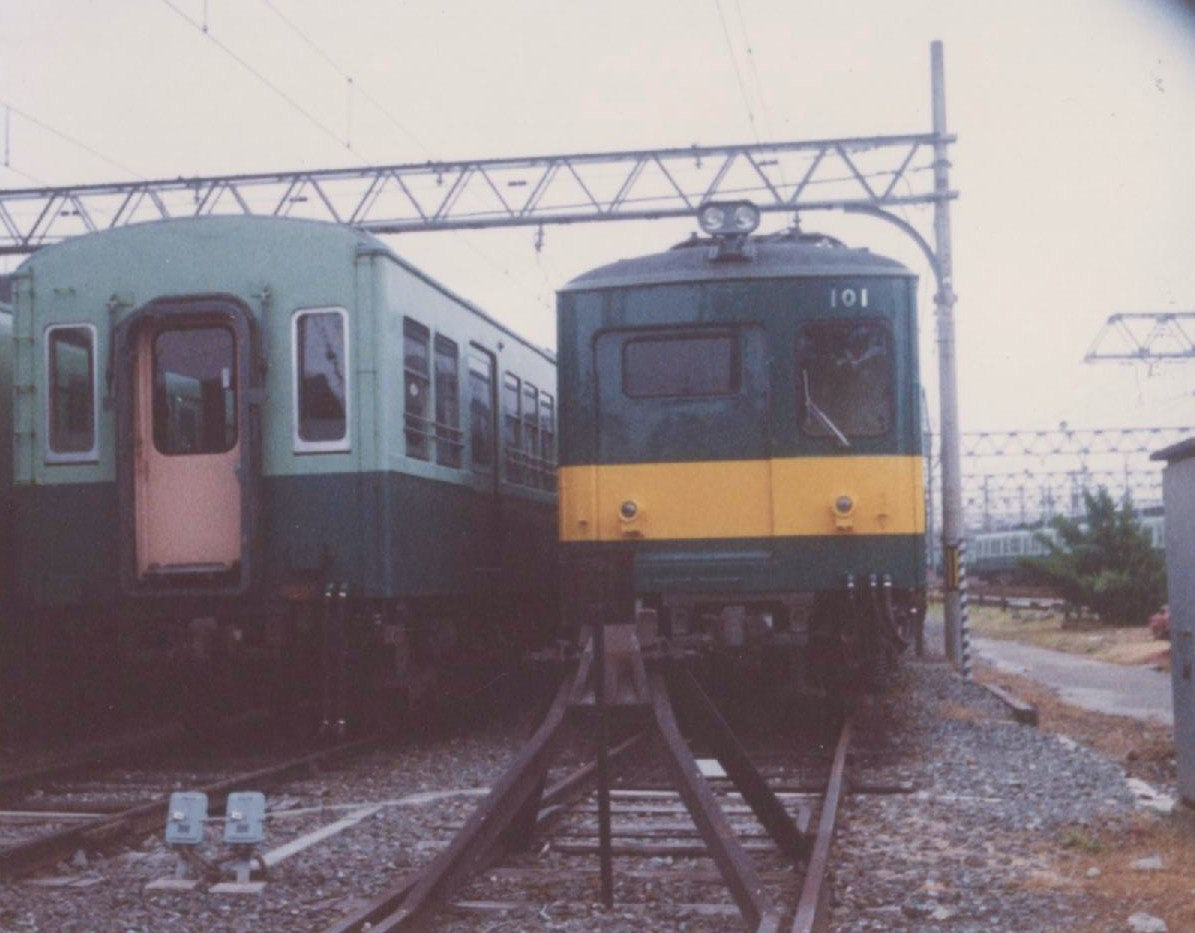
事業用101（左は1700系）

1970年（昭和45年）11月末時点では、大津線に122形1両が配備され、バラストの輸送などに使用された。京阪線では無蓋貨車の101 - 151 - 111 102 - 152 - 112 103 - 153 - 113 と固定編成化されて運用されたほか、事故発生時の補修機材を搭載した有蓋貨車の121、移動変電所の181 - 182が配属されていた。しかし、マルチプルタイタンパー、バラストクリーナー・軌道モーターカー・ダンプトロリーなどの保線機器導入に伴い、1979年（昭和54年）3月に 101F・102F が廃車となった。103Fはバキュームカーを搭載して大阪地下線内での汚水処理に運用された後、1983年（昭和58年）12月の架線電圧1500 V昇圧に伴い121号、移動変電所181-182とともに廃車となった。
京阪線1500 V化に併せて2代目101 - 151 111の3両が1300系・1800系の車体と1700系の床下機器を利用して製造された。101 - 151は寝屋川車庫に配置され、大阪地下線での事故発生時の救援車とされたほか、151の荷台にバキュームカーを搭載し、大阪地下線内での汚水処理を引き継いだ。111は京都地下線での救援車として淀車庫で待機しており、定期点検のために淀車庫 - 寝屋川工場間を2600系に引かれて走ることがまれに見られた が、保線機器の充実で運用が見直され、3両とも2001年末で廃車となった。大津線に残った122も1997年10月の大津線1500 V昇圧に伴い廃車となった。現在、保線車両などは機器扱いで車籍はない。
- 無蓋貨車101-151-111 （3編成）
- 有蓋貨車121（救援車）
- 移動変電所181・182（3201・3202）
- 122（大津線）
- 101-151 111（2代目、京阪線1500 V化後）

### 標識灯
列車種別は種別表示器（方向幕）のほか、先頭車両前面の前部下部標識灯で識別できる。点灯パターンは以下のとおり。
- 普通・区間急行は消灯（以前は区間急行で急行区間を右側のみ点灯していた）。
- 急行系統・準急系統（萱島駅以北の各駅停車区間では消灯）・回送・試運転は右側のみ点灯。
- ライナー・快速特急「洛楽」・特急系統・快速急行系統は両側とも点灯。

### 車両カラー
京阪電車の車両カラーは、特急車両が黄色と赤色（京阪特急色）、一般車両が若草色と青緑色のツートンカラーに定まって以来、約半世紀にわたり大きな変更はなかったが、2008年（平成20年）4月、大津線・鋼索線を除く既存の京阪線全車両の塗装変更を行うことが発表された。
新塗装化第1号は7200系7201編成で、同年5月23日から運行を開始した。また、同年6月30日には、特急車初の新塗装車として8000系8008編成が運行開始している。なお、初代3000系（8000系30番台に改番）も新塗装化の予定であったが実現せず、予定（2012年）より若干遅れた2013年（平成25年）6月に全車両の塗装変更完了が発表された。
新塗装化にあわせ、車両番号の書体が変更された。また、新たに制定されたCIロゴの貼付が行われ、塗装未変更車（大津線および鋼索線車両を含む）にも波及した。京阪線の6000系から10000系までの車両と、2400系・1000系・5000系・初代3000系の車体更新車、大津線の600系以降の車両前面には、京阪の「K」をデザイン化し、京阪電車の限りない前進を表したシンボルマーク「Kマーク」が取り付けられていたが、新CIロゴに置き換えられた。
大津線車両についても、2017年（平成29年）4月から全車が京阪線一般車に準じた新塗装への変更が行われており、2021年（令和3年）3月までに完了した。
なお、寝屋川車庫の教材車であった2615号と2820号の2両に関しては2022年（令和4年）8月に解体されるまでは旧塗装のままであった。
初代3000系引退後、京阪で唯一「京阪特急色」を纏っていた鋼索線の2代目1・2号は、リニューアル工事にあわせて同色をモチーフとしたメタリックフィルムラッピングによる新デザインとなり、「あかね」「こがね」の愛称が与えられ、2019年6月19日から運行開始している。
|      | 特急車両                     | 一般車両                   |
| ---- | ---------------------------- | -------------------------- |
| 上部 | 黄色（マンダリン・オレンジ） | 若草色（ライト・グリーン） |
| 下部 | 赤色（カーマイン・レッド）   | 青緑色（ダーク・グリーン） |

- 800系は、パステルブルーとグレーに黄色の帯。
- 9000系は、一般車両カラーに水色の帯を塗り分け部に追加した塗色。
- 10000系は、ターコイズ・グリーンの1色塗り。
- 鋼索線1・2号も特急車両と同じ塗色。

|          | 特急車両 クラス1 「エレガント・サルーン」 | 優等車両 クラス2 「コンフォート・サルーン」 | 一般車両 クラス3 「シティ・コミューター」 |
| -------- | ----------------------------------------- | ------------------------------------------- | --- |
| 上部     | 赤色（エレガント・レッド）                | 紺色（エレガント・ブルー）                  | 濃緑色（レスト・グリーン） |
| 帯部     | 金色（エレガント・ゴールド）              | 銀色（スマート・シルバー）                  | 黄緑色（フレッシュ・グリーン） |
| 下部     | 黄色（エレガント・イエロー）              | 白色（アーバン・ホワイト）                  | 白色（アーバン・ホワイト）（大津線以外） 白色（アトモス・ホワイト）（大津線）                                                                  |
| 対象車種 | - 8000系0番台                             | - 3000系（当初より新塗装）                  | - 1000系 - 2200系 - 2400系 - 2600系 - 5000系 - 6000系 - 7000系 - 7200系 - 9000系 - 10000系 - 13000系（当初より新塗装） - 600形 - 700形 - 800系 |

## 乗務員区所
- 大阪列車区（旧・寝屋川列車区）
  - 大阪列車区淀屋橋分室
- 京都列車区（旧・中書島列車区）
  - 京都列車区淀分室
- 大津列車区
  - 大津列車区四宮分室

その他に
- 大阪列車区淀屋橋駅第二操車
- 大阪列車区枚方市駅交野線操車
- 京都列車区出町柳駅操車

がある。

## 駅管轄
- 大阪エリア：京阪本線淀屋橋駅 - 守口市駅の各駅、中之島線の各駅
  - エリア長・駅長所在駅：淀屋橋・京橋・守口市駅
- 枚方エリア：京阪本線西三荘駅 - 樟葉駅の各駅、交野線の各駅
  - エリア長・駅長所在駅：寝屋川市駅・枚方市駅・樟葉駅
- 伏見エリア：京阪本線橋本駅 - 鳥羽街道駅の各駅、宇治線の各駅
  - エリア長・駅長所在駅：中書島駅・丹波橋駅
- 京都エリア：京阪本線東福寺駅 - 三条駅の各駅、鴨東線の各駅
  - エリア長・駅長所在駅：三条
- 大津運輸区：京津線の各駅（御陵駅を除く）、石山坂本線の各駅
  - 区長所在駅：近江神宮前駅

### 忘れ物の管轄
- 京阪線：拾得物の届け出があった駅で当日保管の後、警察（大阪府東警察署）へ管轄が移るまで忘れ物センターで集約して保管。
  - 京橋駅お忘れ物センター（電話がつながりにくい場合は、「お客さまセンター」でも問合せ対応）
- 大津線：遺失を生じた思われる区間によって次のいずれかの管轄となる。
  - 石山坂本線（石山寺駅 - 坂本比叡山口駅の区間）で遺失した場合： 近江神宮前駅で問合せ対応。
  - 京津線（御陵駅 - びわ湖浜大津駅の区間）で遺失した場合： 四宮駅で問合せ対応。
  - 京津線から乗り入れる京都市営地下鉄東西線の区間は、京都市交通局の管轄。

定期券の遺失など、通常の保管ルートに拠らない場合もある。また、傘と食品類は、管轄が警察へ移ることなく廃棄処分の対象となる。

## 運賃
大人普通旅客運賃（小児半額・10円未満切り上げ）。京阪線は2023年4月1日改定、大津線は2019年10月1日改定。2023年4月1日より、京阪線（大津線・鋼索線は対象外）の普通運賃・通勤定期運賃に鉄道駅バリアフリー料金が加算される。下表の京阪線の運賃額は同料金を含む。
京阪線（京阪本線・中之島線・鴨東線・交野線・宇治線）と大津線（京津線・石山坂本線）を京都市営地下鉄東西線を経由して乗車する場合でも、運賃は通算しない。また、京阪線・大津線の各駅相互間を京都市営地下鉄東西線を経由して乗車する場合はICOCA連絡定期券を除き1枚の乗車券では利用できず、三条駅および京都市営地下鉄東西線の三条京阪駅でそれぞれ乗車券を別途購入しなければならない。
有料座席指定特別車両「プレミアムカー」への乗車には、乗車券の他にプレミアムカー券が、全車両座席指定「ライナー」への乗車には、乗車券の他にライナー券（一部区間を除く）またはプレミアムカー券が必要となる。詳細は「京阪特急#有料座席指定サービス」を参照。
京阪線・大津線
| キロ程  | 普通運賃（円） | 普通運賃（円） |
| キロ程  | 京阪線         | 大津線         |
| ------- | -------------- | -------------- |
| 1 - 3   | 170            | 170            |
| 4 - 5   | 220            | 170            |
| 6 - 7   | 220            | 240            |
| 8 - 10  | 280            | 240            |
| 11 - 12 | 280            | 330            |
| 13 - 15 | 320            | 330            |
| 16 - 17 | 320            | -              |
| 18 - 22 | 350            | -              |
| 23 - 28 | 370            | -              |
| 29 - 34 | 390            | -              |
| 35 - 40 | 410            | -              |
| 41 - 46 | 420            | -              |
| 47 - 52 | 430            | -              |
| 53 - 54 | 440            | -              |
大津線は平成時代初期まで採用していた区間制運賃の名残で例外区間がある。
- 上栄町駅 - 瓦ヶ浜駅間相互 4.7 kmは初乗り5 km区間の170円ではなく240円が適用される。
- 御陵駅 - 石場駅・京阪膳所駅・錦駅・大津市役所前駅・京阪大津京駅・近江神宮前駅と瓦ヶ浜駅 - 四宮駅・京阪山科駅・穴太駅と粟津駅 - 四宮駅・穴太駅間相互（いずれもおよそ8 - 10 km）は6 - 10 km区間の240円ではなく上記の運賃区分にない270円が適用される。

加算運賃
鴨東線内のみ、または同線に跨って乗車する場合は、普通運賃で60円を加算した加算運賃が適用される。また、中之島線においても、中之島駅 - 大江橋駅間（他区間・他線と跨って乗車する場合も含む）で普通運賃で60円を加算した加算運賃が適用される。中之島駅 - 出町柳駅間など、両方とも該当する場合は両方（=120円）を加算する。
鋼索線（2020年6月1日改定）
300円
JR西日本との乗継割引運賃
京橋駅、東福寺駅での接続で、初乗り区間同士なら普通運賃が20円引になる。
近鉄との乗継割引運賃
丹波橋駅での接続で、初乗り区間同士なら普通運賃が20円引になる。
京都市営地下鉄東西線と京阪大津線との乗継割引運賃
当初は京都市営地下鉄東西線の開業とそれに伴う京津線の乗り入れ開始による急激な運賃高騰を和らげるため、1997年の東西線開業後3年間を目途にという暫定的な処置であったが、現在も期間を延長して継続している。
| 接続駅 | 割引対象区間    | 割引対象区間                           | 大人割引額（円） | 大人割引額（円） | 大人割引額（円） |
| 接続駅 | 東西線          | 大津線                                 | 東西線           | 大津線           | 計               |
| ------ | --------------- | -------------------------------------- | ---------------- | ---------------- | ---------------- |
| 御陵   | 東山・蹴上      | 京阪山科 - 大谷                        | 60               | 30               | 90               |
| 御陵   | 東山・蹴上      | 上栄町・びわ湖浜大津                   | 50               | 20               | 70               |
| 御陵   | 三条京阪        | 京阪山科 - びわ湖浜大津                | 50               | 20               | 70               |
| 御陵   | 三条京阪 - 蹴上 | 三井寺 - 坂本比叡山口・島ノ関 - 石山寺 | 0                | 20               | 20               |
叡山電鉄との乗継割引運賃
出町柳駅での接続で、初乗り区間同士なら普通運賃を20円引としていたが、2023年4月1日に廃止された。

プレミアムカー料金・ライナー料金
「京阪特急#有料座席指定サービス」を参照。

消費税率引き上げに伴う運賃改定を除き1995年以来運賃を据え置いてきたが、沿線の少子高齢化やコロナ禍の影響による利用者の減少、連続立体交差や老朽化した車両の更新を肇めとした設備投資の強化等を理由に、2025年10月1日に運賃改定を予定している。運賃改定申請に対し、2025年3月25日に「令和13年3月31日までの期限を設け、運賃改定後の令和8年度から3年間（令和10年度まで）の総収入と総括原価の実績を確認する」旨の条件を付して、運賃改定が国土交通大臣に認可されている。

### 運賃計算の特例
中之島線では以下のような特例が適用される。
- 定期券・普通乗車券に適用
  - 天満橋以東・以北の各駅となにわ橋間あるいは大江橋間を乗車する場合、営業キロ程の違いからそれぞれ北浜間・淀屋橋間の運賃に比べ計算上高くなる区間は、それぞれ北浜間・淀屋橋間の運賃と同じ運賃とする。
    - 例：枚方市 - 大江橋間 22.1 kmの普通運賃は上の表に当てはめると370円となるが（1 km未満の端数は切り上げ）、枚方市 - 淀屋橋間 21.8 kmで計算した350円とする。
- 定期券に適用
  - なにわ橋と北浜、淀屋橋と大江橋は、同一の駅とみなし、どちらの駅でも乗降できる。
    - 例：「枚方市 - 淀屋橋」区間の定期券を利用する場合、大江橋やなにわ橋でも乗降できる。

### 回数券
以下の種類の京阪線・鋼索線の回数券を発売していたが、利用率減少と、交通系ICカードの利用増加に伴い2020年12月30日をもって発売を終了し、2021年3月31日をもって利用を終了した。
- 普通回数券 - 11枚で10回分の運賃。
- 時差回数券（オフピークチケット） - 平日の10 - 16時および休日に利用可能、12枚で10回分の運賃。
- 土・休日割引回数券（サンキューチケット） - 休日に利用可能、14枚で10回分の運賃。

2011年4月1日より、京阪線では回数券がカード式からきっぷ式に変更された（大津線についてはカード式のままであった）ほか、有効期限が「発売日から3か月」から「購入月の翌月から数えて第3月の末日まで」に延長された（男山ケーブル線を除く）。また、休日には年末年始などの土休日ダイヤや特別ダイヤ（大みそかダイヤ・正月ダイヤ）実施日を含むが、お盆期間中の平日は、京阪線については2016年より土休日ダイヤから平日ダイヤに変更されたため、休日のみ利用できる回数券は使用不可となった（大津線は土休日ダイヤのため2016年は使用可能だった。）。
また、大津線の回数券は2017年1月1日のPiTaPa利用額割引サービス導入に伴い2016年12月31日をもって販売を、2017年3月31日をもって利用を終了した。

### 乗車カード・企画乗車券
以下の各項目を参照。
- e-kenet PiTaPa（京阪マイレージPiTaPaカード）
  - なお、京阪では、区間指定割引を導入していることやポストペイの特徴を活かしたサービスの充実を図ることなどを理由として、PiTaPa定期は導入していない[96]。
- ICOCA
  - 2011年6月1日より、京阪線系統の各駅にて、プリペイドカードのICOCA、およびICOCA定期券（京阪線内用定期券・JR線連絡定期券とも）の発売を開始。なお、各駅で発売される同カードは、JR西日本各駅で発売のものと同じ仕様（表面のデザイン・裏面の記載とも）となっており、裏面の識別番号も「JW」（JR WEST＝JR西日本）より始まっている。2017年からは大津線でもICOCA定期券（大津線内用定期券・JR線と京都市交線連絡定期券とも）の発売を開始。さらに2020年12月1日からは京阪線でICOCAを利用する度にポイントを還元する制度を開始する予定である[97]。
  - 2013年3月23日より、各地のIC乗車カードとの間で「全国相互利用サービス」を開始したことで、Suica（JR東日本）・PASMO（首都圏の民鉄・地下鉄・バス事業者）やKitaca・manaca・TOICA・nimoca・はやかけん・SUGOCAも利用可能となった（一部に相互利用の対象外の事業者あり・電子マネーはPiTaPaを除く）。
- スルッとKANSAI Kカード
- スルッとKANSAI 3dayチケット
- ひらぱーGOGOチケット
- 古代ロマン 飛鳥日帰りきっぷ
- 京阪×コロプラ 京阪線フリーきっぷ
- OSAKA海遊きっぷ
- 大阪周遊パス
- 高野山1dayチケット
- 奈良・斑鳩1dayチケット
- 水都・中之島1dayチケット
- 関西1デイパス
  - 2009年よりJR西日本との共同企画商品として発売。JR西日本のアーバンネットワークエリアの一日乗車券に、京阪電気鉄道・南海電気鉄道、および近畿日本鉄道（2012年度より）のいずれか一社の一日乗車券への引換クーポンが付属したものである。これまでに「関西1デイ納涼パス/夏の関西1デイパス」・「秋の関西1デイパス」・「冬の関西1デイパス」・「春の関西1デイパス」が発売されている。
- 『京阪電車×いなり、こんこん、恋いろは。』京阪線フリーチケット

## 特記事項

### 運行ダイヤ
一般の鉄道事業者は、年末年始において「土曜・休日ダイヤ」もしくは「日曜・祝日ダイヤ」を適用しているが、大津線を除く京阪線全体では正月三が日の初詣需要を考慮して通常ダイヤは適用せず、終日に渡り通常ダイヤとは異なる「正月ダイヤ」を適用する。また、大晦日の夜間以降は終夜運転への移行のために、こちらは「大晦日ダイヤ」を適用している。ただし2020年の大晦日については、終夜運転を行わないため大晦日ダイヤは実施しない。大津線は1998年から2005年までの大晦日に深夜2時ごろまでの延長運転を行っていたが、2006年以降は行われていない。
京阪線では1980年のダイヤ改正時に土曜ダイヤが設定され（それまでは土曜は平日ダイヤでの運転）、大手私鉄では先駆けとなるものであった。以後長らく平日（月曜 - 金曜）、土曜、休日の3本立てダイヤが実施され、しかも土曜ダイヤは平日ダイヤの一部列車の運休などの形を取らず完全に独立したものであった（1980年 - 1981年のみ土曜ダイヤのうち一部列車を運休することにより休日ダイヤを作成する形を取っていた）。しかし、2003年のダイヤ改正で他の多くの路線と同様に平日と休日（土曜を含む）の2本立てとなり、現在に至っている。大津線は1997年の京津三条 - 御陵間の廃止までは土曜を平日ダイヤで運行し、その後土曜は休日ダイヤをベースに石山坂本線で朝に一部列車を増発する形態を取った後、2000年以降は土曜と休日を同一ダイヤとしている。
1980年の守口市駅 - 寝屋川信号所間複々線化以降、ダイヤ改正（改定・変更）毎に『京阪時刻表』を発行していた。2008年改定 版以降の同時刻表は編集協力がJTBパブリッシングとなり、JTB時刻表の書式とほぼ同一となった。なお2011年一部変更 版以降は京阪線のみWeb上での配信（PDFファイル）になった。これについて京阪は「インターネットの普及により、列車ダイヤはパソコンや携帯電話等で検索される方が多くなり、冊子時刻表の販売数は年々減少傾向にあるため、今回は販売を見合わせた」としていた。そのPDFファイルの時刻表も、2020年春に公開を終了した。
京阪線系統は関西大手私鉄の中では数少ない、他社線との乗り入れや線路共用がない路線であるため、他社の状況にとらわれないダイヤの柔軟な運用が可能である。例えばお盆期間中の平日については、京阪線系統では1990年代初めごろから適用されてきた土休日ダイヤ（土曜日が土曜ダイヤで運行されていた頃は土曜ダイヤ） に代わり、2016年 - 2019年は平日ダイヤに変更されていたが、2020年以降は再び土休日ダイヤとなった。

### 列車種別
2023年8月26日以降、定期列車として快速特急「洛楽」、特急、ライナー、通勤快急、快速急行、急行、通勤準急、準急、区間急行、普通の10種別が設定されている。これは西武鉄道と並んで日本国内大手私鉄最多の列車種別数である。
10種別全てが運行される区間は京阪本線の淀屋橋駅 - 樟葉駅間で、下りは全種別、上りは通勤快急・通勤準急を除く8種別が運行される。京阪公式サイト等の京阪線の停車駅路線図では快速急行と通勤快急、急行と深夜急行（2021年9月25日のダイヤ改正で休止し、2023年8月26日のダイヤ改正で廃止）、準急と通勤準急を同じ種別にまとめ、ライナーを特急と同じ停車駅の旨のみ記載して省き、7種別として扱っている。
2008年10月19日改正で列車種別数が大手私鉄最多（当時）であった西武と阪急の9種別を抜き、10種別となった。2011年5月28日のダイヤ改正で快速特急が廃止され種別数が9に減り、種別数では当時の西武と並び最多ではなくなった。ただし、その後に臨時列車として快速特急が再度設定され、2016年3月19日のダイヤ改正で休日の快速特急「洛楽」が定期運転化されたために10種別に戻り、再び大手私鉄で最多の列車種別数になった。2017年8月20日からは平日のライナーが設定され、11種別体制となり、自社が持つ大手私鉄での最多列車種別数を更新した。2023年8月26日のダイヤ改正で公式時刻表から深夜急行が削除されたため10種別体制に戻り、大手私鉄においては西武と同じ列車種別数になった。
列車種別案内に使用されている色は、快速急行を除き南海電気鉄道と同様であるが、京阪では準急よりも区間急行の方が停車駅が多い。英語表記は京阪の準急と南海の区間急行が"Sub-exp. (Sub Express)"、京阪の区間急行と南海の準急が"Semi-exp. (Semi Express)"となっている。
かつては「淀快速」「宇治快速」「きさいち快速」など「快速」種別を持つ臨時列車が運転されていた。いずれも京阪本線内では急行よりも停車駅が少ない種別であった。
中之島線対応の種別幕には、2003年9月改正時の種別に加え、快速特急・快速急行・深夜急行・通勤快急・通勤急行・通勤準急が追加されている（同時に区間急行の表記を「区急」から「区間急行」に変更）。一方、「快速」や「臨急」（臨時急行）の幕は廃止された。これ以降、かつての「快速」のように、定期列車と異なる停車駅の列車を運行するときは種別幕を「臨時」または無表示で運行している。なお、用意された種別幕のうち、「通勤急行」は実際に設定された事はなく、他社でみられる「通勤特急」は用意されておらず設定されたこともない。8000系特急車については、2017年8月20日改定を前に、「快速特急」幕を「洛楽」の愛称入りのものに、「K特急」幕を「ライナー」に、それぞれ変更している。また2018年の8000系を皮切りに、既存車両の種別・方向幕のLED化が進められている。
2013年3月16日のダイヤ改定を機に、回送列車の室内灯を消灯しての運転に変更した。回送列車で室内灯を点灯する大手私鉄は東武のみとなった。

#### 方向幕の色
以下において行き先の駅名は一例。

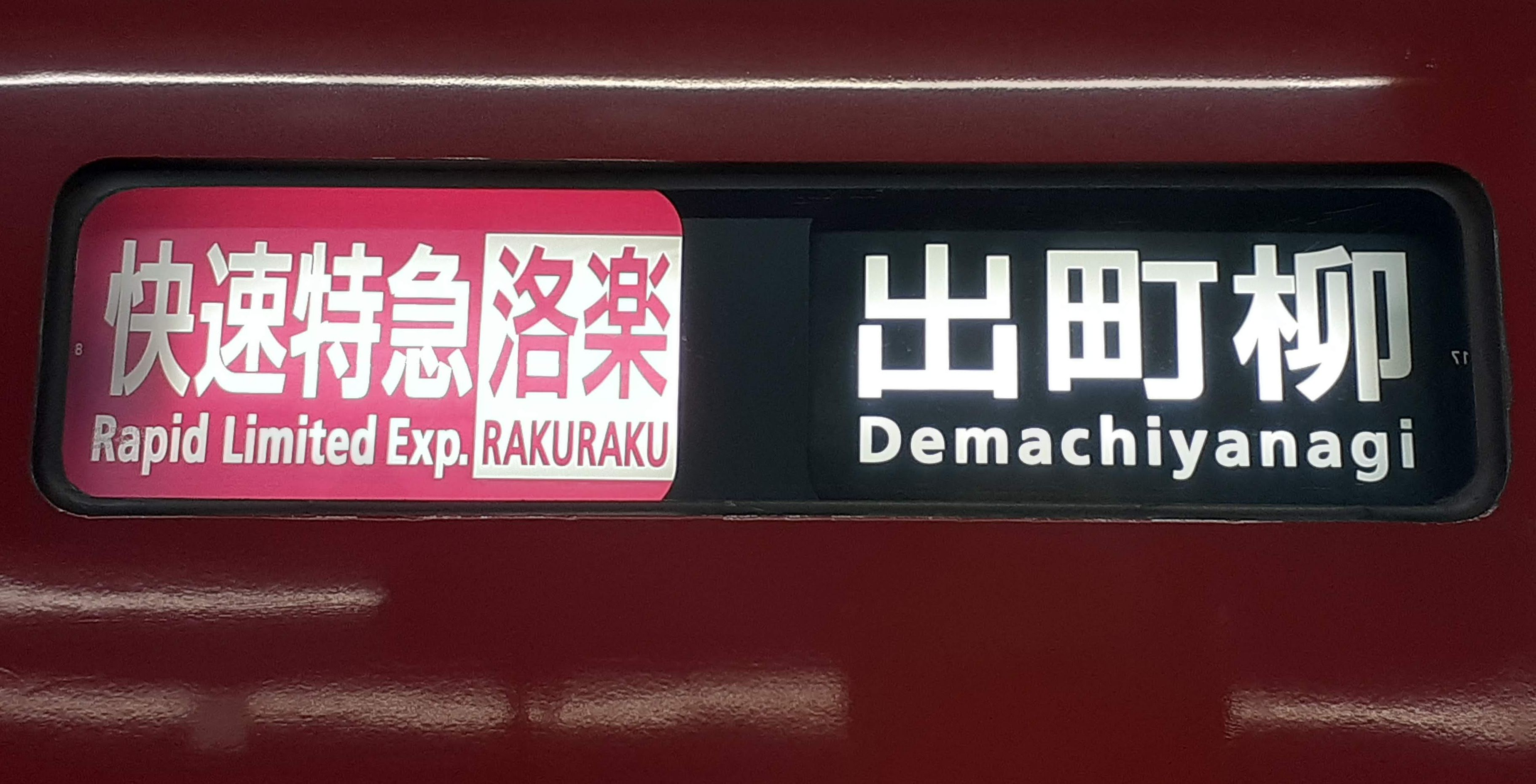
快速特急洛楽の方向幕

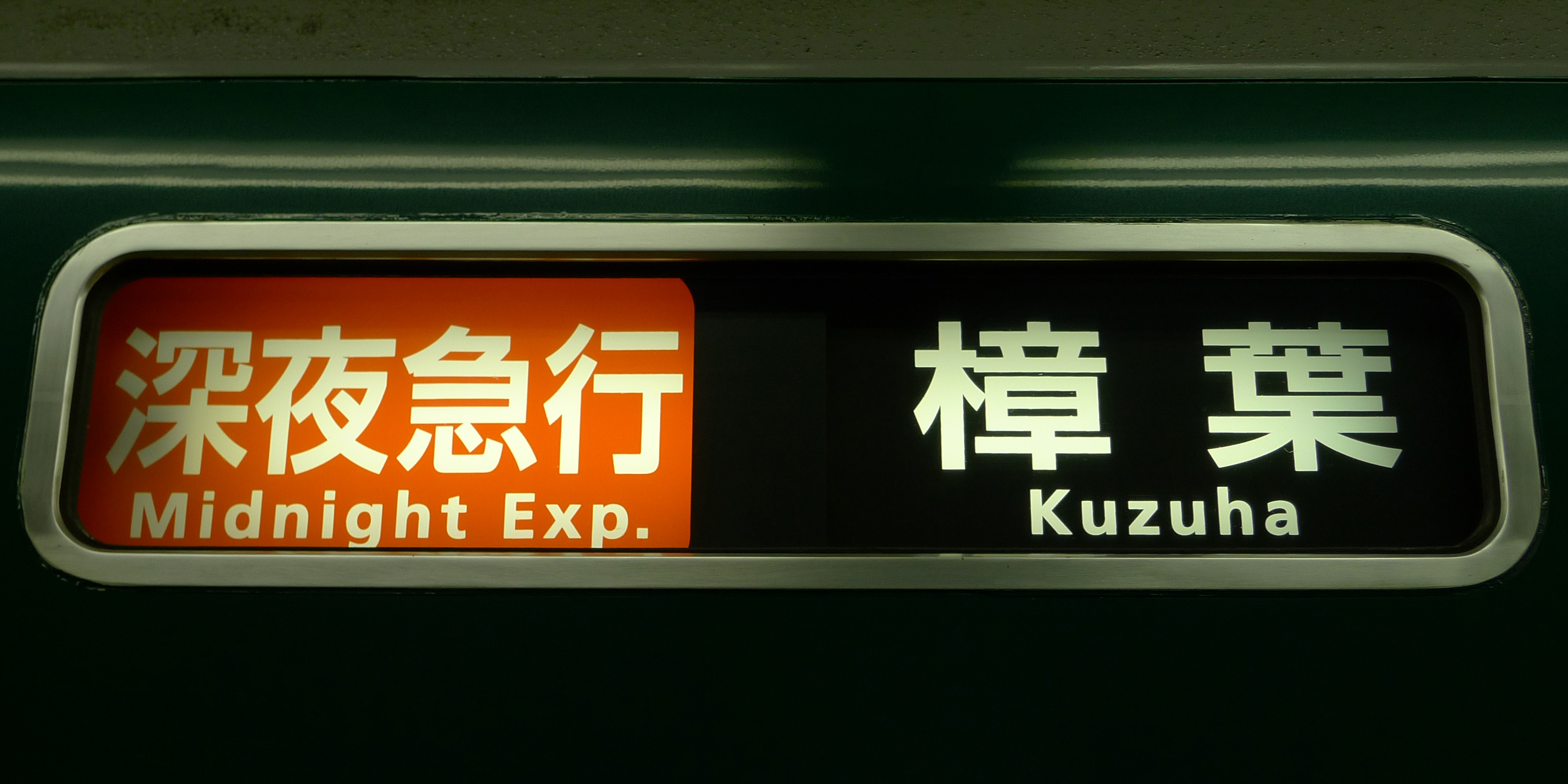
深夜急行の方向幕

- 快速特急洛楽（桃色地に白文字で、愛称部分は反転。8000系は鳩マークを掲出。2017年7月15日の祇園祭臨時快速特急より、8000系・3000系（2代）で順次使用開始）
- 快速特急   K 特急 （桃色地に白文字。K特急幕が整備されていない車両での代走を想定した方向板が存在した。）
- 特急   臨時特急 （赤地に白文字。2003年9月改正を機に使用開始。1970年代の方向幕設置開始当時の特急専用車両は白地に赤の斜体文字で「 特急 」、一般車は斜体文字でない「 特急 」。7000系以降の英字入り幕は黒地に赤文字で「 特急 」に変更。「臨時特急」はLED車のみ表示。幕車は丸形の「臨」種別標識を掲出。）
- ライナー （白地に赤文字。英字部分の左右に赤帯が入る。原則8000系で運用されるが、鳩マークは掲出しない）
- 快速急行   通勤快急 （紫地に白文字）
- 急行   深夜急行   臨時急行 （橙地に白文字。英字入り幕より使用開始。方向幕設置開始当時は白地に赤文字で「 急行  」[注釈 31]、6000系以降赤地に白文字の「  急行  」に変更。「臨急」幕は中之島線対応の際に削除され、「臨時急行」はLED車のみ表示。方向板は丸形で京阪間直通は赤地に白文字、区間列車は白地に赤文字。）
- 準急   通勤準急 （青地に白文字で、京津線準急は「 準急 浜大津 」のように行き先と一体化していた。方向板は丸形で白地青文字、1970年代の方向幕設置開始当時は白地に青文字で「 準急 」）
- 区間急行 （緑地に白文字。方向板は四角で白地に緑文字、さらに以前は四角で赤文字の「急」、1970年代の方向幕設置開始当時は白地に緑文字で「 区急 」と表記されていた。その後2008年の中之島線開業に合わせ、「 区急 」から「 区間急行 」に変更された）
- 普通   臨時  行き先「 淀屋橋 」（黒地に白文字で、以前の「 試運転 」も同じ。京津線普通は準急と同じく、一体型だった「 普通 浜大津 」と「 普通 四宮 」のみ。現在の京津線と石山坂本線普通は種別表示はなく、行き先のみ。1970年代の方向幕設置開始当時は白地に黒文字）
- 回送   試運転 （白地に黒文字。以前は行き先も「 三条 」のように白地に黒文字だった）
- 快速 （黄地に黒文字。以前の方向板は同じ色で「 天満橋 」や、石山坂本線の行き先で使用されていた。）
- LED表示は新3000系・13000系・リニューアル工事を施工した車両は上記の色と同じ表示となるが、800系は上の日本語表示が黒地に橙文字で「 太秦天神川 」、下の英文字表示が黒地に赤文字で「 UZUMASA TENJINGAWA 」
- 上記の変遷において、急行以下の種別の地色と文字色を反転させたのは1983年に登場した6000系からで、他の在来車も更新等に際して順次新しいデザインに交換された。

#### 運行標識板（方向板）
- 正面方向幕の故障時には、丸形の運行標識板（方向板）を掲出する。上部が行先、下部が種別で、種別色は方向幕に準ずる。
- 京阪での運行標識板掲出位置は基本的に正面左側である。他の関西大手私鉄4社は正面右側（運転席の前）である。
- 教習の際には「教」の丸板を掲出する。
- 1977年登場の通勤車1000系（3代）および5000系第5編成以降より、正面方向幕が新造時に設置されるようになった。これは関西大手私鉄では最も遅かった（阪神も同じく1977年から）。架線電圧1500 V昇圧対応工事を控えた既存車への取り付けも考慮した正面貫通扉下部への設置で、運行標識板は見られなくなっていった。

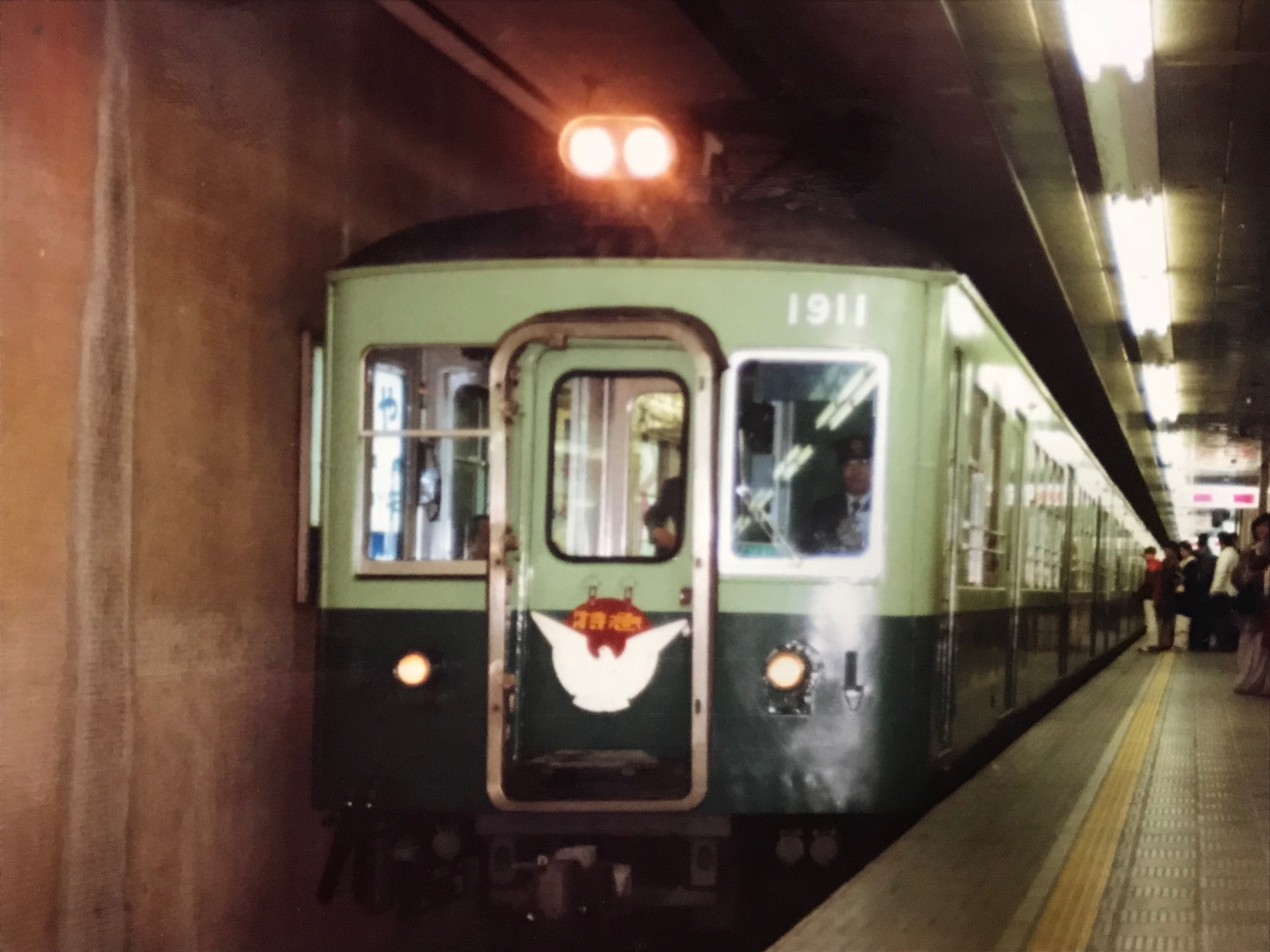
⼀般車化された1900系が正月の代用特急で掲出した特急標識（鳩マーク）。
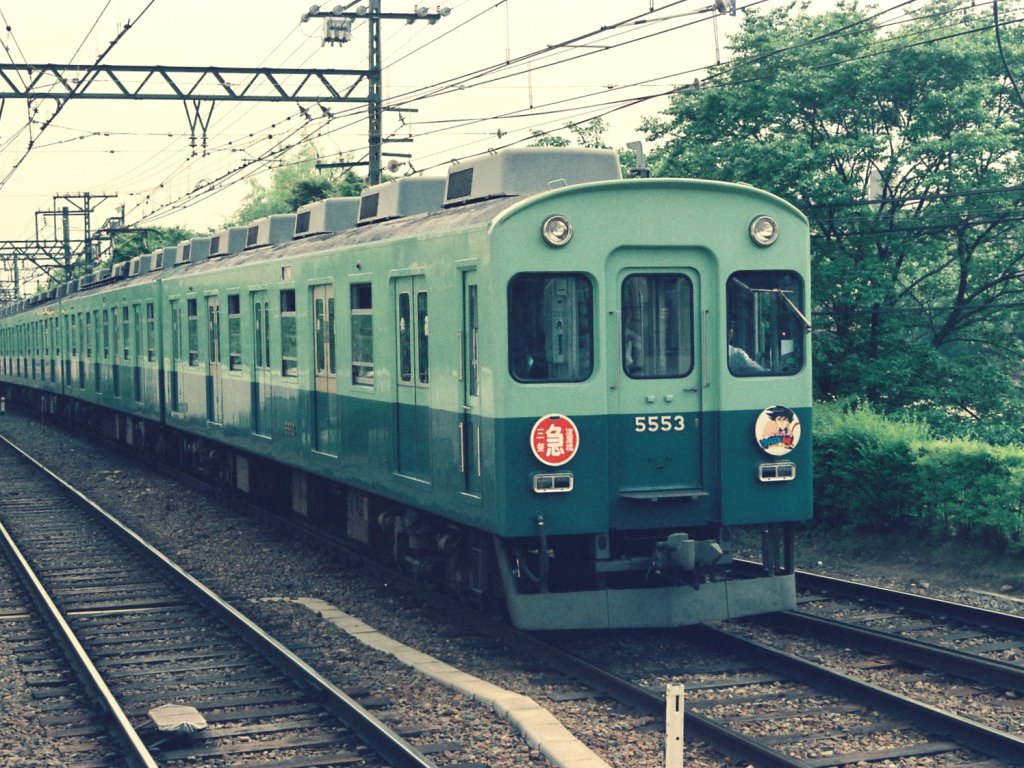
5000系の急行。丸板に（急）一文字は阪急や南海でも見られた。
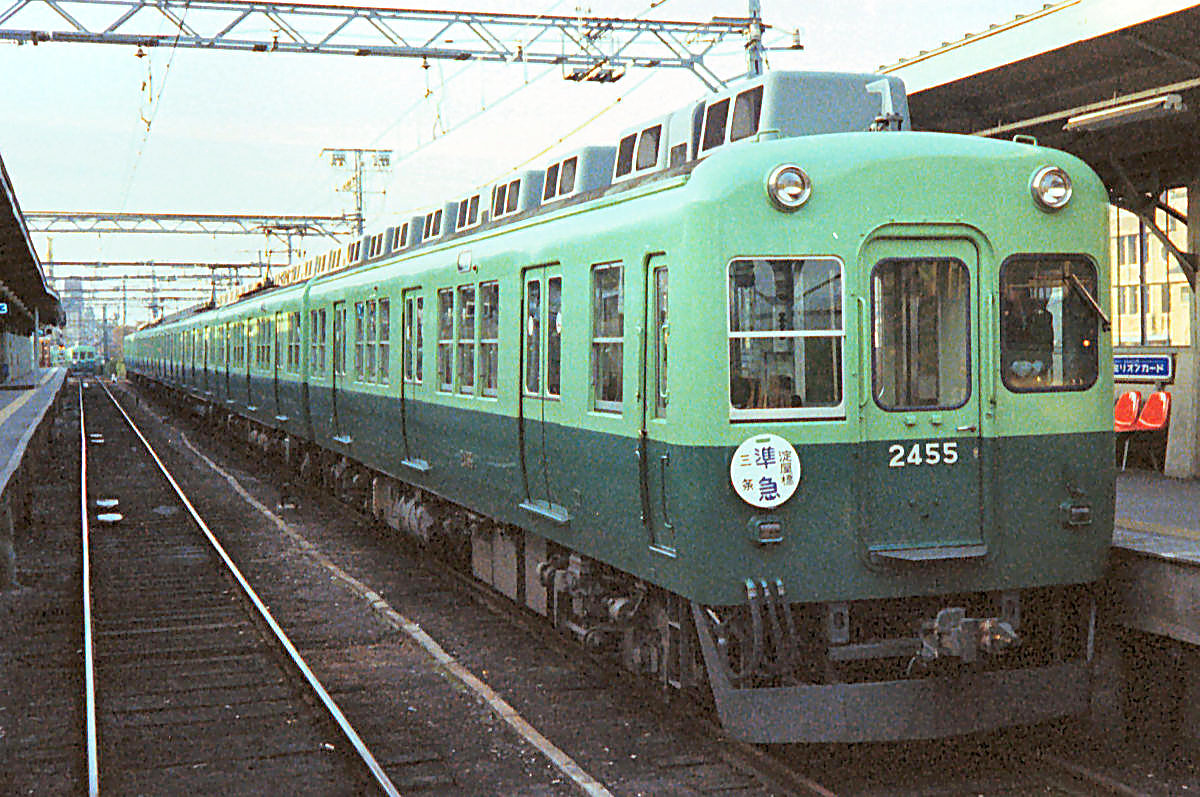
2400系の準急。京阪の準急は青色。
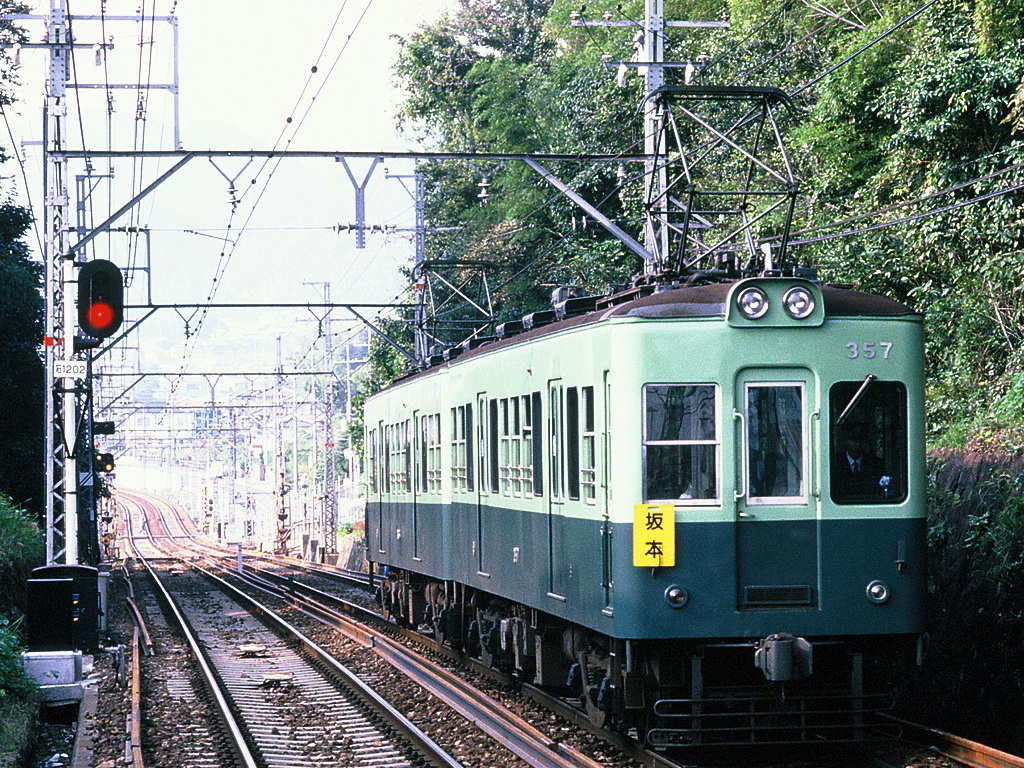
350形の普通。大津線の普通には黄色地の板も使われた。
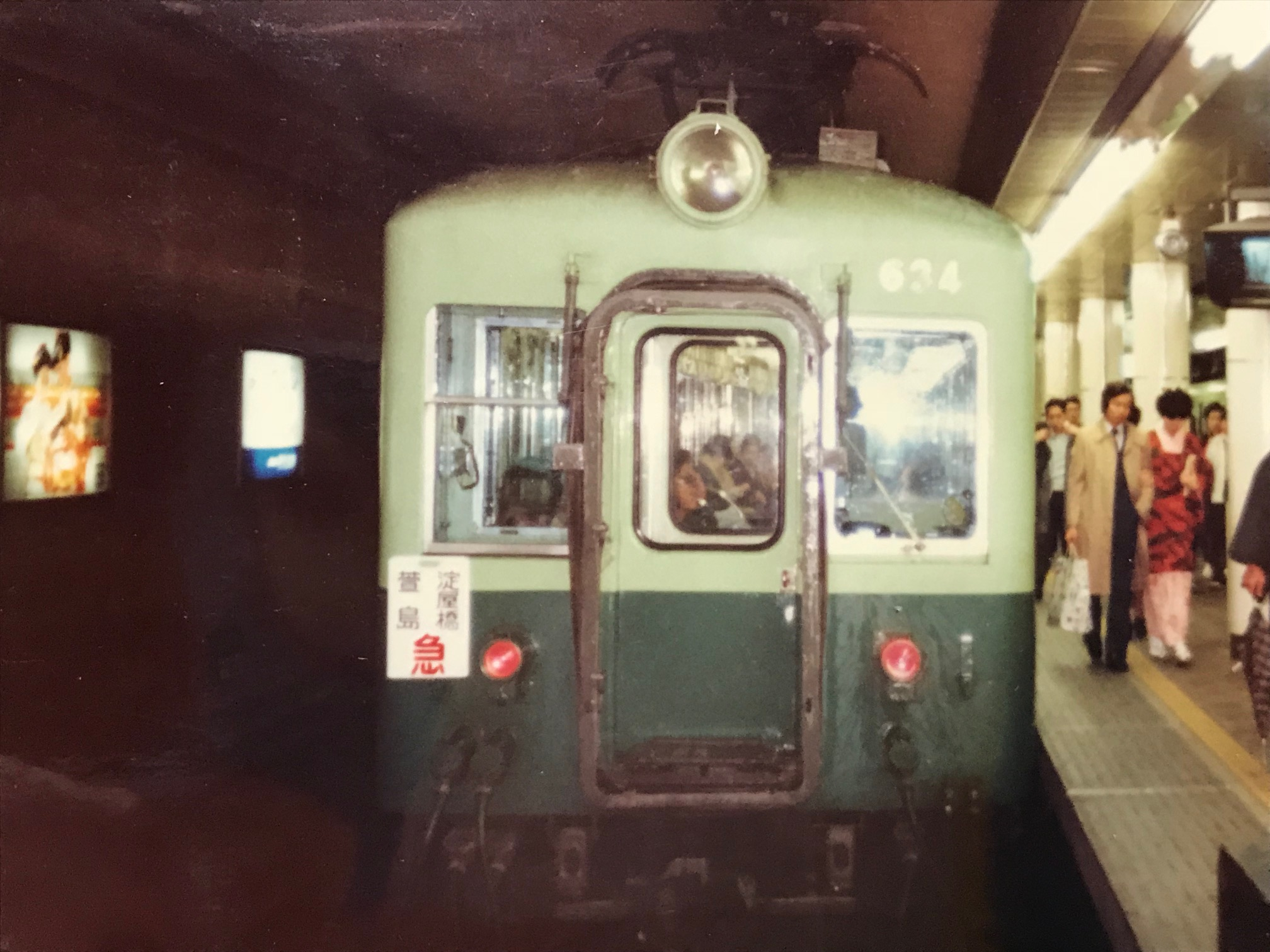
630形の区間急行。普通用の角板に「急」の種別板を差し込んでいる。

### 発車メロディ
- 京阪本線・鴨東線・中之島線・交野線・宇治線の中の17駅で2007年（中之島線は2008年の開業時）から、元カシオペアの向谷実が作曲した発車メロディが採用されている。これらのメロディを順番につなげると1つの曲になる。
- 発車メロディは快速特急用、特急用、普通用（快速急行から普通まで）のそれぞれ上下線別に作成されている。快速特急用発車メロディは以前まで京橋駅では「朝靄の京橋で乗り換え」、出町柳駅では「出町柳から」の過去に作成された京阪のイメージソングがそれぞれ使用されていた。
- 京阪線の発車メロディ設定駅は行き止まりの駅（淀屋橋、出町柳、宇治、私市、中之島）と4線以上のホームがある駅に限られている。
- かつては石清水八幡宮駅にも発車メロディが設定されていた。これはメロディ使用開始当初はホームが2面4線であったためである。隣の淀駅が高架化により島式2面4線のホームとなったことで待避線は使用中止となったが、その後も継続使用されていた。最終的に放送装置の更新に伴い、2025年3月1日に使用を中止した[112]。

### 駅ナンバリング
- 駅ナンバリングは2014年4月1日の運賃改定に伴う運賃表変更時より順次導入されている[113]。2014年11月26日に駅ナンバリング導入について公式発表され、駅名標などにも順次表示している[114]。2014年の発表では京阪線全60駅を対象駅としていたが、大津線にも後に導入している[114]。

### 駅名
- かつて京阪の路線だった阪急京都本線同様「××市」を名乗る駅が複数ある（守口市駅・門真市駅・寝屋川市駅・交野市駅・枚方市駅）。阪急京都本線の場合は「××市」駅と名乗る[注釈 32]ことで先行して開業した東海道本線の近接駅と区別する機能があるが、京阪の場合はそうした駅が存在しないものが大半である。逆に、同じ市内にありながらJR奈良線の駅とは場所の異なる宇治駅については「宇治市駅」とはなっていない。守口市駅はOsaka Metro谷町線に守口駅があるものの、開業は京阪の方が早く、谷町線開業の時点ですでに「守口市駅」と称していた。また、八幡市については2019年10月に八幡市駅が石清水八幡宮駅に改称されたことで、市内に他に鉄道路線がないにもかかわらず、市名を冠した駅がない形になった。
- 「京阪」の冠称が付く駅名は大津線のJR線との乗り換え駅（京阪山科駅・京阪膳所駅・京阪石山駅・京阪大津京駅）に限られている。交通新聞社発行の『JR時刻表』や『コンパス時刻表』の巻頭地図では2011年1月時点でも宇治駅を「京阪宇治駅」と表記しているが、正式な駅名には「京阪」は付かない[注釈 33]。なお、新京阪線には京阪京都駅（後の京阪神京都駅、現在の大宮駅）と京阪吹田駅（後の吹田東口駅、現在の相川駅）が、京阪神急行電鉄時代には交野線に京阪神磐船駅があった。
- 2008年10月、京都市内の五条・四条・丸太町の各駅がそれぞれ「清水五条」「祇園四条」「神宮丸太町」に改称され、観光地の最寄り駅であることが分かりやすくなったほか、京都市営地下鉄烏丸線に存在する同じ駅名（ただし所在地は相当離れている）との区別がつきやすくなった。なお、四条駅と五条駅は京阪の方が、丸太町駅は地下鉄の方がそれぞれ先に開業している。
- 2018年3月の大津線ダイヤ改正に合わせて、浜大津・別所・皇子山・坂本の4駅がそれぞれ、「びわ湖浜大津」「大津市役所前」「京阪大津京」「坂本比叡山口」に改称された。
- 関西の大手私鉄では2000年代に入り、終端駅に対して都市名を付け、「大阪○○駅」「京都○○駅」と改称するケースがみられるが、京阪に関しては正式名称に「大阪○○駅」「京都○○駅」と付く駅は存在しない[注釈 34]。 
  - ただし、駅の発車標や車内放送においては「大阪淀屋橋」「京都出町柳」などと案内される。2003年9月のダイヤ改正を機に行われなくなっていたが、2017年6月頃から再開され、LED式行先表示器を搭載した車両でも行われるようになった。駅放送に関しても2025年3月1日から案内を再開した。
- 2024年現在、大手私鉄では唯一、「新」で始まる駅がひとつもない。かつては「新森小路駅」「新門真駅」が存在したがいずれもそれぞれ森小路駅、門真市駅と改称された[注釈 35]。
- 旧国名を冠する駅は交野線の河内森駅一駅のみである。石山坂本線の近江神宮前駅は近江神宮という神社の名称である。

### 駅中店舗
京阪の駅中店舗の歴史は古く、1951年（昭和26年）に三条駅に駅中店舗が開業している。以後、三条駅では1961年（昭和36年）3月1日に御土産物店街の「のれん街」ができ、1963年4月には飲食店街「味のれん」も造られた。しかし「のれん街」は三条駅と四条駅に造られた以外はなく、いくつかの駅中に琵琶湖汽船食堂の立ち食いそば・うどん店「比叡」が造られた程度だった。
平成になってからは駅ナカ店舗の展開を本格化し、1997年（平成9年）6月門真市駅構内にベーカリーショップ、同年8月丹波橋駅に書店が開業、京橋駅にはショットバー、ベルギーワッフル専門店、コンビニエンスストアのアンスリーなどが開業した。2000年（平成12年）8月淀屋橋駅コンコースに「けいはん・ジューサーバー」淀屋橋店が出店、改札内店舗も京橋駅・寝屋川市駅・丹波橋駅に開店、枚方市駅では改札内外両方から買うことができた。2003年（平成15年）12月駅構内売店は「セカンドポシェ (SECOND POCHE) 」としてリニューアルされた。2004年（平成16年）には京都銀行との共同事業として主要駅構内にATMの設置運用を開始し、2006年（平成18年）3月守口市駅構内にユニクロ京阪守口店」がオープン、2008年（平成20年）2月京橋駅に週替りテイクアウトスイーツショップ「SWEETS BOX」が開業した。このように多くの駅に多種多様な店舗が造られている。
- 京阪が展開している駅ナカ店舗は京阪沿線以外でも展開しており、ジューサーバーは首都圏でも展開しているほか、南海難波駅では北口のユニクロ、「SWEETS BOX」のテナント主になっている。

その一方で駅構内のプラットホームに設置されている売店「セカンドポシェ」のほとんどが閉店して自動販売機だけになっている。

### 乗務員
- 長らく真夏でもネクタイを外さない（以前の制服の時は冷房のない改札が在ったため、ネクタイを外しても良い規定があった）、年間を通してネクタイを着用するというクール・ビズが浸透した昨今では珍しい服務規則であったが、2010年夏季からは制服のネクタイ着用が省略されている。
- 優等列車の通過待ちの際、待避列車の乗務員は必ずホームに立ち列車監視を行う。
- 列車の運用途中の乗務員交代は、中書島駅、淀駅、萱島駅、天満橋駅、御陵駅、四宮駅、近江神宮前駅で行うことがある。

### 歴代CM出演者・おけいはん
京阪ではイメージキャラクターを起用している。2000年12月からは「おけいはん」シリーズが定着している。
- テレビCM出演者（鍵括弧内は当時使用していたキャッチコピー）
  - 島田奈美（1987年 - 1989年）「きょうは、京阪」
  - 蓮舫（1989年 - 1992年）「ニッポン・キョウト・洛北 エンジョイKEIHAN」
  - 仙道敦子（1993年 - 1994年）「駅からはじまる」
  - 山口智子（1995年 - 1996年）「京阪で近道」
  - 渡辺満里奈（1997年 - 1998年）「わたしの行動力 KEIHAN」
  - 伊武雅刀（1999年 - 2000年）「土・日・旅人」
- おけいはん
  1. 水野麗奈（2000年 - 2003年、「淀屋けい子」役）
  2. 江本理恵（2003年 - 2006年、「京橋けい子」役）
  3. 神農幸（2006年 - 2009年、「森小路けい子」役）
  4. 日向千歩（2009年 - 2012年、「楠葉けい子」役）
  5. 畦田ひとみ（2012年 - 2015年、「中之島けい子」役）
  6. 林真帆（2015年 - 2018年、「出町柳けい子」役[117]）
  7. 中川可菜（2018年 - 2022年、「三条けい子」役[118]）
  8. 三浦理奈（2022年 - 現役、「枚方けい子」役[119]）

### 競馬
中央競馬では三大都市圏にある5場で観客輸送を担う大手私鉄が賞を出している。京阪は京都競馬場の観客輸送を担っており、京阪杯 (GIII) で優勝杯を提供している。このほかにも日本中央競馬会と連携して各種イベントを行ったりもしている。最寄り駅は淀駅で「淀」は京都競馬場の代名詞になっている。

### プロ野球球団
「京阪電気鉄道」であった時代においては、関西地方の大手私鉄で唯一プロ野球球団を持ったことがない。
かつては廃止された豊野駅付近に野球場も備えたスポーツ施設「京阪グラウンド」を1922年から1942年まで保有（自社の野球部も使用していた）しており、阪神急行電鉄社長の小林一三がこれも含めた私鉄各社の球場を使用した「電鉄リーグ構想」を、現在のプロ野球が発足する以前に持っていたことがわかっている。しかし、この構想は宝塚運動協会を短期間実現させたにとどまり、具体化しなかった。
1936年に現在のプロ野球が発足した当時、京阪は昭和恐慌から立ち直って間がなく、折しも「従来の多角的な営業方針から運輸一本に主力を置く堅実な営業方針に転換した」時期で、プロ野球に進出する動きはなかった。
戦後に再発足した1949年当時は近鉄をはじめとしてプロ野球への参入企業が相次いだが、当時の今田英作専務が「これから新しい事業をやらねばならぬとき、新発足の京阪としてプロ野球のような道楽商売に力を割くべきではない」という見地から「球団は持つべきではない」と社長の村岡四郎に進言し、村岡もこれを取り上げて、やはりプロ野球には進出しなかった。

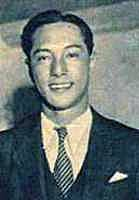
二出川延明

しかし京阪はプロ野球と全く関係がなかった訳ではなく、後の日本プロ野球史に名を残した人物が在籍していたこともあった。その人物とは、審判時代に「俺がルールブックだ!!」と報道されて一躍有名となり、また1970年に競技者表彰として野球殿堂入りした二出川延明である。二出川は1925年の明治大学卒業と同時に京阪に入社し、旧制中学校の監督に転身するため退社した1929年まで4年間在籍していた。京阪在籍中は同社野球部に所属していた記録がある。二出川は旧制中学校野球部監督の退任後は日米野球のメンバーに選ばれ、1934年から1936年まで読売ジャイアンツなどでプロ野球選手としてプレーしていた。引退後は日本プロ野球を代表する審判となり、1960年より1963年までパシフィック・リーグの2代目審判部長を務めた。

### 阪神との経営統合計画
2005年9月から2006年6月までの村上ファンドによる阪神電気鉄道に対するM&Aとそれへの対抗措置の中で阪神が京阪との統合を検討していたことが判明した。両社はそれ以前に業務提携の接触も持っており、阪神・村上ファンドともに統合先としては阪急よりも京阪の方が比較的良いという考えを持っていたとされる。しかし、TOB価格で折り合いがつかず、この計画は実現しなかった。詳細は「阪急・阪神経営統合」を参照。

### 各鉄道・バス事業者との連携
- JR西日本とは近年関係を強化しつつあり、観光面では2006年の秋からは東福寺駅での接続の改善を行い、京都市東山区一帯の道路渋滞に巻き込まれず移動できる「京都駅→ (JR) 東福寺駅→（京阪）七条駅・清水五条駅・祇園四条駅」という乗換ルートを案内し、京都タワーの外壁に、「祇園・清水へは京阪電車：JR東福寺駅と直結」と乗換ルートの案内広告を掲示したり、ガイドマップを配布するなどしてPRに努めている。またサービス面でも2009年からは京阪線でICOCAを発売したり、JRの期間限定のフリー乗車券「関西1デイパス」で引換券を利用することによって京阪線の利用を可能にしている。
- 2008年からは南海電気鉄道とコラボレーションを展開し、「KEIHAN NANKAIええとこどり」と銘打って互いに沿線PRを展開している。また沿線PRのみならず南海沿線の主要駅に広報紙「K-PRESS」を配布したり、南海難波駅北口に「SWEETS BOX」やユニクロなど駅ナカ展開を行っている。
- 大阪市交通局との間では「OSAKA＋KYOTOすてきつなげて」の共同観光誘致キャンペーンを行っている。
- 2012年からしずてつジャストライン・新静岡バスターミナルにおいても広報紙『K-PRESS』を配布している。

### その他
- 京阪電気鉄道は、中之島ゆき（三浦理恵子）が歌唱しているCDを「淀屋レコード」という名義のレコードレーベルで発売している。大手私鉄でレコードレーベルを有しているのは同社のみである。三浦理恵子が中之島ゆき名義で発売したシングル「出町柳から」はタワーレコード梅田店週間インディーズチャートで首位を獲得した。
- 1958年、京阪特急のテーマソングとして「京阪特急」（作詞・作曲：三木鶏郎／唄：楠トシエ）が作られた。淀屋橋駅 - 天満橋駅間が開通した1963年には、「天満橋から三条へ」となっていた歌詞が「淀屋橋から三条へ」に変更されている。
- 1988年頃から作家の若一光司をキャラクターに起用し、肉筆エッセイ入りの車内吊沿線広告ポスターをシリーズで展開。そのテーマは「惚れぬいて京都」「琵琶湖遊行」「京阪沿線の名木」「京阪沿線に洋風建築の粋を見る」と変化しつつ、現在も継続中。「琵琶湖遊行」シリーズは単行本化されている。
- 公衆無線LANは、2013年3月時点でauのau Wi-Fi SPOTとワイヤ・アンド・ワイヤレスのWi2 300が京阪本線・鴨東線・中之島線・交野線・宇治線の各駅に、NTTドコモのdocomo Wi-Fiが京阪本線・鴨東線・中之島線の各駅にそれぞれ設置されている[122]。
- 1970年に開催された日本万国博覧会に松下電器産業（現・パナソニック）が出品して大阪城公園に埋められているタイムカプセルには、松下本社の最寄りだった門真駅（現在の西三荘駅の前身）と淀屋橋駅の間の定期乗車券（1970年3月15日から3か月間有効）が納められている[123]。
- 京阪グループの叡山電鉄では2011年以来、「けいおん!」を皮切りにテレビアニメとのタイアップを行なってきたが、京阪電鉄でも2011年夏に「けいおん!」ラッピング電車を運行。2014年には京都市役所からの依頼を受けて「いなり、こんこん、恋いろは。」のタイアップに協賛。2015年の「響け!ユーフォニアム」とのタイアップが好評を博したことから本格的にアニメとのコラボレーションに取り組み出した[124]。タイアップ・コラボレーションした作品は「京阪に関連するメディア」の節も参照。
- 保有路線が交差する河川は全て淀川水系である。

## 京阪と関連する企業
京阪グループに属する全企業の一覧および事業については「京阪グループ」を参照。
- 大同電力 - 太平洋戦争前に存在した電力会社で、京阪が出資している。
- 新京阪鉄道 - 京阪電気鉄道子会社。1930年に京阪電気鉄道に合併。
- 名古屋急行電鉄 - 未成線
- 北大阪電気鉄道 - 元・新京阪鉄道の路線であった阪急千里線の前身。
- 阪和電気鉄道 - JR阪和線の前身で京阪電気鉄道の系列企業であった。
- 奈良電気鉄道 - 近鉄京都線の前身で京阪電気鉄道も当初出資。
- 東大阪電気鉄道 - 未成線
- 阪急阪神ホールディングス（阪急阪神東宝グループ）
  - 阪急電鉄 - 京阪電気鉄道は1943年から1949年まで陸上交通事業調整法に基づき阪急と統合されていた。
  - 阪神電気鉄道 - 統合が検討されていた。
- 北陸鉄道 - 京阪電気鉄道が0.63 %と極僅かではあるが、同社の株を保有している。
- 日本急行バス - かつて名神ハイウェイバスを運行していた会社の一つで、当初は京阪電気鉄道も出資していた。
- 京阪バスシステムズ - バス事業持株会社。2009年10月1日付で、京阪電気鉄道に吸収合併された。
- 京都銀行 - 京阪線・中之島線・鴨東線・京津線の19か所の駅構内にステーションATMを設置。
- 川崎重工業 - 前述のように、一部を除きすべての京阪車両を納入している。
- 東洋電機製造 - 前述のように、一部を除きすべての京阪車両の制御装置や主電動機を納入している。
- パナソニック - 本社が京阪本線西三荘駅前にある。テレビカーでは同社製のブラウン管テレビが採用されていた。2010年代には車内放送用のタブレットやプレミアムカーのナノイーX発生装置[125]を納入している。
- 朝日放送グループホールディングス - 本社が中之島駅近くにあるほか、提供番組やスポットCMを多く放映している。なお、京阪ホールディングス社長の加藤好文は朝日放送グループホールディングスの社外監査役である[126]。
- 讀賣テレビ放送 - 本社が京橋駅周辺にあるほか、後述のように、かつては提供番組を持っていた。現在もスポットCMを多く放映している。
- テレビ大阪 - 本社が天満橋駅周辺にあるほか、後述のように、現在も提供番組を持っている。
- 京都アニメーション - 本社が木幡駅付近にあり、近年では2011年の劇場版『けいおん!』では石山坂本線でラッピング電車を走らせるなど、コラボPRを展開。『中二病でも恋がしたい！』（2012年）や『響け!ユーフォニアム』（2015年）でも撮影協力に加わったほか、ラッピング電車を走らせている。
- 富士急行 - 1998年より、きかんしゃトーマスに関連する列車を運転していることから、共同企画でスタンプラリーを実施したことがある[127]。
- 大井川鐵道 - 1995年から2014年まで京阪から譲り受けた3000系電車（初代）を運転していたことがあり、共同企画で記念乗車券の発売やスタンプラリーなどを実施したことがある[128]。
- 富山地方鉄道 - 1991年から元京阪3000系電車（初代）の10030形電車を運転している。2013年の京阪での元3000系の8000系30番台電車の運転終了時には大井川鐵道とともに記念乗車券の発売やスタンプラリーなどのイベントを行った[128]。

## 京阪に関連するメディア

### 放送中の提供番組・スポットCM枠
提供クレジットは京阪グループ共通ロゴを使用している。提供読みは長らく京阪電車名義であったが、2020年7月より京阪ホールディングス名義となった。ただし、いずれの場合もグループ各社のCMを流していることがある。
- 関西テレビ放送（KTV）
  - 『ちゃちゃ入れマンデー』
    - 関西テレビは阪急阪神東宝グループ（旧阪急電鉄系）のテレビ局である。
- 讀賣テレビ放送（ytv）
  - 『ヒルナンデス!』（日本テレビ制作、火曜日13時台ローカル枠）
    - 2020年10月より読売テレビでのみ実施され、主にひらかたパークのCMが使われている。

  - 『かんさい情報ネットten.』（17時台）
    - 読売テレビ本社屋は、京阪本線京橋駅が最寄駅である。

### 過去の提供番組・スポットCM枠
- BS朝日・『知られざる物語 京都1200年の旅』火曜日 22:00 - 全国で視聴可能
- テレビ大阪・金曜日の21:54からの「天気予報」枠
- 毎日放送（MBSテレビ）『皇室アルバム』関西地区のみ
- 朝日放送テレビ（ABCテレビ）・夕方のニュース番組の終了後のスポットCM枠
  - 『スーパーJチャンネル』（基本的に土曜日）
    - かつて同局の平日の18時50分から放送していた『ABCフラッシュニュース』（次項参照）に、京阪が提供していたことの名残である。なお、現在のABCの社屋は、中之島線中之島駅が最寄り駅である。

  - 『ABCフラッシュニュース』
    - かつてABCテレビで放送されていた提供番組。同局がJNN系列であったころより、平日の18時50分から（当時はJNNニュースコープの次番組）の枠において、京阪の一社提供（他の時間帯は他社提供）扱いとして放送されていた。番組のオープニングでは、京阪特急（1900系→（旧）3000系）の走行映像も使われていた。1975年4月に、ABCテレビがJNN系列からANN系列へのネットチェンジが行われた後も、同番組での提供枠は継続していた。その後、同番組の終了により、提供枠としては終了したものの、長らく同時間帯において、京阪グループ各社のCMが放映されることになった（「京阪電車ワンポイントガイド」→「京阪電車テレビインフォメーション」→「エンジョイKEIHAN」のタイトルでCM枠があった）。加えてこのことが、京阪のテレビカーにおいて、在阪各局の中でも、比較的ABCテレビが多く放送された理由である、と言われている。現在は前述のとおり、ABCテレビの夕方のニュース番組終了後に放送されるスポットCM枠扱いとして、同社のCMが放送されている。

  - 『キャスト』（金曜日）
  - 『おはようコールABC』（金曜日）
  - 『おはよう朝日です』（木曜日）
    - 2020年6月25日放送分まで。
- 関西テレビ放送（KTV）
  - 『快傑えみちゃんねる』
    - 2020年7月24日当該番組の終了に伴い上記のちゃちゃ入れマンデーに移行。
- 『京阪まんが劇場』
  - かつてKBS京都テレビで放送された京阪一社提供のアニメ番組
- 『ニューススクランブル』
  - かつて読売テレビで放送された提供番組で、金曜日のみスポンサーだった。現在の「かんさい情報ネットten.」の枠に当たる。
- 『MBSナウ』
  - かつて毎日放送（MBSテレビ）で放送されていた提供番組。現在の「よんチャンTV」の枠に当たる。
- 『京阪ゼスチャーゲーム』
  - かつて大阪テレビ放送（現：朝日放送テレビ）で放送されていた視聴者参加型クイズ番組。司会は川上のぼるが務め、マスコットキャラクターに「京阪坊や」（川上の腹話術による人形）というのが存在した。

### タイアップ・コラボレーション作品
- きかんしゃトーマス
  - 2006年からラッピング電車「きかんしゃトーマス号」の運行やスタンプラリーなどのタイアップ企画を行っている[129][130][131]。
- カレイドスター[要出典]
- けいおん!
  - 2009年・2010年にテレビ放送され、2011年に劇場版が公開されたテレビアニメ。2011年・2014年に石山坂本線でラッピング電車の運行が行われた。（京阪電気鉄道#その他を参照）
- 中二病でも恋がしたい！
  - 2012年・2014年にテレビ放送され、2013年・2018年に劇場版が公開されたテレビアニメ。大津市が主な舞台で、劇中に石山坂本線が登場するため、京阪が撮影協力、石山坂本線でのラッピング電車の運行（2014年 - 2015年）などを行った[132]。
- いなり、こんこん、恋いろは。
  - 2014年に放送されたアニメ。本作のヘッドマークを装着した電車を運行。また、丹波橋駅、墨染駅、伏見稲荷駅、三条駅、神宮丸太町駅に登場人物の等身大パネルが設置されたほか、特製乗車券「『京阪電車×いなり、こんこん、恋いろは。』京阪線フリーチケット」が発売された[133]。
- 響け!ユーフォニアム
  - 宇治市が舞台となっており、宇治線が度々作中に登場する。またアニメ化時に取材協力に名を連ねている。2015年夏に、タイアップ企画を実施[134]。2018年7月14日からスピンオフ映画『リズと青い鳥』の公開にあわせフリーチケットの発売、等身大パネル設置のコラボレーションも行っている[135][136]。（「京阪電車×響け！ユーフォニアム」のコラボレーションページ）
- 鉄道むすめ
  - 石山坂本線をモチーフとした「石山ともか」というキャラクターが登場している。
- ドッキリ!ハッキリ!三代澤康司です（朝日放送ラジオ）
  - 数回にわたりコラボレーション企画を実施。ノンストップ特急「洛楽」の愛称は当番組とのタイアップにより公募で決まった[137]。
- 京都寺町三条のホームズ（ 京阪グループ全体）
  - 2018年7月21日から10月31日まで、京阪電気鉄道と叡山電鉄において、ヘッドマークの掲出、アニメの出演声優によるオリジナルボイス付き企画乗車券の発売、主要駅へのキャラクターパネルの設置、スタンプラリーを実施。京阪レストランが展開するジューススタンド「ジューサーバー」では、コラボジュースが販売されている[138][139]。

### テレビドラマ
- 京阪沿線物語〜古民家民泊きずな屋へようこそ
  - 2021年1月9日放送開始。テレビ大阪：1:26 - 1:56、BSテレ東：0:00 - 0:30
  - 出演：小西桜子、中村俊介、新津ちせ（Foorin）